# 东风4D型内燃机车
东风4D型内燃机车（DF4D）是中国铁路使用的电力传动内燃机车车型之一。为配合自1997年4月1日起实施中国铁路第一次大提速，大连机车车辆厂于1996年开发研制了用于客运提速的东风4D型内燃机车并迅速投入批量生产，成为中国铁路前四次铁路大提速的客运机车主力之一。该型机车是在东风4B型和东风4C型柴油机车的基础上，结合了东风6型和东风10F型柴油机车上的成熟技术，设计开发而成的交—直流电传动干线客运机车。机车装用一台由大连机车车辆厂与英国里卡多公司合作研制的16V240ZJD型柴油机，装车功率为4,000马力（2,940千瓦）。牵引传动系统采用TQFR-3000E型同步牵引发电机和ZD109B型直流牵引电动机，牵引电动机采用滚动轴承抱轴半悬挂驱动方式，机车最高速度为145公里/小时。
1998年，大连机车车辆厂在东风4D型提速客运机车的基础上，开始生产用于干线货运的东风4D型货运机车，通过改变牵引齿轮传动比和调整磁场削弱率来提高牵引力，最高运行速度为100公里/小时。1999年，为满足中国铁路对准高速客运内燃机车的需求，大连机车车辆厂开发了采用牵引电动机全悬挂转向架、最高运行速度为170公里/小时的东风4D型准高速客运机车。2000年，大连机车车辆厂研制了采用径向转向架的东风4D型货运机车。2001年4月，东风4D系列机车（包括提速客运型、货运型、准高速客运型）通过铁道部科技成果鉴定。2003年，东风4D系列机车获国家科技进步二等奖。

## 发展历史

### 提速客运型

#### 研制

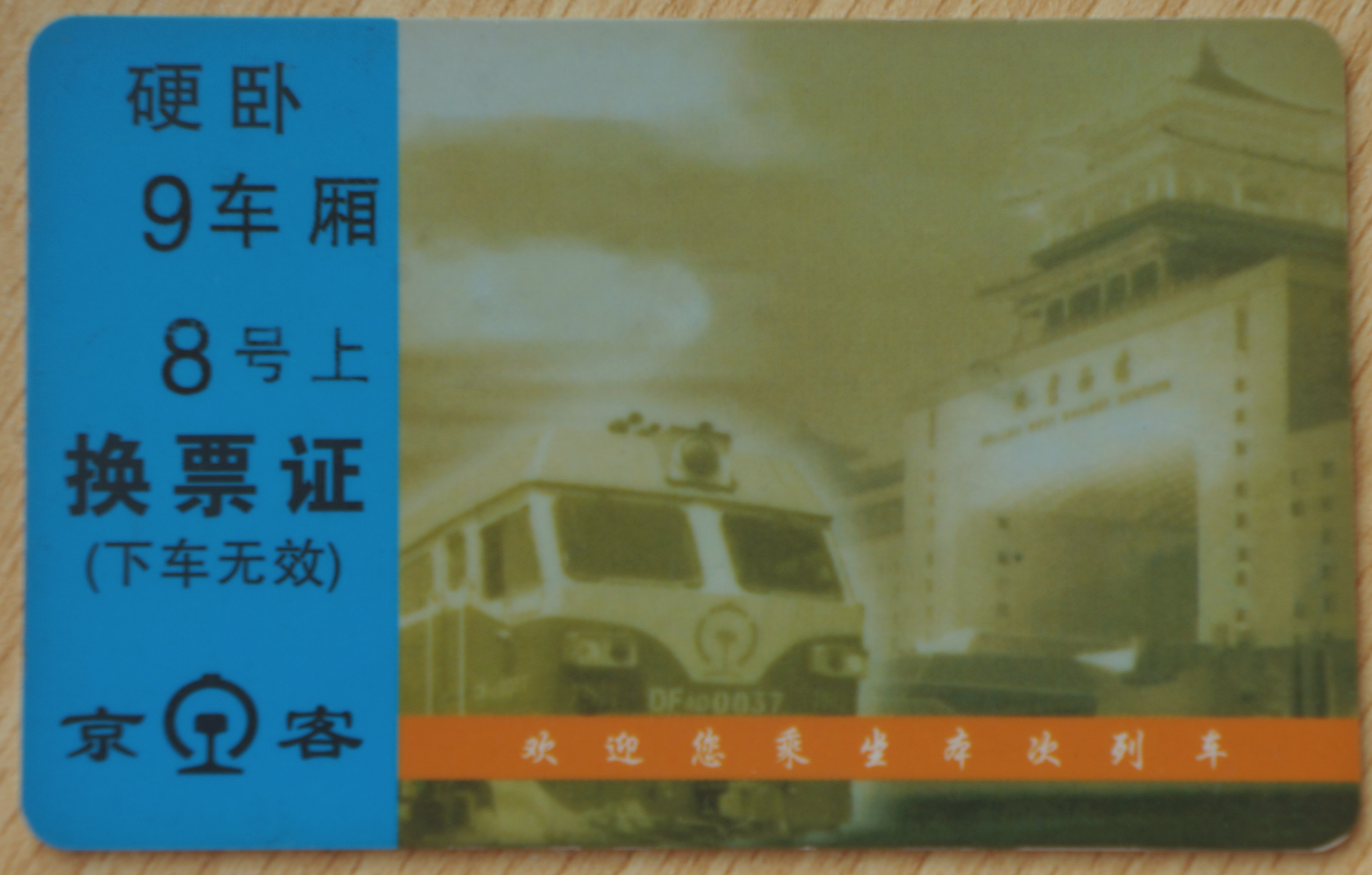
北京铁路局北京客运段的卧铺证仍印有早期DF4D的图片

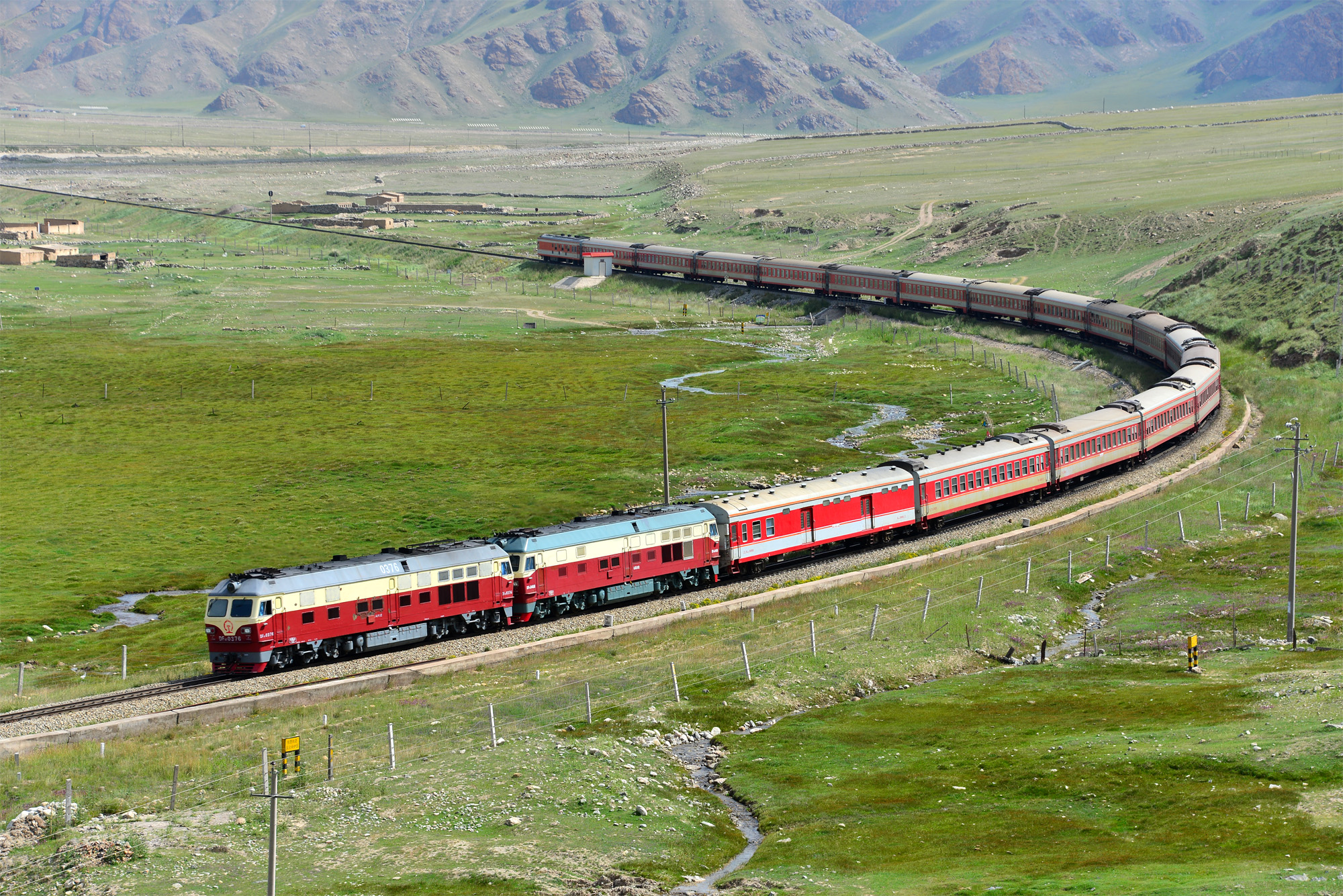
库尔勒机务段的东风4D型提速客运机车重联牵引K169次旅客列车行驶在老南疆铁路天山段展线（2012年）

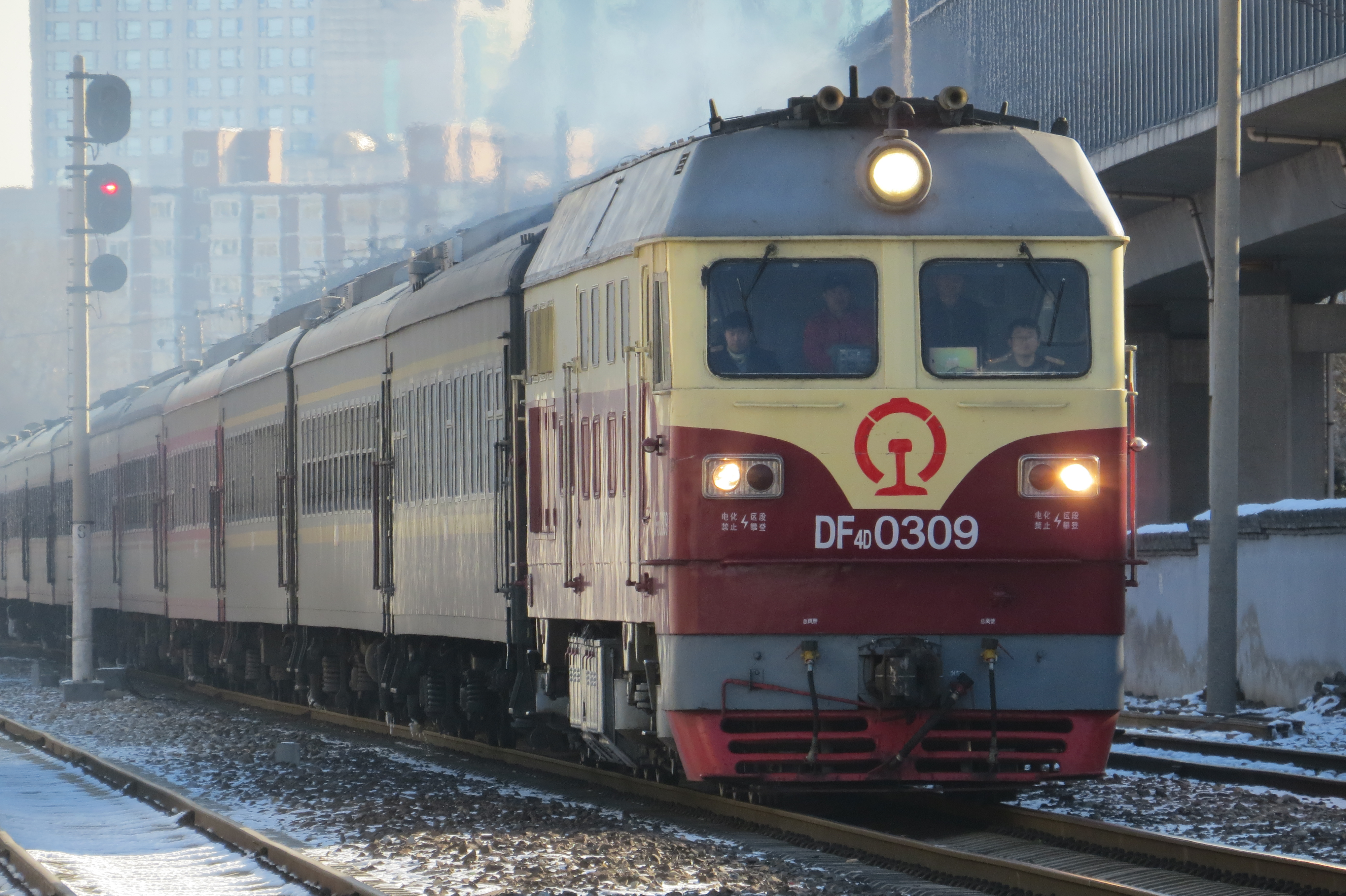
通辽机务段的东风4D型0309号机车牵引1801次旅客列车通过京包铁路四道口 （2015年）

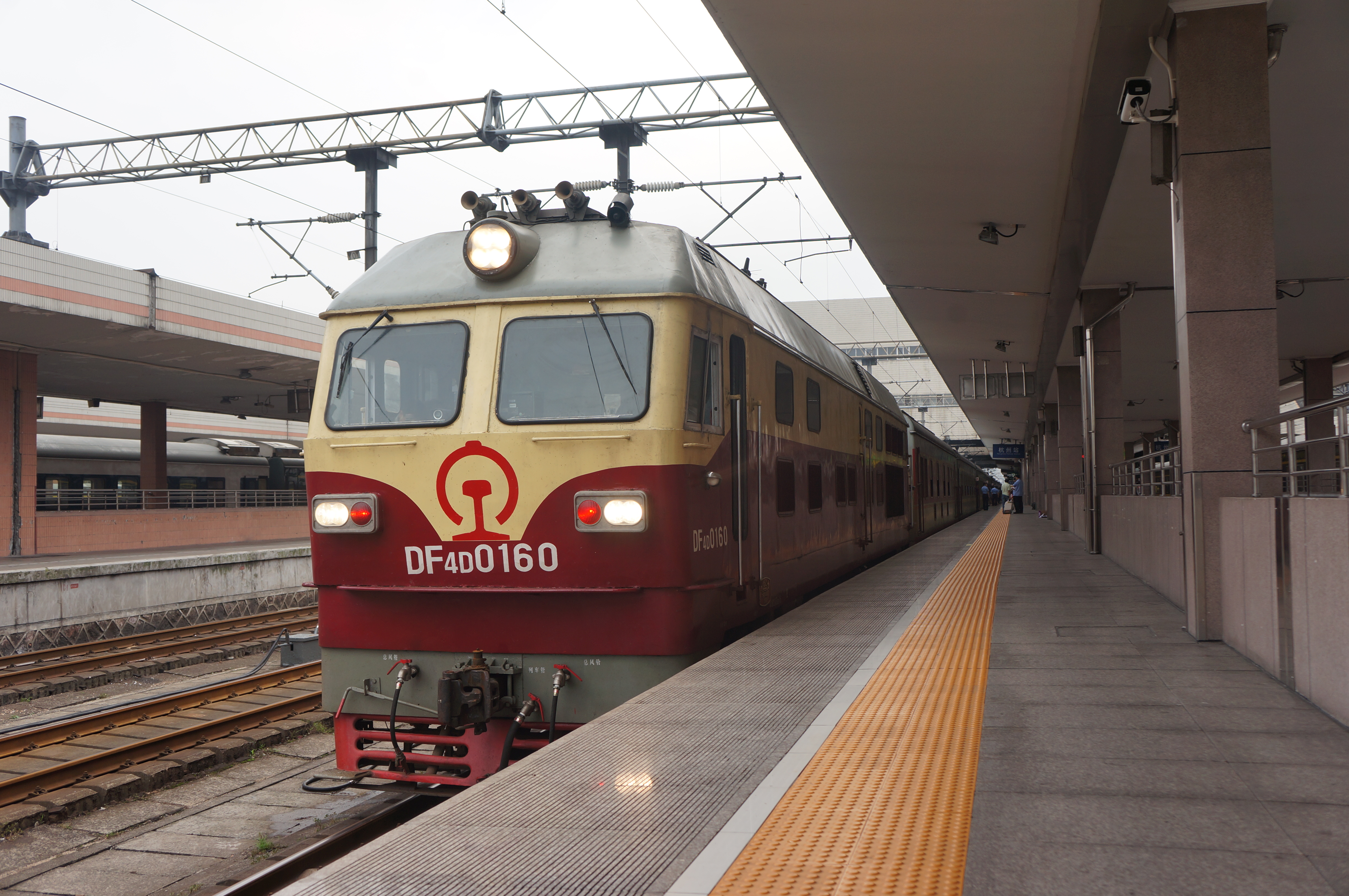
合肥机务段的东风4D型0160号机车牵引K466次旅客列车（2016年）

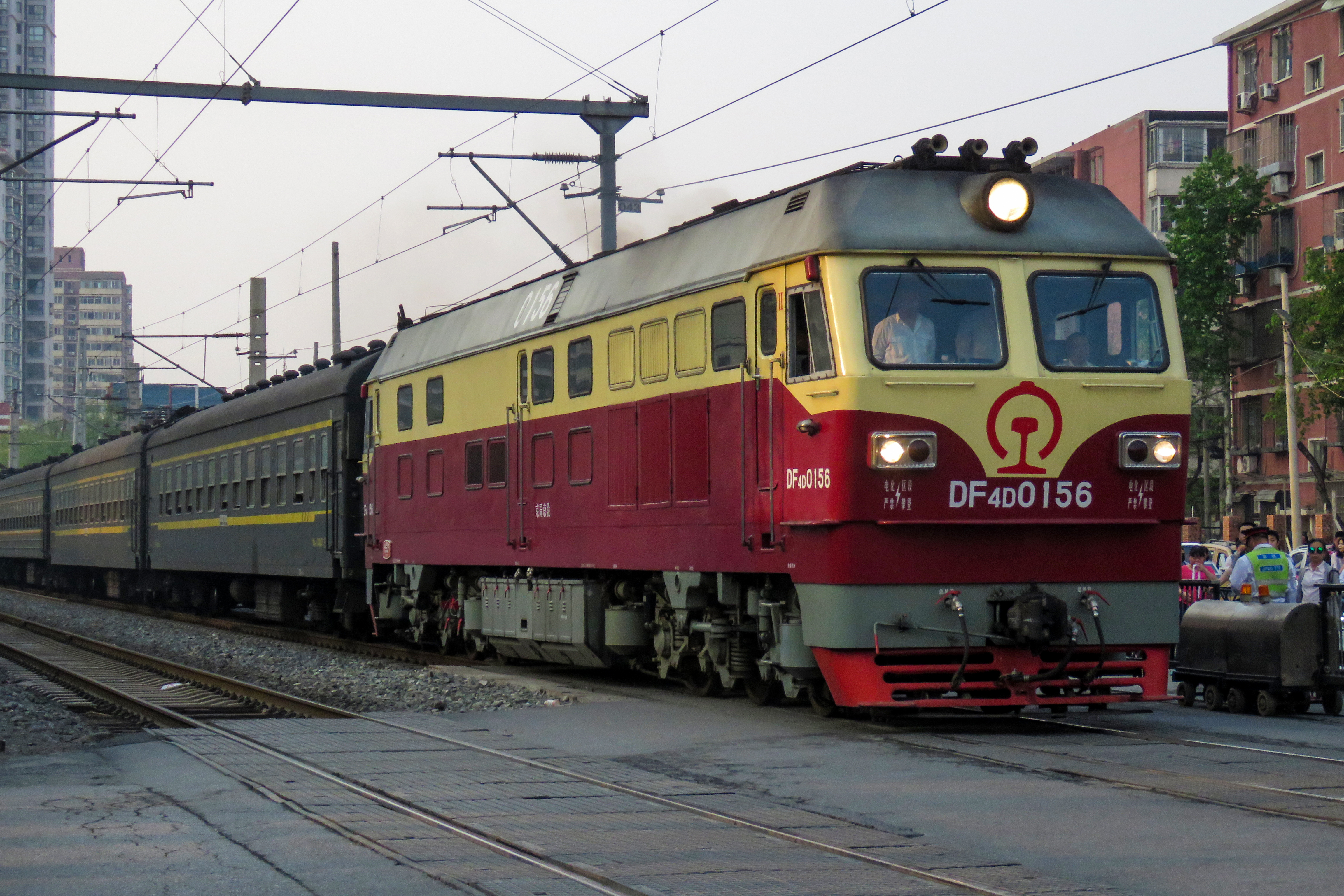
北京机务段的东风4D型0156号机车牵引6437次旅客列车通过京九铁路手帕口道口（2018年）

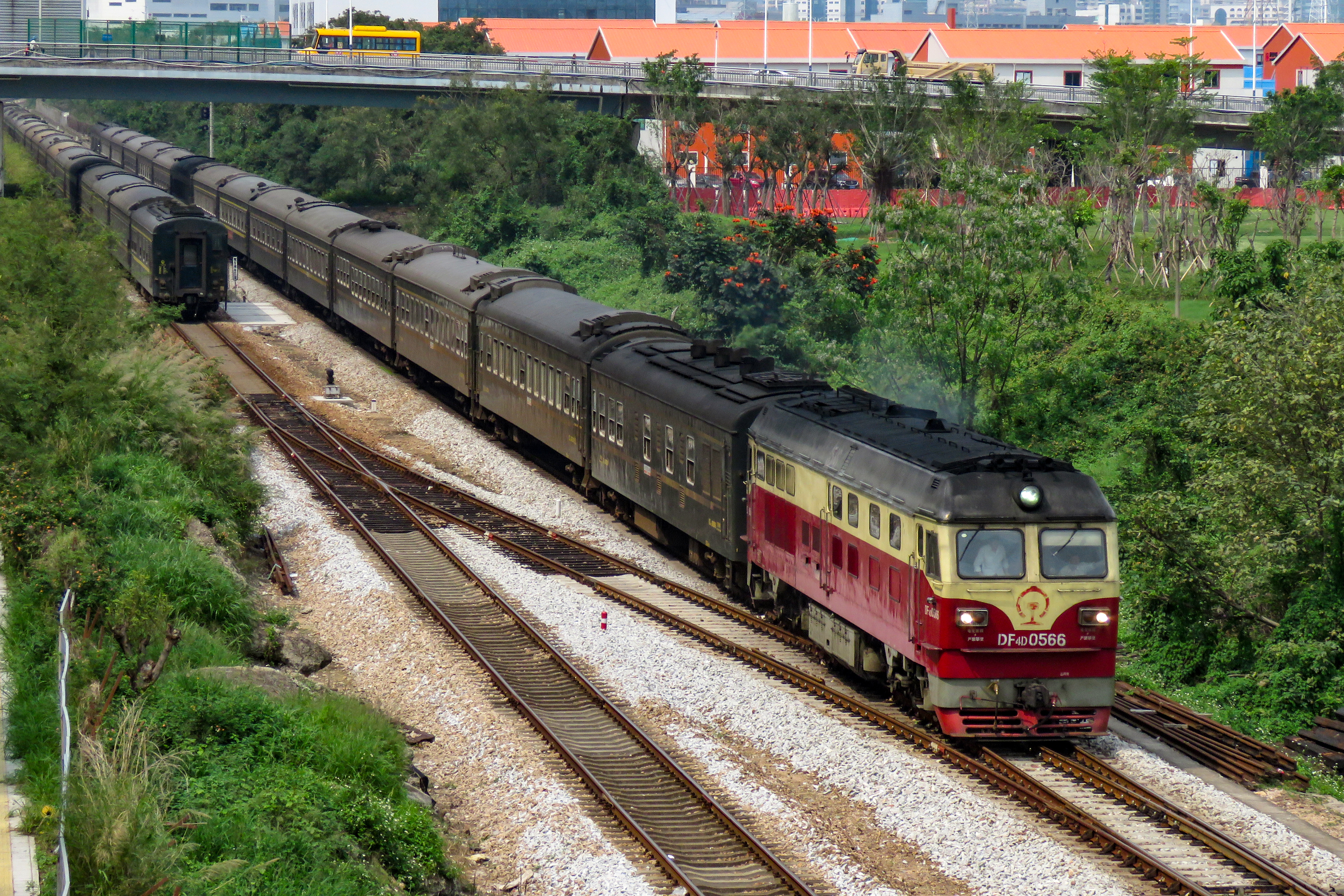
龙川机务段的东风4D型0566号机车牵引K255次旅客列车行驶在平南铁路（2019年）

1990年代初，为了提高铁路运输的竞争能力、适应市场需求和经济发展，中国铁路以广深准高速铁路为开端走向提速之路。1994年初，中华人民共和国铁道部颁发了新的《铁路主要技术政策》，再次强调“大力提高列车重量，积极增加行车密度，努力提高行车速度”的方针，提出在繁忙干线上通过改造线路设备和提高机车车辆技术，将旅客列车最高速度逐步提高到140～160公里/小时，旅客列车最大编组辆数达到20辆。1995年6月28日，时任中华人民共和国铁道部长韩杼滨主持召开了部长办公会议，确定了铁路提速的原则、目标与实施步骤，将提速区段的快速旅客列车最高速度目标值定为140～160公里/小时，一般旅客列车为120公里/小时，并决定在既有干线上进行提速试验，为未来大面积提速进行技术准备。 1995年至1996年，铁道部先后在沪宁铁路、京秦铁路、沈山铁路、京广铁路等主要干线上进行了多次大规模提速试验。随后，沪宁铁路“先行号”、京秦铁路“北戴河号”快速列车也相继开通，列车最高速度达到140公里/小时，投入运营后广受旅客欢迎，这都为中国铁路进行全面提速提供了依据。
1996年9月15日，铁道部决定自1997年4月1日零点起，京沪、京广、京哈等主要铁路干线上的客运列车将实行全国铁路第一次大面积提速，并指示大连机车车辆厂立即开发研制用于提速客运的新型内燃机车，要求在1997年4月1日前提供至少50台提速机车。面对铁道部提出繁忙干线上旅客列车最大编组达18～20辆、最高运行速度140公里/小时的要求，3,300马力的东风4B型客运机车已难以胜任。当时铁道部最初曾打算以比较成熟的东风4C型货运机车为基础，研制3,600马力的干线客运柴油机车，经铁道部机务局和大连机车车辆厂的反复论证后，最终决定研制4,000马力的东风4D型内燃机车，大连机车车辆厂设计部门立即进行机车方案设计。此时距离大提速的实施日期仅余下不足七个月，机车研制进度十分紧迫。1996年10月21日至22日，东风4D型内燃机车技术设计方案通过了铁道部的设计审查，随即开始施工设计和试制。1996年11月18日，工厂开始进行首台东风4D型提速客运机车的总装。1996年12月15日，东风4D型0001号机车在大连机车车辆厂落成。
东风4D型提速客运机车是在东风4B型及东风4C型柴油机车的基础上，结合了东风6型内燃机车和东风10F型柴油机车的研制经验和成熟技术，而设计开发而成的交—直流电传动干线客运机车。机车装用一台由大连机车车辆厂与英国里卡多公司合作研制的16V240ZJD型柴油机，装车功率为4,000马力（2,940千瓦）。传动系统采用TQFR-3000E型同步牵引发电机和ZD109B型直流牵引电动机，牵引电动机采用滚动轴承抱轴半悬挂驱动方式，机车最高速度为145公里/小时。与东风4B型客运机车相比，东风4D型提速机车的机车标称功率提高了22.2%，每万吨公里油耗下降了4.5%，机车大修周期由80万公里延长至120万公里。按机车牵引20节大编组旅客列车（牵引重量1100吨）计算，在平直线路运行上起动加速到120公里/小时需时15分钟20秒，最高平衡速度可以达到132公里/小时，即使在6‰上坡道的持续运行速度亦可维持78公里/小时。

#### 试验
1996年12月至1997年2月，东风4D型0001号提速机车出厂后随即赴北京，按照铁道部的安排由铁道部科学研究院、北京铁路局、大连机车车辆厂合作对其进行各种性能试验。1996年12月25日至26日，该机车分别在京承铁路北京至洞庙河、京秦铁路北京至丰润间进行了小半径曲线通过性能试验和高速动力学试验，试验结果显示东风4D型提速机车的运行平稳性、曲线通过性能、制动性能优良，在京秦铁路上的最高试验速度达到157.7公里/小时。12月27日，机车在北京环形铁道以及京秦铁路燕郊至丰润间进行了机车制动性能试验。1997年2月18日至19日，东风4D型0001号机车在铁道部质检中心内燃机车检验站进行了定置牵引试验。
为了验证东风4D型提速客运机车性能与质量，铁道部质检中心并对该型机车及主要部件进行了部级鉴定试验。1997年1月至5月期间，对永济电机厂制造的牵引发电机和牵引电动机进行了性能鉴定试验。1997年6月至8月期间，在大连机车车辆厂内对16V240ZJD型柴油机进行了部级鉴定试验，包括UIC 100小时性能试验和ORE 360小时耐久性试验。2000年，铁道部选定了配属济南铁路局济南机务段的东风4D型0336号机车作为运用考核机车，该机车于1998年12月投入使用，至2000年3月完成了30万公里运用考核，期间并没有因机车质量问题造成机破和临修，且燃油经济性优异，但由于柴油机拆解检验后发现其中一个活塞的铝裙出现严重裂纹，因此铁道部决定改用配属哈尔滨铁路局三棵树机务段的东风4D型0365号机车作为运用考核机车。该机车于1999年6月投入运用，至2000年8月完成了30万公里运用考核，拆解检验显示机车各主要部件状态良好。

#### 运用
1997年3月20日，首批50台东风4D型提速机车如期交付使用。1997年4月1日，中国铁路第一次大提速全面展开，东风4D型内燃机车、东风11型柴油机车、韶山8型电力机车一起成为这次大提速的三大主力客运机车。至当年年底，大连机车车辆厂已生产出153台东风4D型提速机车，配属到北京铁路局北京机务段、石家庄机务段及天津机务段、上海铁路局上海机务段及南京机务段、广州铁路集团长沙机务段、济南铁路局济南机务段及徐州机务段、郑州铁路局郑州机务段、沈阳铁路局沈阳机务段及山海关机务段、哈尔滨铁路局三棵树机务段等客运机务段，首先在京哈铁路、京广铁路、京沪铁路等干线投入运用。此后，东风4D型提速机车亦成为中国铁路第二、三次大提速的主型机车之一，并曾经参与陇海铁路、兰新铁路、京广铁路等干线的提速试验。1998年10月1日，中国铁路再次调整列车运行图，实施全国铁路第二次大提速。其中一个焦点便是延长机车交路，当时京广铁路武昌至广州之间的六对快速列车，均由长沙机务段的东风4D型提速机车担当牵引任务，机车交路长达1064公里，成为当时全国距离最长的内燃机车交路。为了配合第二次大提速的实施，当年铁道部向大连机车车辆厂订购了190台东风4D型提速机车。1999年9月，时任铁道部副部长刘志军、总工程师华茂崑带领有关部门人员参与兰新线客车提速试验，乘坐由东风4D型提速机车牵引的试验列车，在兰新铁路张掖至嘉峪关、嘉峪关至疏勒河间进行牵引试验，期间列车最高时速分别达到149公里/小时和153公里/小时，这次提速牵引试验取得了大量数据，为2000年10月1日的中国铁路第三次大提速奠定了基础。
由于东风4D型提速客运机车未经长时间运用考核便投入批量生产，机车投入运用初期陆续出现了一些品质问题，当时最主要的故障问题包括钢顶铝裙活塞裙部碎裂、车轮踏面剥离及轮箍裂纹、从动齿轮崩裂断齿、齿轮罩漏油等。据当时的铁道部副部长刘志军回忆，“讲到质量问题……东风4D，我是一直肯定这个车，我可以讲，如果不是我积极肯定这个车，这个车也要夭折，我肯定这个车是因为当时它的速度能上来，19辆车它能满足（时速）120～130公里。但是我到齐齐哈尔去，饥寒交迫呀。车窗外下大雨，里面下小雨，外面穿的衣服，我的夹克衫衣服淋透了，鞋里面都是水，就是因为我们的车窗，驾驶室不封闭呀，现在当然东风4D整好了。所以讲质量问题，我还能讲若干若干，我不讲轮箍掉了、车架裂了、车钩断了，这些都不讲，（如果要讲）我都能讲出时间地点”。为此，大连机车车辆厂对其采取了一系列改良措施，并向各大机务段派出售后服务小组，了解及调查机车运用中发现的种种问题并作出及时处理。针对活塞裙部碎裂的问题，工厂一方面立即改用早已研制成功的钢顶铁裙活塞作为应急措施，另一方面同时对钢顶铝裙活塞结构重新设计。针对柴油机起动困难问题，改装带有起动限油装置的联合调节器。为解决司机室漏雨问题，修改了司机室的设计，并在空调器安装口加一层防雨盖，以及采用密封胶条改善司机室门的密封和防寒问题。此外，还改用从乌克兰进口的整体辗钢车轮以解决组合式车轮的质量问题。经过大连机车车辆厂的努力，使东风4D型提速机车的机破率迅速下降，机破件数由1997年的每10万公里0.46件下降到1998年的每10万公里0.26件，1999年第一季度又进一步下降到每10万公里0.15件，成为当时三种提速客运机车当中机破率最低的车型。
东风4D型提速机车从1997年2月开始投入批量生产，至2003年停产为止累计生产了571台，机车编号为0001～0240、0243～0347、0353～0529、0532～0580。至2000年代末，在经历过多次铁路大提速以及更多新型客运机车投入运用以后，东风4D型提速机车主要配属上海铁路局南京东机务段、合肥机务段及徐州机务段、北京铁路局天津机务段及石家庄机务段、南昌铁路局南昌机务段、向塘机务段及福州机务段、沈阳铁路局沈阳机务段及通辽机务段、广州铁路集团长沙机务段、株洲机务段及龙川机务段、哈尔滨铁路局三棵树机务段、济南铁路局济南机务段、武汉铁路局襄樊北机务段、南宁铁路局柳州机务段、太原铁路局太原机务段、呼和浩特铁路局包头西机务段、青藏铁路公司西宁机务段、乌鲁木齐铁路局乌鲁木齐机务段及库尔勒机务段，其中北京铁路局天津机务段配属最多，达到60辆，主要担当北京站-天津站-山海关站，济南站-天津站-山海关站，石家庄站-天津站-山海关站，北京站-天津站-济南站的机车交路。2010年代末，随着各地的许多铁路干线逐步完成电气化改造、新一代的电力机车大量投入运用，东风4D型提速机车亦随之淡出历史舞台，部分机车陆续被封存或报废拆解，部分机车则转配至未实施电气化改造的次干线继续运用。2011年，北京铁路局为替换车况较差的北京专运型内燃机车，将部分东风4D型提速机车调至北京铁路局北京机务段，担当京原铁路北京至原平、北同蒲铁路原平至太原的客运列车交路。2015年6月，哈尔滨铁路局三棵树机务段的东风4D型提速机车全部封存或转配。2016年起，北京铁路局的部分东风4D型提速机车被封存于石家庄机务段保定运用车间。2019年2月，上海铁路局合肥机务段的东风4D型提速机车全部停运，分别封存于芜湖东运用车间及淮南西运用车间等地。同年，南京东机务段的东风4D型提速机车全部报废拆解。
自2018年起，为了延长东风4D型提速机车的使用寿命，并加快淘汰日渐老化的东风4C型柴油机车，沈阳铁路局改变了部分提速机车的牵引齿轮传动比，将其改造为最高速度100公里/小时的东风4DH型货运机车，机车编号不变但车型后缀增加代表货运型的英文字母“H”（DF4DH），车身涂装亦由紫红色改为天蓝色。截至2019年底，沈阳铁路局已有至少35台由东风4D型提速客运机车改造而成的东风4DH型货运机车，主要配属苏家屯机务段、锦州机务段、通辽机务段、吉林机务段和梅河口机务段。

### 货运型（4000系）

#### 研制

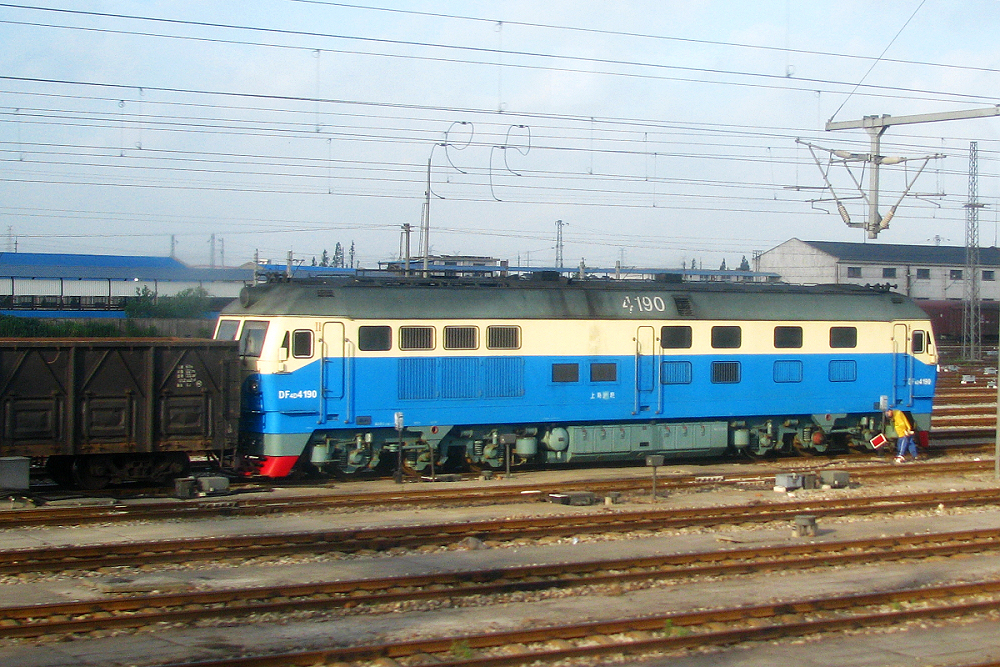
上海机务段的东风4D型4190号机车在南翔编组站（2008年）

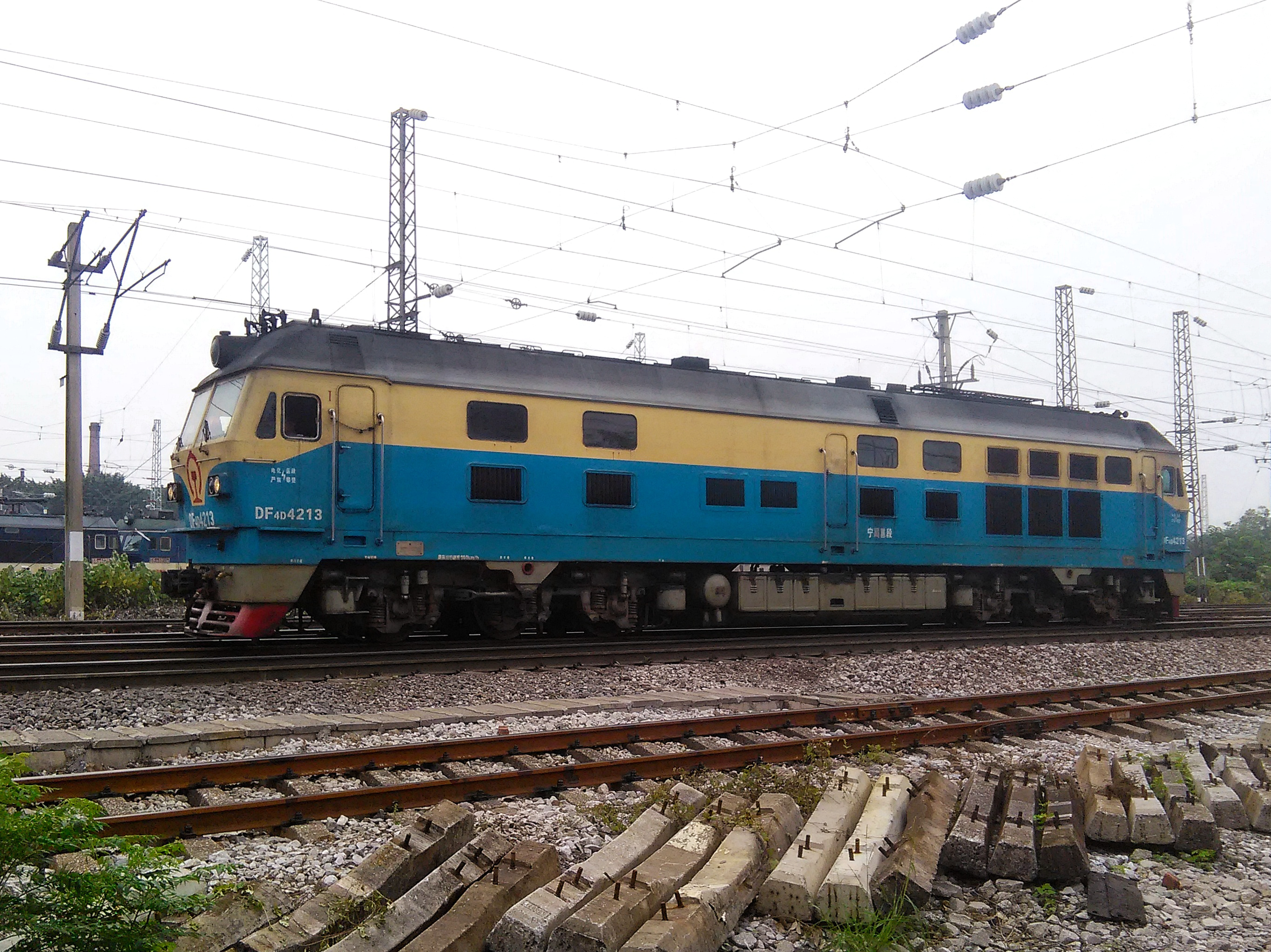
南宁机务段的东风4D型4213号机车（2015年）

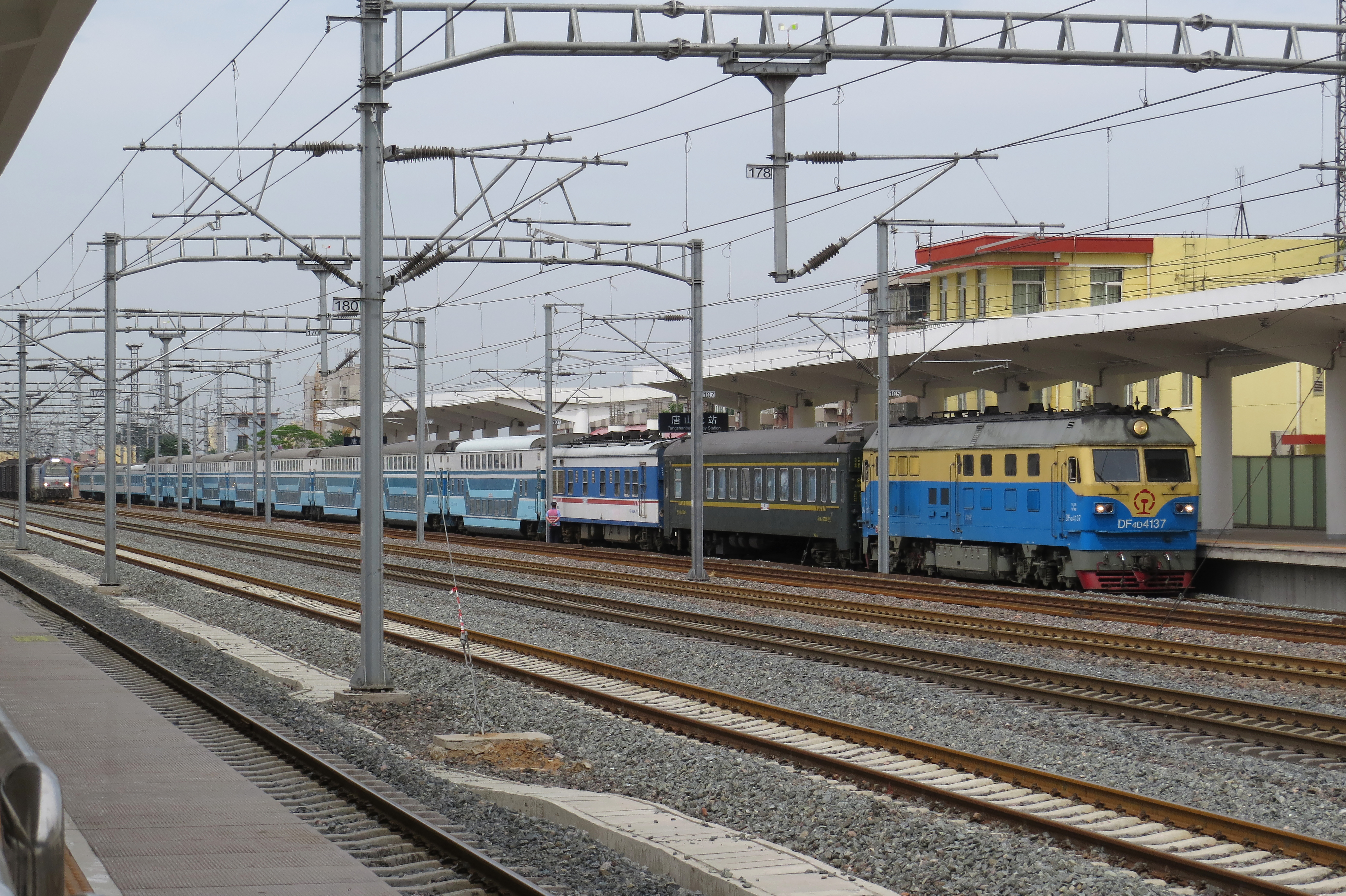
怀柔北机务段的东风4D型4137号机车牵引K7768次旅客列车进入唐山北站（2016年）

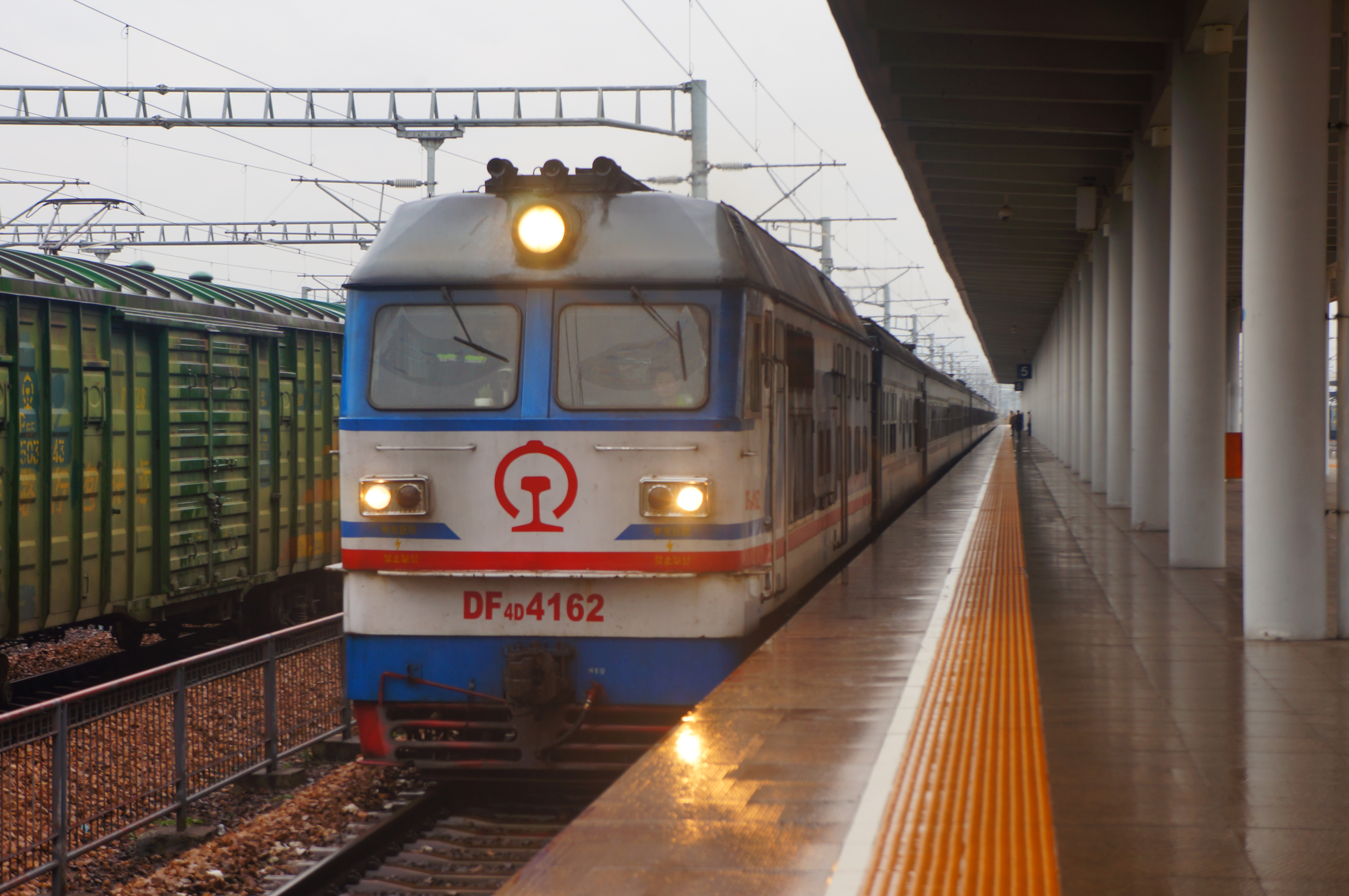
金温铁道公司的东风4D型4162号机车牵引K944次旅客列车进入金华站（2019年）

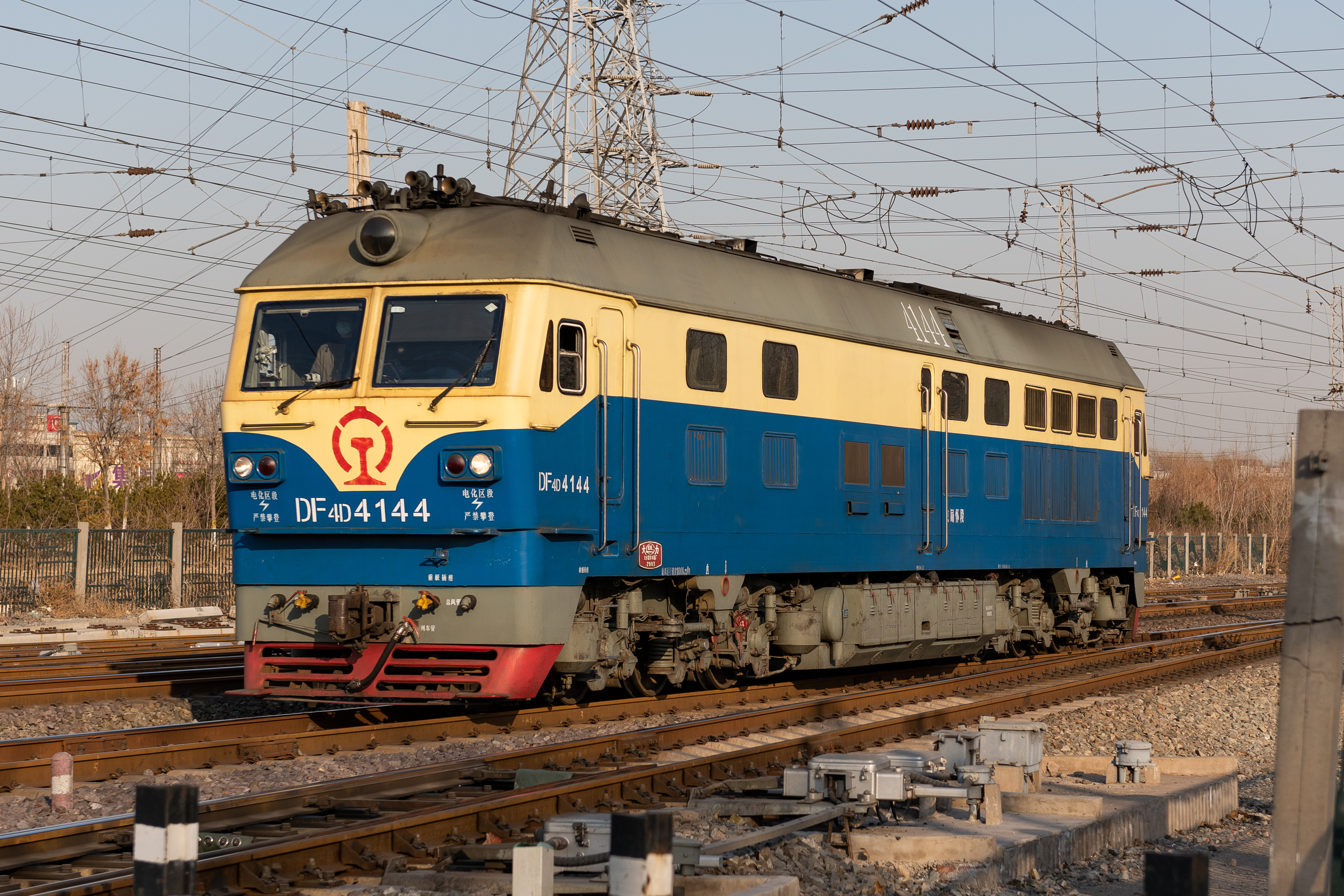
怀柔北机务段的东风4D型4144号机车通过丰双铁路槐房路道口（2021年）

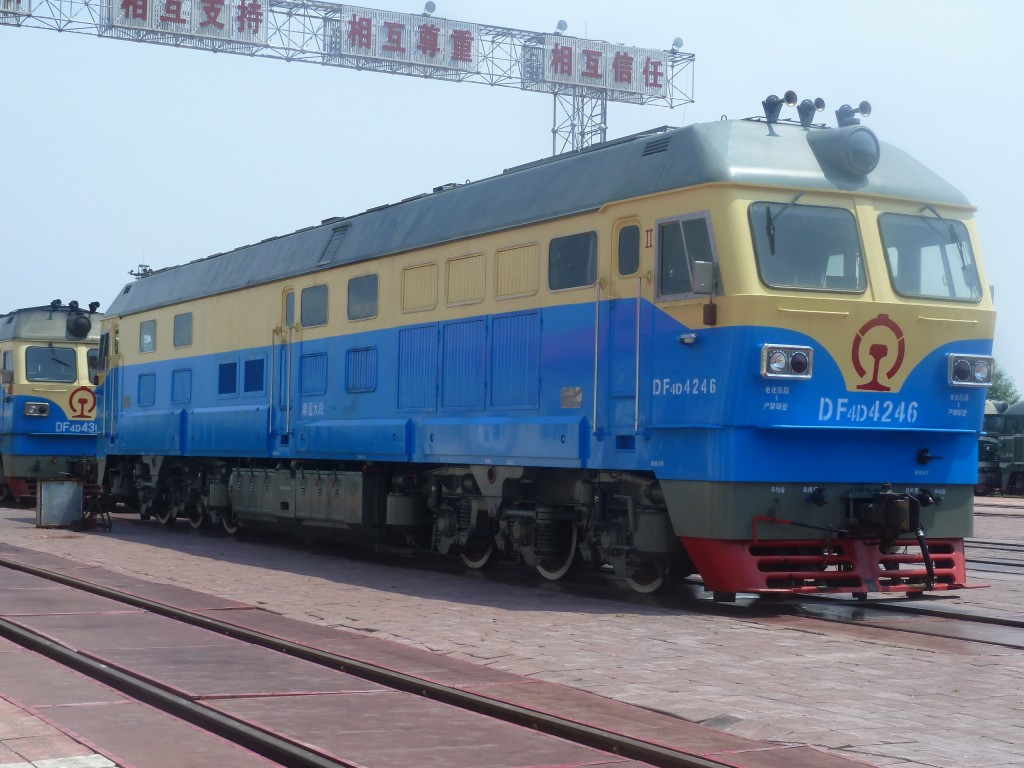
集通铁路公司大板机务段的东风4D型4246号机车（25吨轴重）

1998年1月，大连机车车辆厂决定在东风4D型提速客运机车的基础上，开发研制用于干线货运的东风4D型货运机车。1998年4月，大连机车车辆厂试制了首两台货运型机车（0241、0242），配属北京铁路局石家庄机务段进行运用考核，主要担当石家庄—德州—济南西间的货运牵引任务。1998年7月，鉴于货运型机车的使用情况良好，陕西省西延铁路公司亦向大连机车车辆订购了一台货运型机车（0348），同年9月被命名为“延安号”并投入使用，这也是东风4D型机车首次进入地方铁路市场。1998年11月，经铁道部批准，大连机车车辆厂开始批量生产东风4D型货运机车，同时启用4000系号段作为货运机车的编号。2000年11月，铁道部产品质量监督检验中心选取了配属丰台机务段的东风4D型4017号机车，于北京环形铁道进行部级鉴定牵引性能试验，试验项目包括最大起动牵引力、牵引运行性能、电阻制动性能、司机室噪声测量等，试验结果显示机车各项性能指标均符合设计要求。

#### 特点
货运型机车与提速客运型机车车主要结构基本相同，主要零部件均能通用互换。根据干线货运的需要，货运型机车在提速客运型机车的基础上作出了一些改动，包括重新设计了牵引齿轮箱，将牵引齿轮齿数比由68：24改为63：14，最高运行速度调整为100公里/小时，机车起动牵引力及持续牵引力分别提升到480千牛、341千牛；转向架取消了抗蛇行减振器；加装机车重联装置；牵引电动机的磁场削弱率由66%改为60%，以扩展机车恒功率速度范围。与东风4B型、东风4C型货运机车相比，东风4D型货运机车的牵引性能有较大提高，柴油机装车功率分别比东风4B型、东风4C型货运机车高约20%、10%，起动牵引力分别提高了9.88%和11.1%；燃油消耗率相对较低，万吨公里油耗比东风4C型机车降低了4.5%。此外，东风4D型货运机车可在一级磁场削弱的条件下，在整个运行速度范围（24.5～100公里/小时）内实现恒功率牵引。当东风4D型货运机车牵引4000吨列车时，在平直道上的平衡速度可达80公里/小时，在6‰坡道上的持续运行速度亦不低于28公里/小时。
有别于提速客运型机车采用奶黄色搭配紫红色的车身涂装，货运型机车一般采用上半部奶黄色、下半部天蓝色的涂装，由于这种涂装形似倒过来的乌克兰国旗，所以中国的铁路爱好者常对这种货运型机车昵称为“乌克兰”。此外，部分地方铁路用户的机车会采用各自的企业涂装，例如金温铁路、天津南环铁路、巴新铁路等。

#### 运用
东风4D型货运机车从1998年11月起投入批量生产，截至2024大连机车车辆公司累计生产了403台，机车编号为0241、0242、0348、1893、4001～4033、4036～4056、4063～4073、4078～4079、4082～4090、4093～4166、4170~4418。其中，东风4D型4179号机车是大连机车车辆公司自生产内燃机车以来的第6000台机车，于2004年10月交付内蒙古集通铁路公司。从2003年下半年生产的4094号机车起，按铁道部规定改为采用标准化司机室。按工厂与铁道部商定的2003年第一批产品议标价格，当时东风4D型货运机车的价格为每台575.7万元人民币，如采用规范化司机室另加价9.84万元，如采用整体铸造机体的16V240ZJF型柴油机另加价3万元。中国国家铁路方面，东风4D型货运机车主要配属北京铁路局、南宁铁路局、上海铁路局、南昌铁路局、乌鲁木齐铁路局。
北京铁路局丰台机务段于1999年配属首批东风4D型货运机车，并从石家庄机务段调入最早生产的两台原型车（0241、0242）；同时，原来配属丰台机务段的ND5型柴油机车亦逐步调往上海、沈阳、济南机务段。丰台机务段的东风4D型货运机车主要担当京山铁路丰台西至南仓的5000吨重载货物列车，以及京原铁路丰台西至灵丘、京九铁路丰台西至聊城北的货物列车牵引任务。2010年代初，随着京九铁路北段完成电气化改造，丰台机务段大量配属HXD3B型电力机车，并开始将HXN5型柴油机车投入京原铁路运用，丰台机务段于2011年调出23台东风4D型货运机车，其中15台（4012～4017、4019、4021～4028、4030）转配南宁铁路局柳州机务段，其余则转配石家庄电力机务段，担当石家庄西至济南西的货物列车。2015年至2016年，中国铁路总公司多次下达机调命令，分批将南宁铁路局南宁机务段的37台东风4D型货运机车转配属北京铁路局，其中33台机车配属给怀柔北机务段（4120~4126、4135~4148、4157~4159、4204~4215），以淘汰该段部分车况欠佳的东风4型、东风4B型、东风4C型柴油机车，另外4台机车则配属给石家庄电力机务段（4006、4040、4050、4051）。怀柔北机务段的东风4D型货运机车分别配属双桥、承德运用车间，主要负责京通铁路、京承铁路、锦承铁路、承隆铁路的客货运列车牵引，以及北京地区铁路枢纽内的小运转及客车空车回送；为了便于牵引双管供风的旅客列车，该段配属的东风4D型货运机车还加装了总风管。截至2018年末，北京铁路局配属58台东风4D型货运机车，其中怀柔北机务段33台、石家庄电力机务段17台、丰台机务段8台。
柳州铁路局柳州机务段于2003年配属首批14台东风4D型货运机车，同时还配属了21台东风4D型径向转向架机车（下述），投入焦柳铁路柳州南至怀化南区段运用。至2006年末，柳州铁路局配属44台东风4D型货运机车（包括21台采用径向转向架的东风4D型7000系机车）。2011年，柳州机务段接收了15台从北京铁路局丰台机务段转配的东风4D型货运机车。2012年10月，根据铁道部召开的机车调配协调会议结果，乌鲁木齐铁路局库尔勒机务段的25台东风4D型货运机车（4001～4010、4038～4052）全部转配属柳州机务段。2012年，南宁铁路局（柳州铁路局已于2007年11月更名为南宁铁路局）配属75台东风4D型货运机车（包括21台采用径向转向架的东风4D型7000系机车），运用范围遍及焦柳铁路柳州南至怀化南、湘桂铁路永州至柳州南、柳州南至南宁南、黎湛铁路黎塘至湛江等区段。2013年，为配合湘桂铁路扩能改造工程完成，柳州机务段开始配属HXD3C型电力机车，并将原配属该段的东风4B型、东风4C型、东风4D型货运机车转配给南宁机务段。2015年7月，随着湘桂铁路柳州至南宁区段完成电气化改造，原配属南宁机务段的韶山7型电力机车被调拨到柳州机务段，担当湘桂铁路柳南段的货物列车牵引任务。2015年至2016年间，南宁铁路局南宁机务段根据中国铁路总公司的指示，将37台东风4D型货运机车转配属北京铁路局怀柔北机务段及石家庄电力机务段。2017年，南宁机务段余下的所有东风4D型货运机车集中转配柳州机务段。截至2018年末，南宁铁路局柳州机务段配属38台东风4D型货运机车，主要用于牵引湘桂铁路柳州南至桂林西间的货物列车。
上海铁路局于2004年至2005年间订购了20台东风4D型货运机车（4188～4197、4217～4226），配属芜湖机务段并投入华东第二通道运用，主要用于牵引宁铜铁路及淮南铁路的4000吨货物列车。2006年3月，上海铁路局调整管内运输生产力布局，芜湖机务段与合肥机务段合并为合肥机务段。2007年，随着合肥机务段和阜阳机务段开始配属大批ND5型柴油机车，这批东风4D型货运机车被调往上海机务段，用于牵引沪宁铁路及沪杭铁路的摘挂货物列车，以及上海铁路枢纽内铁路支线包括南何支线、北杨支线等的调车及小运转任务。2011年，上海机务段将20台东风4D型货运机车调入杭州机务段，而杭州机务段则以一批东风4B型货运机车与之交换。杭州机务段的东风4D型货运机车主要担当宣杭铁路、萧甬铁路及北仑支线的货运任务。
南昌铁路局赣州机务段于2004年配属首批12台东风4D型货运机车，担当京九铁路吉安至赣州东间，以及漳龙铁路、赣龙铁路的货物列车牵引任务。2006年3月，鹰潭、赣州机务段被撤销，两个机务段整体并入向塘机务段。截至2018年末，南昌铁路局向塘机务段配属36台东风4D型货运机车。
乌鲁木齐铁路局南疆铁路临管处鱼儿沟机务段于1998年开始配属东风4D型货运机车，担当南疆铁路货物列车的牵引及补机任务，第一批10台机车（4001～4010）于1998年交付，第二批15台机车（4038～4052）于1999年交付，至2000年底配属了25台该型机车。2004年11月，乌鲁木齐铁路局实施生产力布局调整，撤销鱼儿沟机务段并将其划归库尔勒机务段，设库尔勒机务段鱼儿沟机务分段。同时，库尔勒机务段并被指定为乌鲁木齐铁路局的东风4D型机车中修基地。2005年3月，铁道部宣布裁撤铁路分局建制，乌鲁木齐铁路局撤销所属的乌鲁木齐铁路分局、哈密铁路分局、南疆铁路临管处、北疆铁路公司，开始实行铁路局直接管理站段的管理体制；同年，库尔勒机务段鱼儿沟机务分段更名为库尔勒机务段鱼儿沟整备车间。2010年12月起，库尔勒机务段开始在南疆铁路使用HXN5型柴油机车。2012年10月，库尔勒机务段的东风4D型货运机车全部被调往南宁铁路局柳州机务段。
地方铁路及工矿企业方面，东风4D型货运机车的主要用户包括内蒙古集通铁路公司、浙江金温铁道开发公司、广西沿海铁路公司、西延铁路公司、泉州铁路公司、朔黄铁路公司、巴新铁路公司、宁夏宁东铁路公司、河北沙蔚铁路、平谷地方铁路、双鸭山矿业集团、淮南矿业集团、淮北矿业集团、云南天达化工实业、冀中能源峰峰集团、大屯煤电徐沛铁路、中铁十六局集团等。2006年，内蒙古集通铁路公司向大连机车车辆公司订购的8台东风4D型货运机车（4245～4252），根据集通铁路公司的要求采用了25吨轴重，通过在车体中部侧梁两侧加装压铁来提高粘着重量及牵引力。2013年起，大连机车车辆公司又先后为云南天达化工实业（4320、4348）、山东能源枣庄矿业（4350、4399）、巴新铁路公司（4351～4354）、南京扬子石化（4397）、中国石油华北石化（4409～4410）等用户制造了多台25吨轴重的东风4D型货运机车。2018年，秦皇岛旅游控股集团公司向中车大连机车车辆公司订购了一台东风4D型4408号机车，但按牵引齿轮传动比而言该机车实际上为客运型机车，最大运用速度为145公里/小时，该机车专门用于牵引秦皇岛“秦旅山海号”观光旅游列车，因整个车身采用堇紫色涂装而被昵称为“紫罗兰”。
2024年7月，配属于开滦中润的DF4D-4418号机车自中车大连机车车辆发出，标志着DF4D型内燃机车完全停产。

### 准高速客运型（3000系）

#### 研制及试验

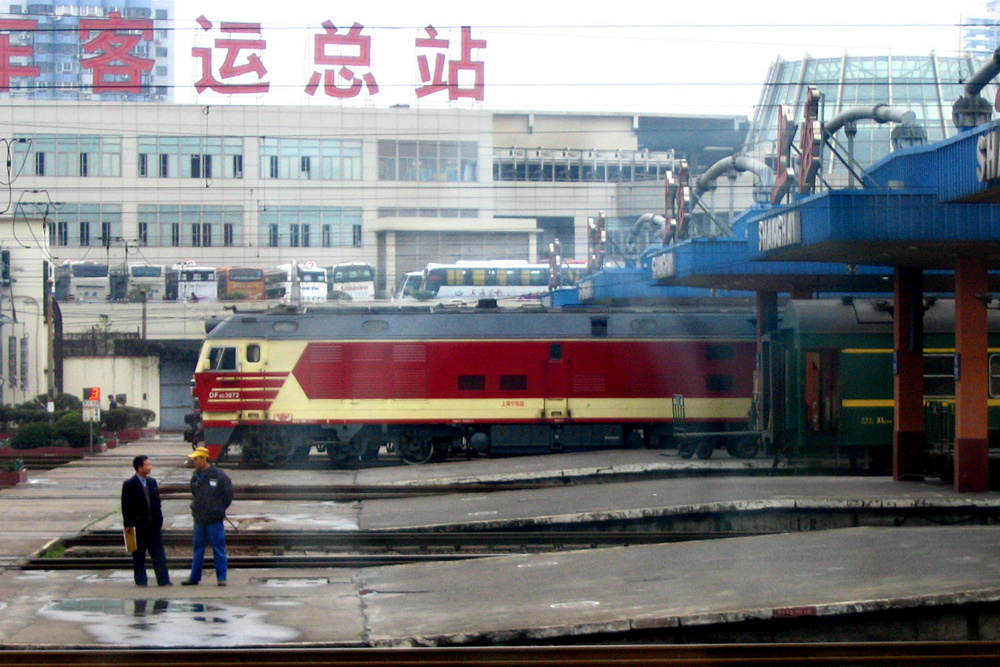
南京东机务段的东风4D型3072号机车在上海站（2007年）

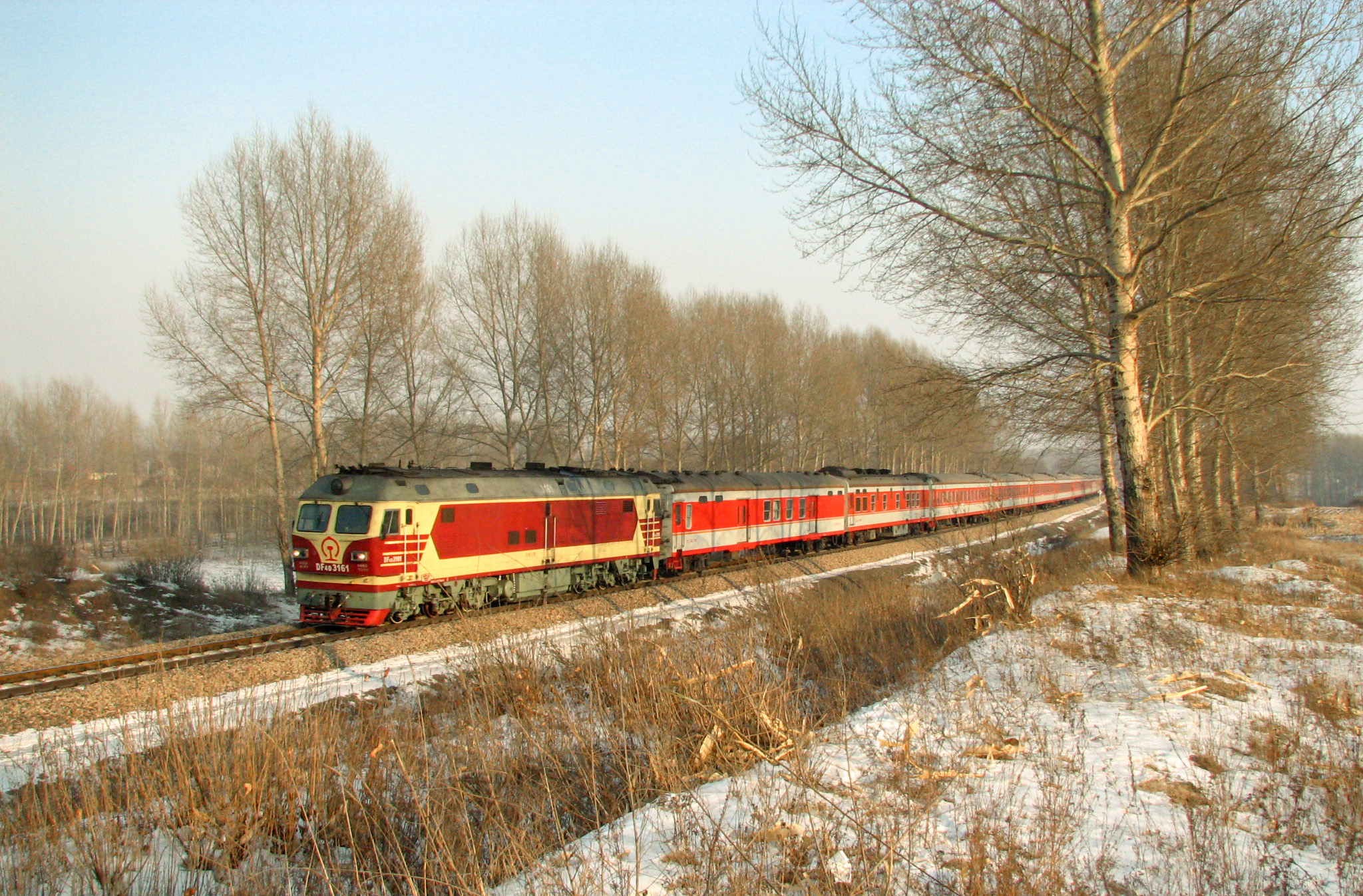
三棵树机务段的东风4D型3161号机车牵引A66次临时旅客列车行驶在滨绥铁路（2008年）

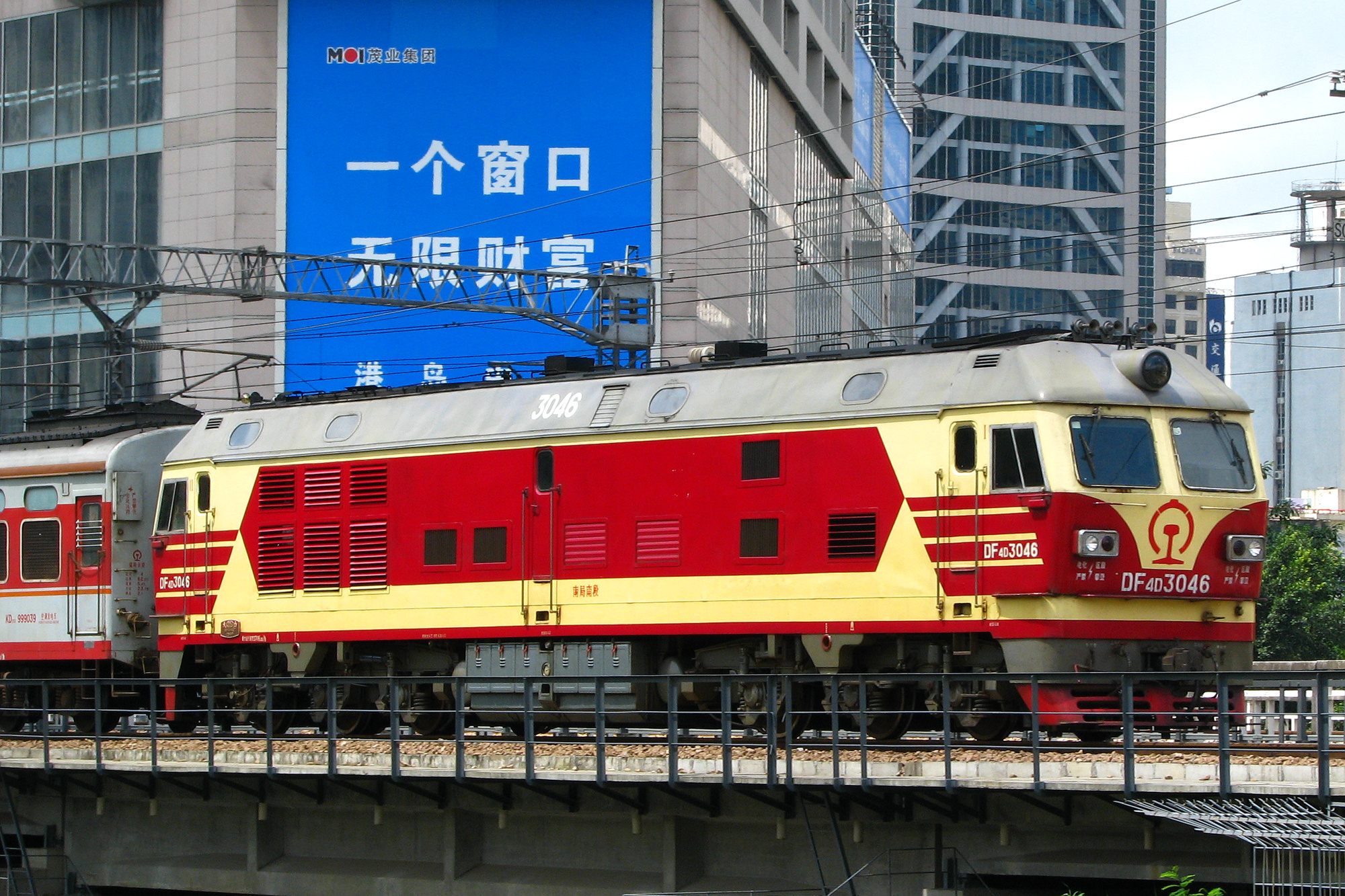
南昌机务段的东风4D型3046号机车牵引K106次旅客列车行驶在广深铁路（2008年）

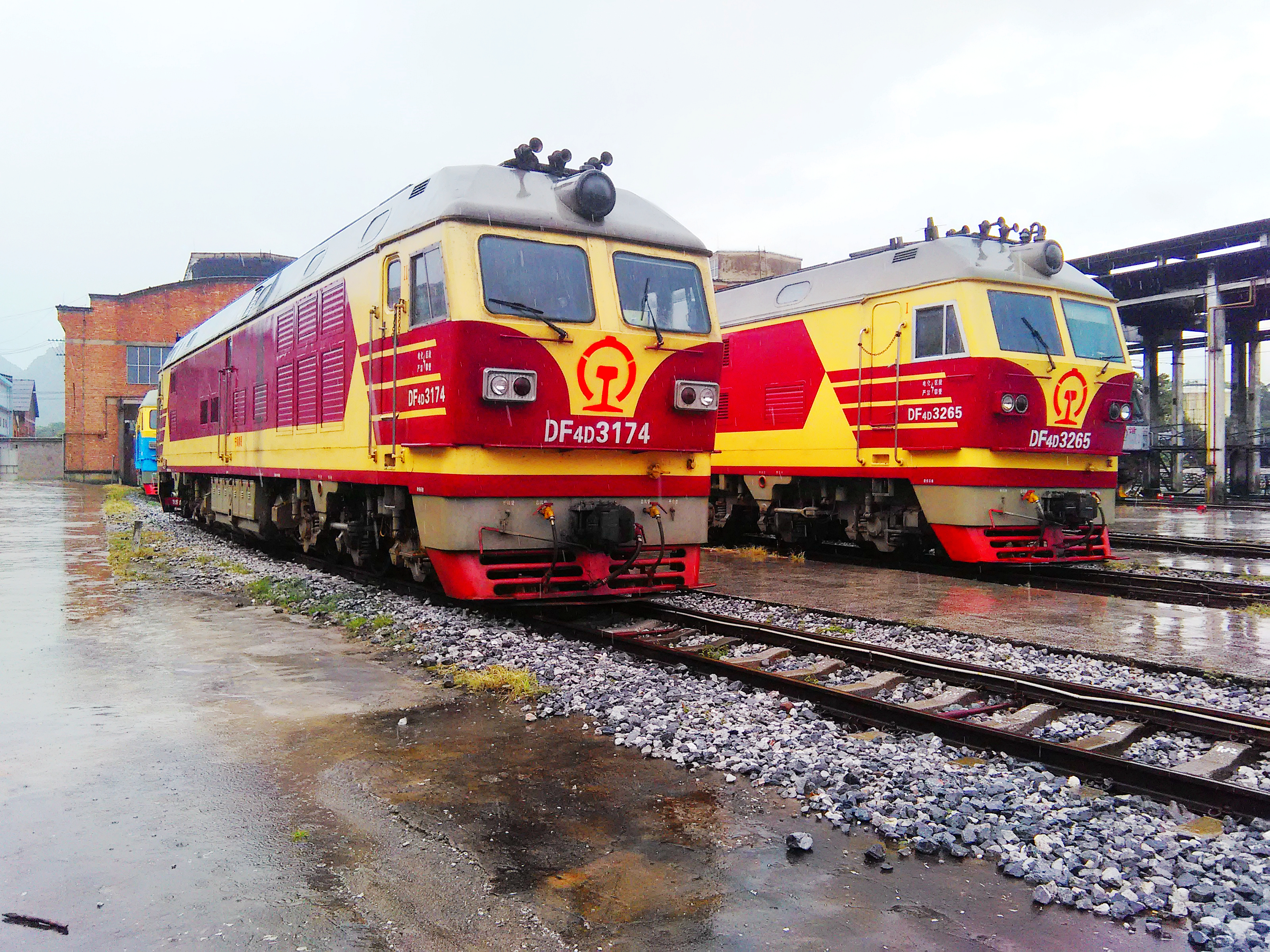
南宁机务段的东风4D型3174号和3265号机车在桂林运用车间（2015年）

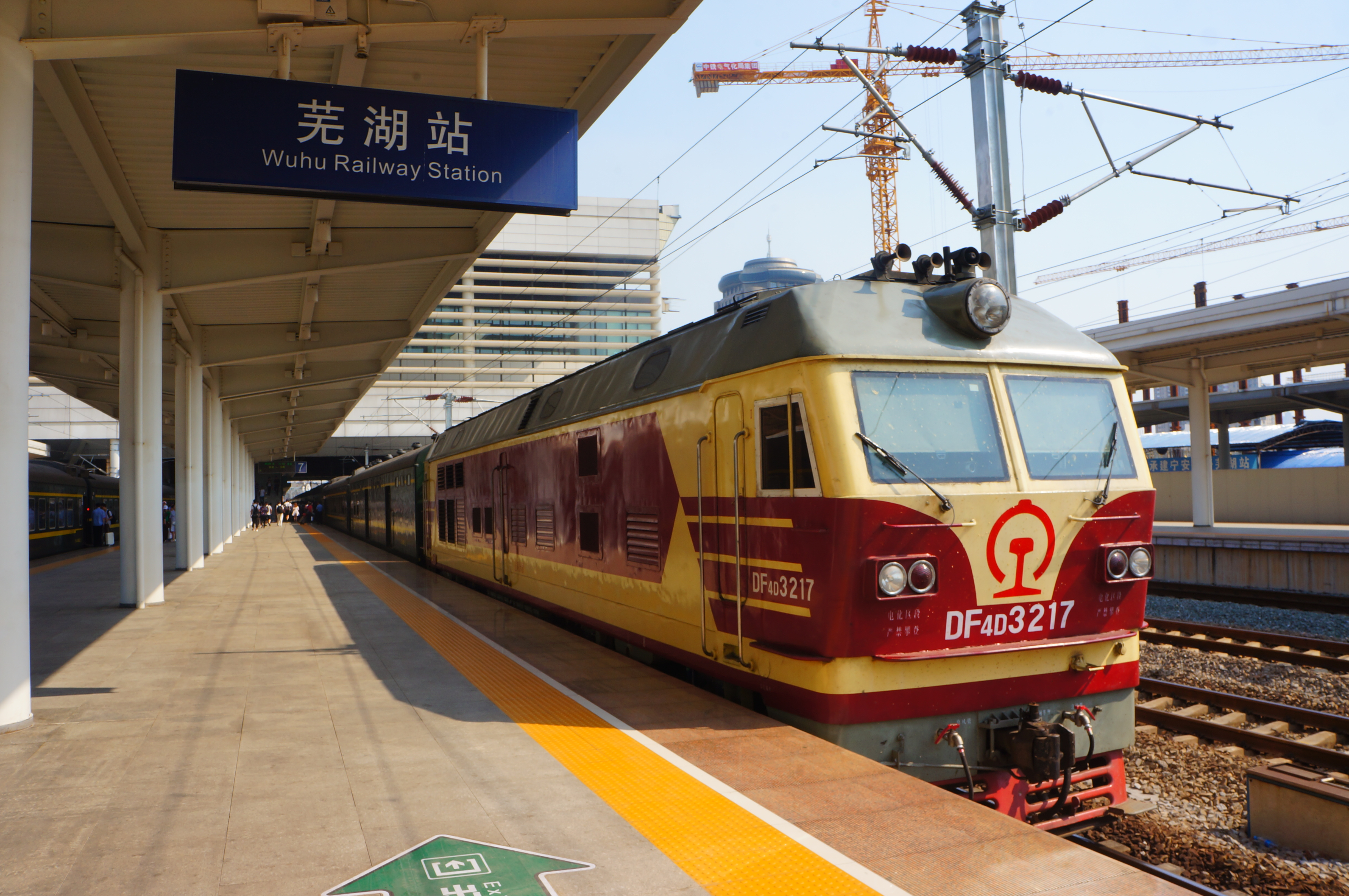
合肥机务段的东风4D型3217号机车牵引K8554次旅客列车（2017年）

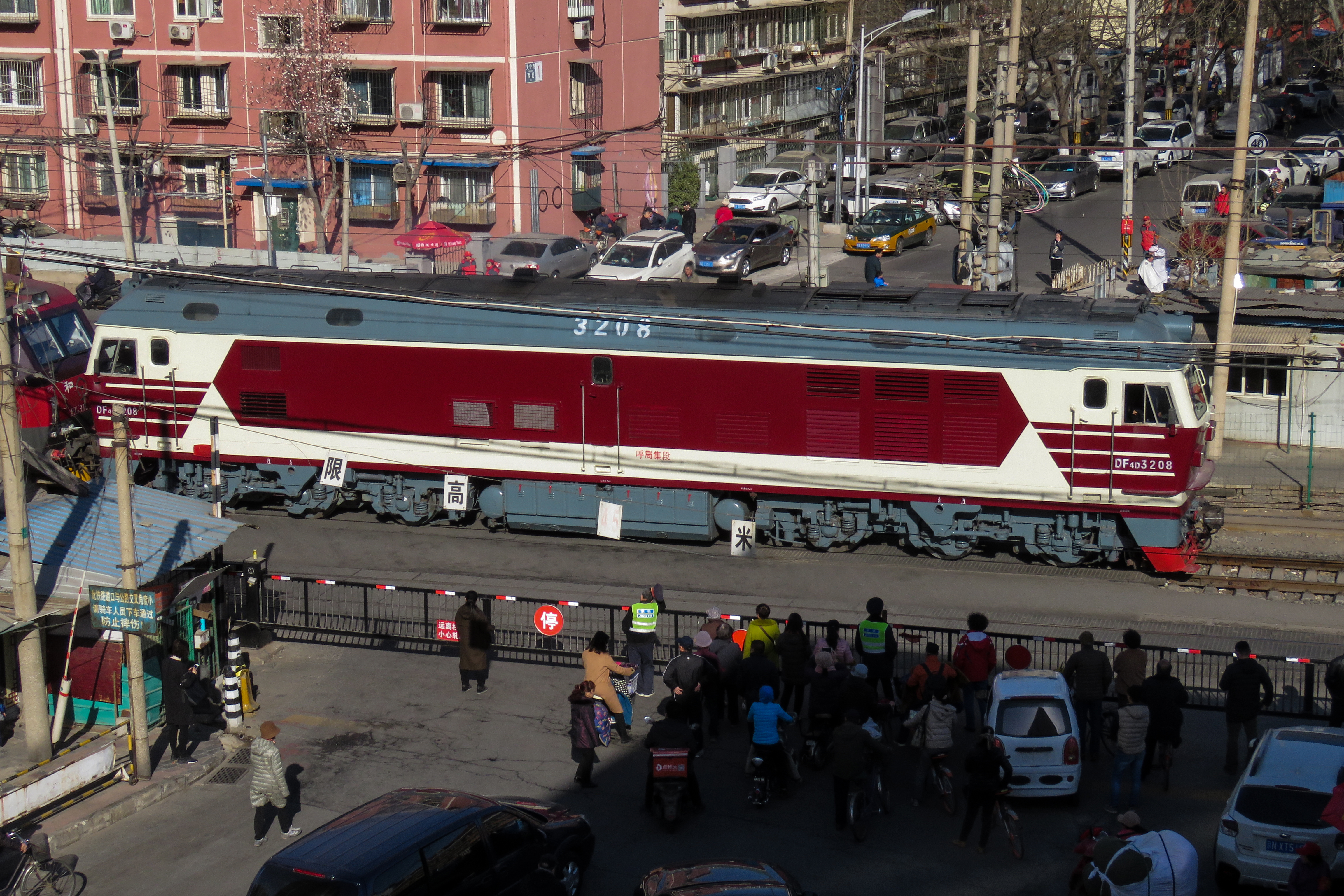
集宁机务段的东风4D型3208号机车牵引Z315次旅客列车驶经京九铁路手帕口道口（2018年）

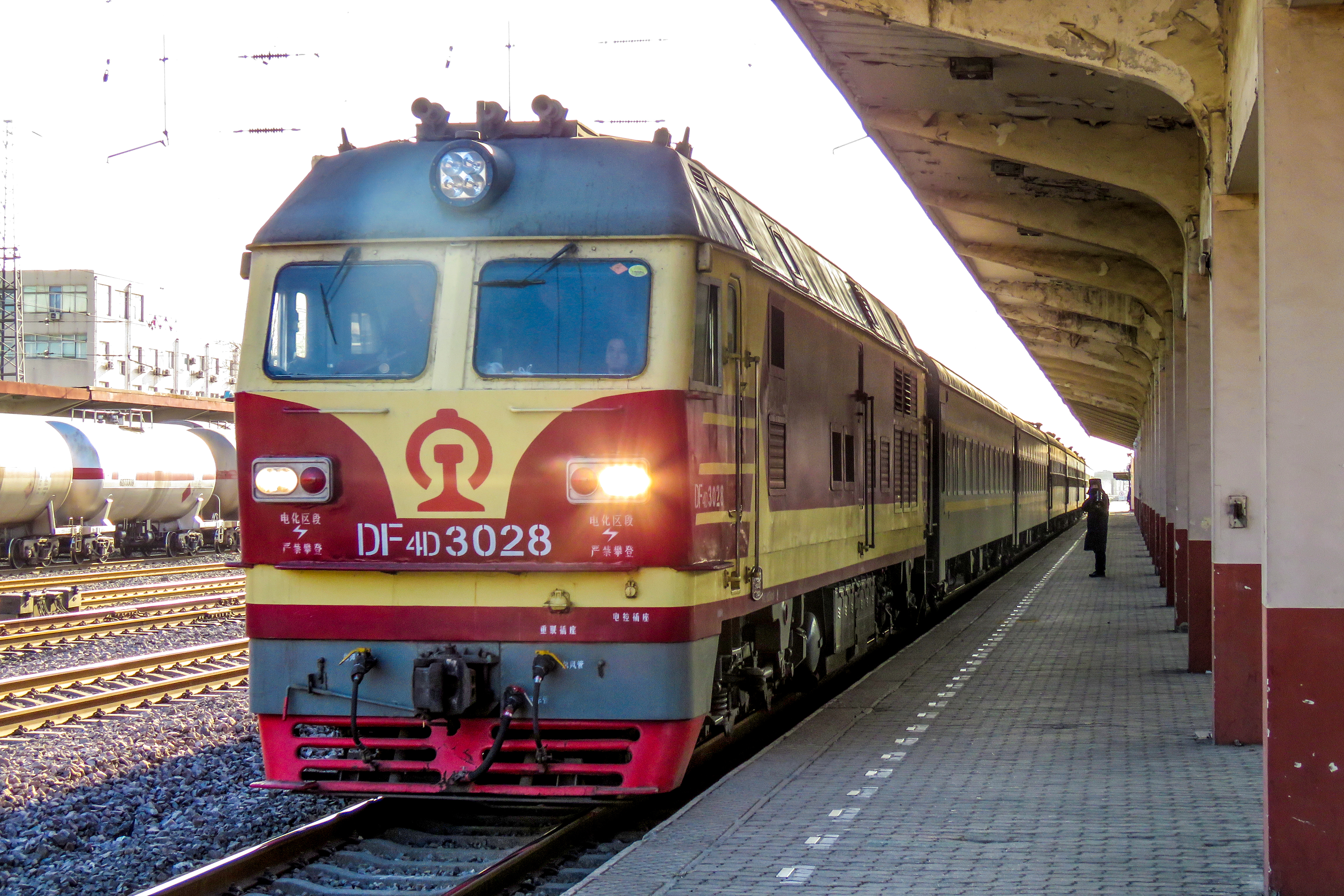
天津机务段的东风4D型3028号机车牵引6452次旅客列车进入黄村站（2019年）

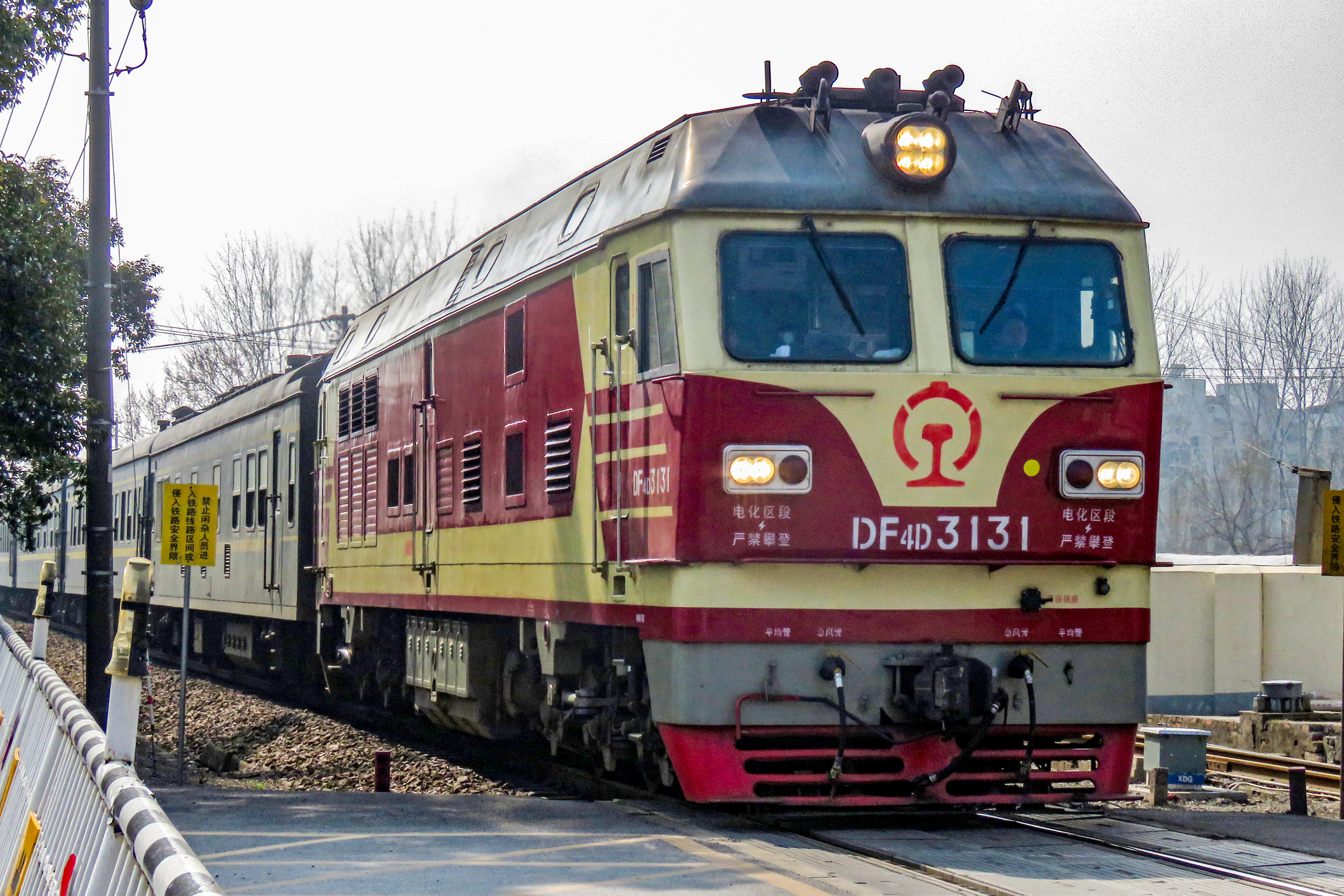
鹰潭机务段的东风4D型3131号机车牵引K34次旅客列车驶经宁铜铁路中和桥道口（2019年）

1998年，为满足中国铁路对准高速客运柴油机车的需求，大连机车车辆厂与西南交通大学等单位合作，在东风4D型提速客运机车的牵引电动机半悬挂转向架的基础上，开始研制牵引电动机全悬挂的准高速机车转向架。同年7月，准高速机车转向架的技术方案通过了厂内设计评审会议，并于同年10月完成了施工设计。1999年3月，工厂制造出第一台全悬挂转向架，并进入大连内燃机车研究所定置台进行台架试验。与此同时，为了准备将于2000年进行的全国铁路第三次大面积提速，铁道部正式向大连机车车辆厂下达了研制任务，要求开发装用全悬挂转向架、最高运行速度为170公里/小时的东风4D型准高速客运机车。1999年5月，准高速客运型机车设计方案通过了铁道部的技术设计审查，随即开始施工设计和试制。1999年10月13日，首台东风4D型准高速客运机车（3001）在大连机车车辆厂竣工，经过厂内调试和线路试运行后随即赴北京。
1999年10月20日至30日，东风4D型3001号机车在北京环形铁道进行了最大起动牵引力、牵引特性、电阻制动等试验，牵引试验过程中利用了两台东风11型柴油机车的电阻制动调节作为被试验机车的牵引负荷，对16V240ZJE型柴油机进行了4,500马力（3,310千瓦）和4,000马力（2,940千瓦）两种功率状况下的测试，随后又在沈山铁路上进行了单机紧急制动距离试验，期间最高试验速度达到190.8公里/小时。1999年11月初，铁道部产品质量监督检验中心在沈山铁路和辽溪铁路上，对东风4D型3001号机车进行了动力学性能试验，测试机车的运行安全性、平稳性及主要部件的动载荷特性。1999年11月5日起，东风4D型3001号机车配属沈阳铁路局沈阳机务段投入运用考核，用于牵引沈阳至大连间的“辽东半岛号”快速列车，每天往返一次走行近800公里。2000年2月18日，东风4D型3002号机车同样配属沈阳机务段投入运用考核。2000年6月，铁科院机车车辆研究所对准高速全悬挂转向架构架进行静强度试验和疲劳强度试验，试验结果均符合设计要求。至2000年11月，东风4D型3001号机车已行走了28万公里；同年12月，该机车在山海关机务段进行中修，对转向架全面解体检查，并将转向架主要零部件运返工厂进行检测和探伤。2001年4月，东风4D系列机车（包括提速客运型、货运型、准高速客运型）通过铁道部科技成果鉴定。2003年，东风4D系列机车获国家科技进步二等奖。 

#### 特点
首两台准高速客运机车（3001、3002）试验装用由大连机车车辆厂与英国里卡多公司进行技术合作和研制开发的16V240ZJE型柴油机，装车功率提高到4,500马力（3,310千瓦）；但由于16V240ZJE型柴油机耗油量相对较高，且机车冷却能力不足，因此从2000年起生产东风4D型3003号机车开始，恢复使用与提速客运型机车相同的16V240ZJD型柴油机，装车功率下降至4,000马力（2,940千瓦），而东风4D型3001号及3002号机车后来返厂大修时亦换装了D型柴油机。牵引电动机驱动装置方面，有别于提速客运型机车的滚动轴承抱轴半悬挂结构，准高速客运型机车采用了牵引电动机架悬的双侧六连杆万向节空心轴驱动装置，改善了高速行驶时的动力学性能以及对钢轨的冲击，并改为使用与东风11型机车相同的ZD106型牵引电动机，牵引齿轮传动比改为76：29，最高运行速度为170公里/小时。
除此之外，准高速客运型和提速客运型机车在技术和结构上的主要区别还包括：准高速转向架的二系悬挂使用高柔度螺旋圆簧和垂向油压减震器，代替了半悬挂转向架的旁承橡胶堆；由于转向架固定轴距及构架长度延长，故油箱容量亦由9000升减少至6500升。基础制动装置采用了单侧单闸瓦的单元制动装置，取代了提速型机车的单侧单闸瓦杠杆制动方式，停车制动形式亦由手制动改为弹簧储能制动。准高速型机车改为使用JZ-7型电空制动机，以配合25Z型准高速客车及25K型提速客车的电空制动装置。电器柜和主整流柜的冷却方式方面，提速型机车使用开放式自通风，而准高速型机车则使用全封闭式强迫通风冷却。另外，准高速型机车还增加了原提速型机车没有的多机重联操纵系统和显示重联机车信息的仪表、信号灯系统和通信装置。
与提速型机车相比，东风4D型准高速客运机车的车身涂装仍然采用紫红色和奶黄色作为主色，但在车身两侧前后端下部的紫红色底色加上了三道奶黄色线条，而车身两侧中部的紫红色部分亦移至腰线以上，使其涂装方案与日本国有铁道特急色巧合地相似。

#### 运用
东风4D型准高速客运机车自2000年5月起投入批量生产，至2013年停产为止大连机车车辆公司累计生产了340台，机车编号为3001～3340。其中，2000年交付60台，2001年交付99台，2002年交付111台，2003年交付40台，2004年交付12台，2007年交付11台，2012年交付7台。从2003年下半年生产的3213号机车起，按铁道部规定改为采用标准化司机室。按工厂与铁道部商定的2003年第一批产品议标价格，当时东风4D型准高速客运机车的价格为每台748.66万元人民币，如采用规范化司机室另加价9.84万元。东风4D型准高速客运机车配属哈尔滨铁路局、沈阳铁路局、呼和浩特铁路局、北京铁路局、上海铁路局、南昌铁路局、南宁铁路局、郑州铁路局、武汉铁路局、青藏铁路公司以及内蒙古集通铁路公司。2010年代末，随着在中国各地的许多铁路干线逐步完成电气化改造、新一代的和谐型大功率电力机车大量投入运用，东风4D型准高速客运机车的运用范围亦不断缩小。部分机车被改为用于牵引各地铁路新线正式开通前的联调联试检测列车，以及作为分布在高速铁路沿线的应急热备内燃机车。
哈尔滨铁路局三棵树机务段于2000年配属首批11台东风4D型准高速机车（3016~3021、3030～3034），2001年增配10台（3086~3095），2002年增配25台（3160~3163、3198~3203、3232~3239、3245~3251），曾经被广泛用于牵引京哈铁路、滨洲铁路、滨绥铁路、拉滨铁路、滨北铁路等方向的旅客列车。2003年至2004年，哈尔滨铁路局增加22台东风4D型准高速机车，其中17台分配到三棵树机务段（3296~3303、3311~3319），其余5台配属齐齐哈尔机务段（3306~3307、3320~3322）。2010年起，三棵树机务段陆续接收了不少从北京、上海、济南、武汉、郑州等铁路局转配的东风4D型提速机车和准高速机车。2015年，随着三棵树机务段配属了50台从北京、武汉、南昌等铁路局转配的东风11型柴油机车，三棵树机务段将部分东风4D型准高速机车调拨到佳木斯机务段，担当佳富铁路、图佳铁路、绥佳铁路、平齐铁路等非电气化铁路的旅客列车牵引任务。2018年起，由于滨洲铁路完成电气化改造后三棵树机务段增配电力机车，三棵树机务段的部分东风11型柴油机车转配佳木斯机务段，哈尔滨局集团公司开始将部分车况较差的东风4D型机车报废或封存于穆棱，并有少部分机车被转配到牡丹江机务段。
沈阳铁路局是最早使用东风4D型准高速机车的铁路局，首两台原型车（3001~3002）于1999年11月配属沈阳机务段进行运用考核。2001年，沈阳机务段增配8台东风4D型准高速机车（3096~3103）。沈阳机务段的东风4D型准高速机车初期主要用于牵引沈山铁路及沈大铁路的旅客列车，该两线完成电气化改造后，改为投入沈丹铁路、沈吉铁路、营口铁路等地运用。2006年，为配合青藏铁路全线开通，沈阳机务段将东风4D型3001号、3096号、3098号机车调拨给青藏铁路公司西宁机务段。2010年起，沈阳铁路局陆续接收了部分从南昌铁路局、上海铁路局转配的东风4D型准高速机车，分配给沈阳机务段、锦州机务段使用，并投入锦承铁路、新义铁路、叶赤铁路使用。2016年，沈阳机务段的东风4D型3283号机车改用了红色车身配黄色腰带的特殊涂装，专门用于牵引中国铁路沈阳局集团的“共产党员号”党员流动课堂列车，替换同样采用特殊涂装的东风4B型2490号机车。2020年9月，东风4D型3283号机车恢复原本的涂装。2020年8月，锦阜高铁路扩能改造及新义铁路电气化改造完成，锦州机务段派出两台东风4D型准高速机车用于牵引接触网热滑试验车。
呼和浩特铁路局呼和浩特机务段于2001年配属首批7台东风4D型准高速机车（3104~3106、3156~3159），担当京包铁路包头至大同之间的客运交路。2002年，呼和浩特机务段继续增配了19台东风4D型准高速机车（3164~3172、3207~3213、3258~3260）。2007年，呼和浩特铁路局实施运输站段管理体制改革、撤销呼和浩特机务段后，这些机车分别配属集宁机务段及包头西机务段，主要用于牵引京包铁路、包兰铁路、包白铁路、集二铁路、临哈铁路的旅客列车，亦包括了K3/4次国际联运列车在集宁南至二连之间的牵引任务。2012年至2015年，集宁机务段曾派出3台东风4D型准高速机车（3207～3209）入助太原铁路局太原机务段，用于牵引南同蒲铁路的客运列车。2013年起，随着集宁机务段开始配属韶山9型电力机车，东风4D型准高速机车逐渐退出了京包线特快列车交路。2019年5月，集宁机务段的东风4D型3207号及3208号机车参与了呼张客运专线联调联试。
北京铁路局自2000年起开始配属东风4D型准高速机车，并曾经是东风4D型准高速机车的最大用户，截至2004年末共配属该型机车98台，其中天津机务段83台、保定机务段7台、邯郸机务段6台、北京西机务段2台，主要用于牵引京山铁路（北京—天津—山海关）、京沪铁路（北京—天津—徐州）、京秦铁路（北京—秦皇岛）、津霸铁路（天津—霸州）、京九铁路（北京西—霸州—聊城）的客运列车。2005年，北京铁路局实施生产力布局调整后，北京铁路局的东风4D型准高速机车全部配属北京机务段，分属北京西、天津运用车间。2010年，部分准高速型机车调入石家庄电力机务段。2013年，由于北京机务段向天津机务段（天津机务段于2011年11月重新成立）转配部分东风11型柴油机车，同时天津机务段开始支配运用HXD3C型电力机车，因此天津机务段又向唐山机务段、石家庄电力机务段调出了部分东风4D型准高速机车。2014年7月，北京铁路局开通运营连接京津冀城市群的京津冀铁路快运专列，并由天津机务段的东风4D型准高速机车牵引。2015年4月，天津至蓟州的津蓟铁路市郊客运列车正式通车，使用天津机务段天津北运用车间的东风4D型准高速机车牵引。截至2016年末，北京铁路局配属东风4D型准高速机车40台，分别配属天津机务段、北京机务段、石家庄电力机务段。2018年起，天津机务段开始封存部分车况欠佳的准高速内燃机车。2019年10月，天津机务段的两台东风4D型准高速机车参与了京张城际铁路通车前的联调联试。2020年7月，天津机务段的两台东风4D型准高速机车转配属石家庄电力机务段阳泉运用车间，参与阳大铁路（阳泉城际铁路）通车前的联调联试。
济南铁路局于2001年配属首批7台东风4D型准高速机车，其中4台分配到济南机务段（3116~3118、3120），3台分配到徐州机务段（3119、3154、3155），投入京沪铁路（济南—徐州—蚌埠）运用。2002年，济南机务段增配1台机车（3244），徐州机务段增配4台机车（3240~3243）。至同年底，济南铁路局共配属12台该型机车，主要担当京沪铁路、石德铁路、胶济铁路、蓝烟铁路、兖石铁路的客运牵引任务。2006年，为配合青藏铁路全线通车，济南机务段将4台东风4D型准高速客运机车（3116～3119）调拨给青藏铁路公司西宁机务段。2010年10月起，济南机务段开始配属HXD3C型电力机车。此后，济南机务段的东风4D型准高速客运机车陆续转配哈尔滨铁路局。
郑州铁路局郑州机务段于2000年配属首台东风4D型准高速客运机车（0060），随后又于分别2002年增加21台（3178~3187、3221~3231）、2003年增加10台（3271~3280），曾长期担当郑州至徐州、蚌埠、阜阳间的旅客列车牵引任务。2006年，京沪铁路及陇海铁路郑州至徐州段完成电气化改造后，郑州机务段增配韶山7E型电力机车担当郑州至上海的客运机车长交路。此后，随着郑州机务段先后增配HXD3型、HXD3C型电力机车，该段配属的东风4D型准高速客运机车亦逐步调往武汉铁路局、哈尔滨铁路局和南宁铁路局。2012年7月，郑州机务段的东风4D型准高速客运机车全部调出。
武汉铁路局武昌南机务段于2007年起接收了部分从郑州铁路局郑州机务段转配的东风4D型准高速客运机车，主要用于牵引武九铁路及京九铁路方向（武昌（汉口）—九江—南昌）的旅客列车。2009年，武昌南机务段向襄樊北机务段调出东风4D型准高速客运机车，担当焦柳铁路和鸦宜铁路（襄樊—宜昌、宜昌—石门县北）的客运牵引任务。截至2009年末，襄樊北机务段配属8台东风4D型准高速客运机车（3060、3178、3180、3182、3184、3275、3276、3277）。随着焦柳铁路洛阳至张家界段完成电气化改造，襄阳机务段（襄樊北机务段于2011年6月改称襄阳机务段）开始支配运用江岸机务段的HXD3C型电力机车。2014年，襄阳机务段的东风4D型准高速客运机车全部转配哈尔滨铁路局三棵树机务段。
上海铁路局上海机务段、杭州机务段、南京（南京东）机务段、合肥机务段、阜阳机务段均曾经配属东风4D型准高速客运机车。2000年，阜阳机务段开始配属首批15台机车（3035~3042、3053~3059），担当京九铁路聊城至阜阳之间的旅客列车牵引任务。2001年，上海机务段配属4台东风4D型准高速客运机车（3071～3074），投入沪宁铁路并用来牵引沪宁城际特快列车；同年，另外12台机车（3075~3080、3141~3146）交付杭州机务段，投入沪杭铁路、浙赣铁路使用。2002年，上海铁路局继续增配东风4D型准高速客运机车，其中杭州机务段增加32台（3189~3197、3204~3206、3214~3320、3252~3257、3264~3270），上海机务段增加1台（3188）。2003年，上海铁路局增配10台东风4D型准高速机车，分配到杭州机务段（3281~3285）、南京机务段（3306~3307）、合肥机务段（3308~3310）；同时，阜阳机务段接收戚墅堰机车车辆厂新造的东风11型柴油机车，替换下来的东风4D型准高速客运机车转配属上海机务段，同时并将上海机务段的东风4D型提速客运机车转配属杭州机务段及南京机务段。当时，上海机务段的东风4D型准高速客运机车主要用于上海—南京—蚌埠、上海—杭州—金华西之间的机车交路。2004年，中国铁路实施第五次大面积提速后，上海机务段的所有东风4D型准高速客运机车分别转配属南京机务段、杭州机务段及合肥机务段，担当沪杭铁路、浙赣铁路、萧甬铁路、宁铜铁路、皖赣铁路、宣杭铁路、淮南铁路、阜淮铁路、水蚌铁路等线的客运任务。当时，上海铁路局共配属74台东风4D型准高速客运机车，其中杭州机务段48台、南京机务段10台、合肥机务段16台。2010年起，随着上海铁路局不断增配各种型号的电力机车，部分东风4D型准高速客运机车被调拨给南宁铁路局、沈阳铁路局、哈尔滨铁路局及乌鲁木齐铁路局。2017年，随着阜淮铁路和淮南铁路完成电气化改造，合肥机务段增配HXD3C型电力机车和东风11型柴油机车，东风4D型准高速客运机车运用范围进一步缩小，部分状况欠佳的机车开始被封存。同年，南京东机务段和杭州机务段的东风4D型准高速客运机车全部调出。2019年2月，皖赣铁路芜湖至宣城段和宣杭铁路完成电气化改造，合肥机务段的东风4D型机车退出合肥—芜湖—杭州的图定客运交路，部分机车分别被封存于芜湖东运用车间及淮南西运用车间等地。2020年5月，部分封存机车重新启用并调拨到呼和浩特局集团公司和成都局集团公司。
南昌铁路局南昌机务段、向塘机务段、鹰潭机务段均配属或曾经配属东风4D型准高速客运机车。2000年，南昌机务段配属首批10台东风4D型准高速客运机车（3043~3052），担当京九铁路阜阳—南昌—赣州之间的客运交路。2001年，为配合全国铁路第四次大提速的实施，南昌机务段增配了多达35台东风4D型准高速客运机车（3061~3070、3081~3085、3121~3140），投入京九铁路和浙赣铁路运用，担当南昌至株洲、金华西、龙川间的客运牵引任务，同时并淘汰了该段的所有ND2型柴油机车。2003年至2004年，南昌机务段继续增配了8台机车（3261~3263、3286~3290）。至2004年底，南昌机务段配属共53台东风4D型准高速客运机车。2006年6月，为配合青藏铁路全线开通，南昌机务段将东风4D型3125号及3139号机车调拨给青藏铁路公司西宁机务段。2007年中国铁路第六次大提速后，南昌机务段的东风4D型准高速机车交路进一步延长，以南昌为中心、东至上海、西至株洲、北至阜阳、南至深圳均可见其踪影。2013年至2014年间，随着南昌机务段增配HXD1D、HXD3D型电力机车，南昌机务段逐步向向塘机务段和鹰潭机务段（鹰潭机务段于2011年重新成立）调出东风4D型准高速客运机车，另外亦有部分机车转配属成都铁路局用于新线开通前的联调联试。至2014年底，南昌机务段的东风4D型准高速客运机车已全部调走。向塘机务段及鹰潭机务段的东风4D型准高速客运机车，主要用于牵引沪昆铁路（株洲—向塘—鹰潭—金华西—上海南）、京九铁路（向塘—赣州）、皖赣铁路及宁芜铁路（鹰潭—绩溪县—南京）的旅客列车。2018年起，向塘机务段开始利用东风4D型准高速机车牵引小运转货物列车，鹰潭机务段也将部分状况较差的东风4D型机车封存于景德镇运用车间。
南宁铁路局（原柳州铁路局）于2001年起配属东风4D型准高速客运机车。2001年，首批5台机车（3107～3111）配属柳州机务段，担当湘桂铁路的特快旅客列车牵引任务。2002年至2003年，按照柳州铁路局“增吨、压点、加密、提速”的方针，为桂林机务段配属了10台东风4D型准高速客运机车（3173～3177、3291～3295）。2005年4月，桂林机务段合并到柳州机务段，原担当交路改由柳州机务段担当。自此，柳州机务段的东风4D型准高速机车主要担当湘桂铁路衡阳—柳州—南宁、黎湛铁路柳州—玉林—湛江之间的客运交路。2010年起，焦柳铁路柳州至怀化、益湛铁路永州至玉林间的部分客运列车亦开始使用东风4D型机车牵引。2011年至2012年，南宁铁路局从郑州铁路局和上海铁路局调入东风4D型准高速机车。2016年，柳州机务段的部分东风4D型机车转配南宁机务段，将其投入南凭铁路（湘桂铁路南宁至凭祥段）运用，并开始担当T8701/8702次中越国际联运列车在南宁至同登之间的牵引任务，而置换出来的东风4B型机车则调整至湘桂铁路北段运用。2019年2月，朝鲜国务委员长金正恩与美国总统唐纳德·特朗普在越南举行第二次朝美首脑峰会，金正恩乘坐的专列取道中国前往越南河内；2月26日上午，金正恩专列由南宁机务段的东风4D型3058号机车牵引，经南凭铁路从南宁抵达越南边境城市同登车站。
成都铁路局为满足高铁新线开通前的检测需要，于2013年起配属东风4D型准高速客运机车。2013年，成都机务段和贵阳机务段接收了部分从南宁铁路局柳州机务段转配的东风4D型准高速客运机车，主要用于在高速铁路开通前牵引检测列车进行时速160公里以下的各种试验。2014年6月，因应川渝贵三省市之间的多条铁路即将建成，南昌铁路局南昌机务段向重庆机务段转配了7台东风4D型准高速客运机车。2013年至2021年，成都铁路局的东风4D型准高速客运机车先后参与了渝利铁路、重庆枢纽货车外绕线、贵开城际铁路、贵广客运专线、成绵乐客运专线、成渝客运专线、渝万城际铁路、沪昆客运专线、兰渝铁路、西成客运专线、渝贵铁路、成雅铁路、成蒲铁路、成贵客运专线、安六高速铁路、绵泸高速铁路内自泸段的联调联试。此外，成都机务段于2017年与武汉征原电气公司合作对东风4D型3137号机车进行了DC600V机车直供电改造，使机车能够向旅客列车直接提供单路600V直流电源；机车以直供电整流柜和牵引整流柜代替了原来的硅整流装置，两者并联在牵引发电机的输出端，通过PID闭环调节方式控制晶闸管整流桥电路，并以ZY2000微机控制系统代替了励磁调节装置，牵引功率可按列车供电输出功率自动转移，最大供电功率为400千瓦。
乌鲁木齐铁路局于2000年起配属东风4D型准高速客运机车，当年首批3台机车配属哈密铁路分局柳园机务段（3013~3015），至2001年又再度增配2台机车（3152~3153），与东风11型柴油机车（高原型）共同担当兰新铁路哈密—柳园—嘉峪关间的提速旅客列车牵引任务。2004年，根据铁道部生产力布局调整指导意见，乌鲁木齐铁路局将柳园机务段划归哈密机务段，设哈密机务段柳园机务分段。2006年2月，随着生产力布局调整的进一步实施，乌鲁木齐铁路局撤销哈密机务段，将其整体并入乌鲁木齐机务段，乌鲁木齐铁路局的东风4D型准高速机车均配属于乌鲁木齐机务段。北疆铁路和兰新铁路全线分别于2011年和2012年完成电气化后，乌鲁木齐铁路局的东风4D型机车主要用于奎北铁路（奎屯—阿勒泰）、南疆铁路（吐鲁番—喀什）、喀和铁路（喀什—和田），亦有少数东风4D型准高速客运机车转配给库尔勒机务段。2015年，南疆铁路吐鲁番至库尔勒第二双线开通后，东风4D型机车的运用范围进一步收缩。2018年，鱼焉铁路（老南疆铁路天山段）恢复开行库尔勒至和静的快速旅客列车，使用乌鲁木齐机务段的东风4D型准高速机车牵引。
青藏铁路公司于2006年起配属东风4D型准高速客运机车。2006年5月至6月，为确保青藏铁路于当年7月1日全线开通，铁道部指示哈尔滨铁路局、沈阳铁路局、济南铁路局、上海铁路局、南昌铁路局、柳州铁路局抽调出共27台东风4D型准高速客运机车，调拨给青藏铁路公司西宁机务段使用，担当兰青铁路兰州至西宁、青藏铁路西宁至格尔木区段的旅客列车牵引任务，这批机车于2006年6月5日全部抵达西宁机务段。与此同时，东风4D型准高速客运机车还参与了青藏铁路格拉段的旅客列车高原综合运行试验，并成功重联牵引16辆编组的25T型高原客车到达拉萨。2006年7月1日晚上8时07分，作为青藏铁路首发进藏列车的N917次旅客列车，由东风4D型3199号及3200号机车双机重联牵引从西宁站出发。2009年8月，兰青铁路完成增建二线及电气化改造后，该线客运机车交路交由兰州铁路局兰州西机务段的韶山7E型电力机车担当，替换下来的东风4D型准高速客运机车改为用于牵引青藏铁路西格段的行包列车。2011年，随着青藏铁路西格段复线电气化竣工，西宁西至格尔木间的客运机车交路由西宁机务段的HXD1C型电力机车和东风4D型柴油机车共同担当。2014年12月10日实施新运行图安排以后，HXD1D型电力机车（高原型）投入青藏铁路运用，西宁机务段的东风4D型准高速客运机车退居二线，部分机车转为西宁站的专用调车机车，负责西宁客技站内客车底解编，并兼顾西宁站客车底取送作业，而部分状况较差的机车则开始被封存。2016年6月，青藏铁路公司首次开行前往茶卡盐湖景区的季节性旅游列车，列车在茶卡铁路察汗诺至茶卡之间使用东风4D型准高速机车牵引。2020年6月，西宁机务段派出两台东风4D型准高速机车牵引格库铁路青海段的联调联试动态检测列车。
内蒙古集通铁路集团公司是东风4D型准高速客运机车在中国国家铁路以外的唯一一个地方铁路用户。集通铁路公司于2007年订购了11台东风4D型准高速客运机车（3323～3333），这批机车改用了最大运用速度为150公里/小时的牵引齿轮传动比，以适应集通铁路部分区段坡度较大的情况。2012年，集通铁路公司再次向北车大连机车车辆公司订购了另外7台东风4D型准高速客运机车（3334～3340），这批机车的牵引齿轮传动比又与前一批机车不同，最大运用速度为170公里/小时。集通铁路公司的东风4D型准高速客运机车全部配属大板机务段，主要担当集宁南—大板—通辽之间的客运交路，另外亦被用于牵引锡桑铁路、锡乌铁路、锡二铁路的旅客列车。

### 径向转向架型（7000系）

#### 研制

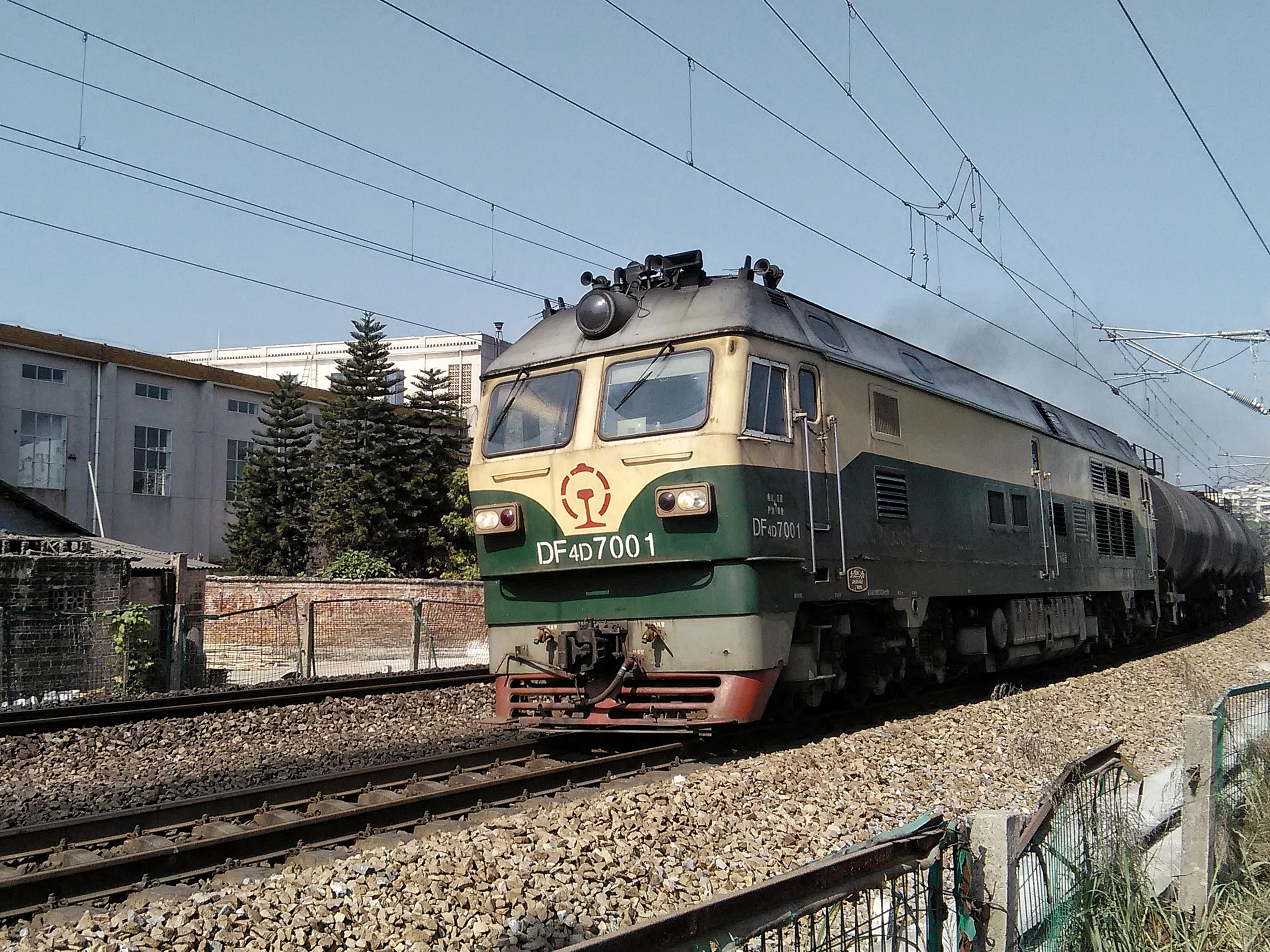
东风4D型7001号机车牵引货运列车前往玉林站二场，这是唯一一台采用非标准化司机室的径向转向架型货运机车（2016年12月）

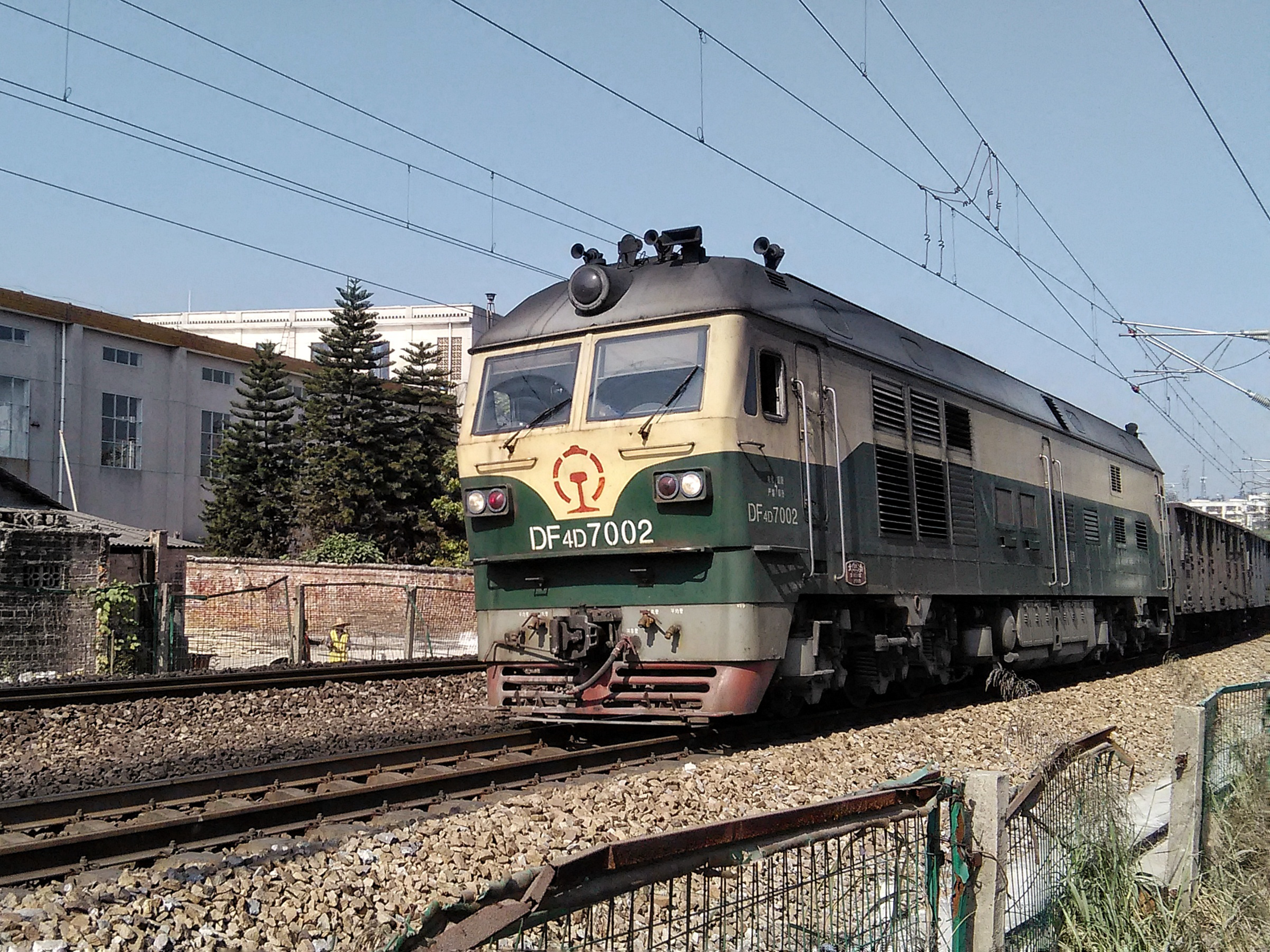
东风4D型7002号机车牵引货运列车前往玉林站二场，这是第一台采用标准化司机室的径向转向架型货运机车（2016年12月）

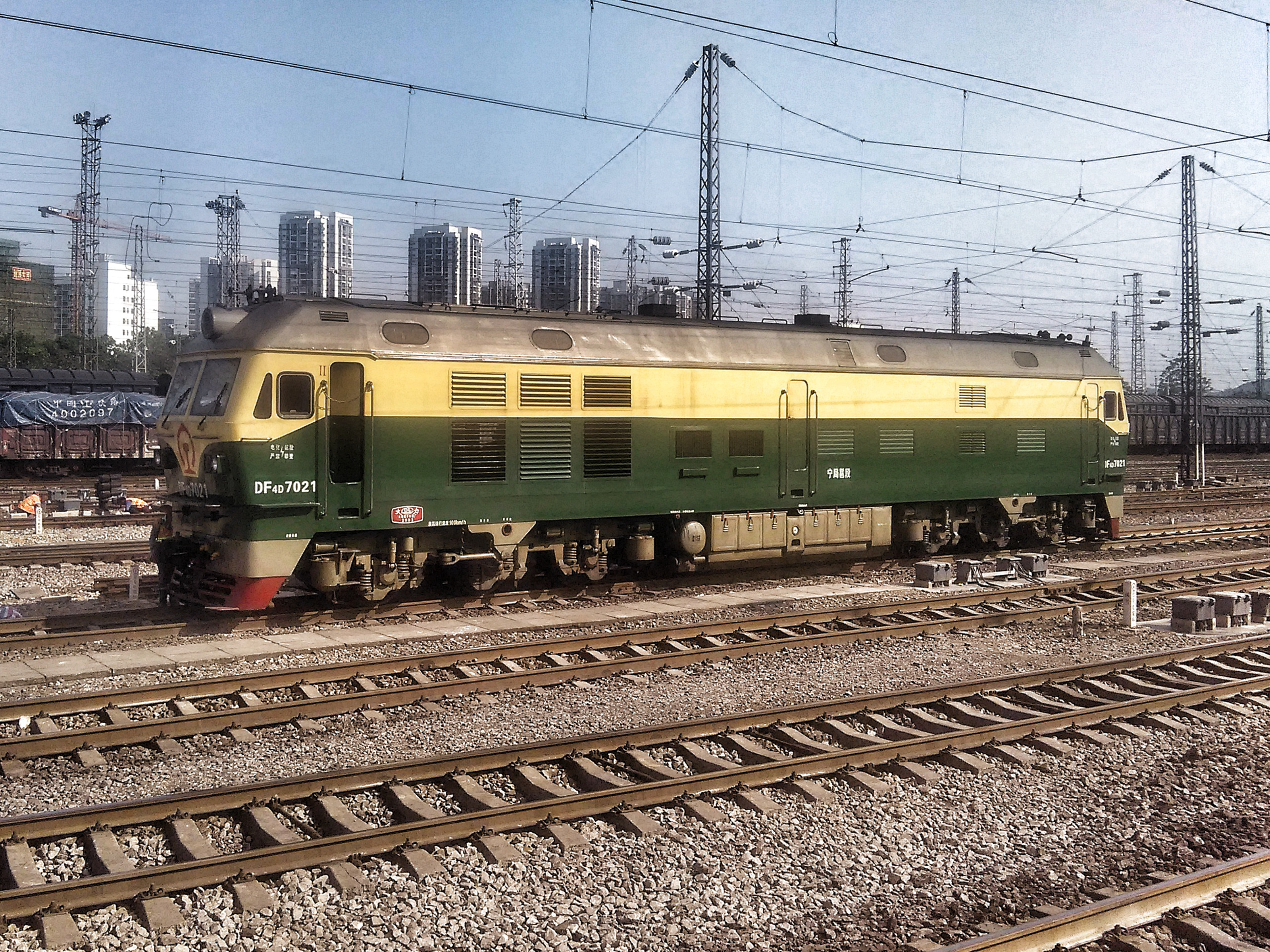
东风4D型7021号机车于柳州南站上行出发场（2015年4月）

1990年代初，因应中国西南地区山区铁路弯道多、曲线半径小的实际情况，中国开始进行关于机车径向转向架的设计及研究。1995年，铁道部科教司正式将机车转向架的研制列入“九五”铁路科技发展规划，并分别向大连机车车辆厂和戚墅堰机车车辆厂下达了研制任务。当时，大连机车车辆厂曾提出以东风6型机车为基础，吸收东风10D型柴油机车的先进技术和经验，开发研制采用径向转向架和25吨轴重的东风6A型柴油机车。柔性自导向径向转向架由大连机车车辆厂联合上海铁道大学和西南交通大学研制，设计方案于1996年底进行了厂内设计审查，但由于东风6型机车因故未能投入批量生产，东风6A型机车的研制亦因而被搁置。1998年，大连机车车辆厂研制出东风4D型货运机车后，根据铁路运输的发展需要决定重启径向转向架机车的研制。2000年5月，大连机车车辆厂研制的三轴径向转向架完成试制，并在铁道部科学研究院进行了一系列性能试验。2000年7月，首台装用径向转向架的东风4D型7001号机车在大连出厂。
东风4D型径向转向架机车是在东风4D型货运机车的基础上研制而成的干线货运机车，如动力装置、传动系统、辅助系统等机车主要结构和性能都与货运型机车大致相同，最大运行速度为100公里/小时，走行部改为采用两台更适合山区小半径曲线线路的三轴自导向径向转向架。径向转向架增加了帮助轮对径向调整的蠕滑自导向、两端轴耦合转动机构，转向架两端第一轴和第三轴可以在车辆通过曲线的时候和轨道平行，每个轮对都可以根据线路实际情况做左右转向运动，当机车通过曲线时能自动减小轮轨冲角，适用于山区曲线多、半径小线路上的重载货运列车牵引。由于每台径向转向架比普通转向架重2.6吨，因此车体根据准高速客运型机车的结构进行了轻量化设计，以满足轴重23吨的要求。转向架与车体之间的牵引装置结构亦有所变化，转向架端梁和车钩缓冲器座之间有低位牵引杆装置相连，取代了普通转向架的平行四杆牵引机构。基础制动方式采用带闸瓦间隙自动调节器和弹簧停车制动装置的单元制动装置，代替了一般货运型机车的单侧单闸瓦杠杆制动装置。此外，由于转向架固定轴距及构架长度延长，故油箱容量亦由9000升减少至8000升。

#### 试验
2001年2月至3月，东风4D型7001号机车根据铁道部要求，与同样配备径向转向架、由戚墅堰机车车辆厂试制的东风8B型7001号机车一起，由铁道部产品质量监督检验中心负责进行径向性能及动力学试验。机车首先在北京环形铁道完成地面轮轨力测试，最高试验速度达到110公里/小时，随后又在京承铁路北京东至洞庙河区段进行正线运行试验。2001年4月，东风4D型7001号机车在天津铁路分局管内唐遵铁路进行小半径曲线粘着性能试验。试验结果显示，在各种小半径曲线上径向转向架的黏着系数都比普通转向架有所提高，例如在曲线半径为300米时黏着系数比常规机车高6.8%，起动黏着系数高7.2%，而且曲线半径越小，提高幅度相对越大，证明了采用径向转向架可以有效提升曲线区段的牵引能力。
2001年10月起，东风4D型7001号机车配属北京铁路局丰台机务段正式开始运用考核，在京原铁路丰台西至灵丘段担任货物列车牵引任务。至2002年9月，该机车共走行92964公里后，根据铁道部令调往柳州铁路局金城江机务段，于黔桂铁路继续运用考核。2002年10月，东风4D型7001号机车在以弯道多、曲线半径小、坡度大而著名的黔桂铁路金城江至麻尾区段进行牵引性能试验，采用东风4D型7001号机车及东风7D型柴油机车重联牵引，以便与一般情况下使用的东风7D型机车双机重联牵引作对比试验。得益于东风4D型径向转向架机车较大的功率和良好的曲线粘着性能，当两台机车重联牵引1258吨通过25‰坡道时的平衡速度可达31.7公里/小时，比东风7D型机车双机重联牵引时提高近10公里/小时。2003年7月，东风4D型7001号机车完成了15万公里运用考核。在近两年的实际使用中，该机车表现出良好的动力学性能和曲线通过能力，轮缘磨损约为普通转向架的10%左右，司机普遍认为该车在山区路段行驶稳定性好，在山区坡道速度提升快，轮轨冲角和摩擦声音都有明显减小。

#### 运用
2002年底，柳州铁路局向大连机车车辆公司订购20台东风4D型径向转向架货运机车（7002～7021），使其成为中国铁路第一款投入批量生产的径向转向架机车。有别于首台原型车，后20台机车采用了具备标准化操纵台的标准化司机室。这批机车于2003年6月30日起陆续配属柳州机务段。2004年，原配属金城江机务段的东风4D型7001号机车亦转配柳州机务段。柳州铁路局的东风4D型径向转向架货运机车主要担当焦柳铁路柳州（柳州南）至怀化（怀化南）间的客、货列车牵引任务，货物列车牵引定数为3500吨，其中四台机车固定担任八斗至牙屯堡区间的补机。2004年4月，铁道部批准将该区段使用东风4D型机车牵引的货物列车重量提高至3800吨。 
根据柳州机务段的统计，径向转向架机车的轮缘磨耗率比普通转向架机车大幅减少74%，但在使用过程中也发现径向转向架存在转动机构磨耗及锈蚀、构架及制动单元杠杆裂纹、轴箱轴承易发生故障、转向架维修困难等问题，对机车可靠性造成不利影响。为此，大连机车车辆公司对径向转向架制定了局部改进方案，自2005年10月起在柳州机务段对机车陆续进行中修时实施改造。然而，在已完成中修的14台机车之中，所有径向转向架均被发现存在大量不同程度的构架裂纹，严重危及行车安全。2006年9月，铁道部要求所有装用径向转向架的东风4D型机车分批送返大连机车车辆厂更换为普通转向架，全数21台机车于2007年3月完成改造。
2010年至2012年，铁道部将过百台的东风8B型柴油机车从北京、济南、郑州、西安铁路局调拨给南宁铁路局，配属柳州机务段并投入焦柳铁路南段使用。2012年，东风4D型径向转向架机车在退出焦柳铁路后，改为用于牵引湘桂铁路和黎湛铁路（柳州南—南宁南—湛江）的直通货物列车。2013年，东风4D型7001～7021号机车由柳州机务段转配到南宁机务段，担当黎湛铁路和河茂铁路（玉林—茂名—湛江）的货物列车牵引任务。2016年起，东风4D型径向转向架机车开始投入南凭铁路（湘桂铁路南宁至凭祥段）运用，并负责南宁至越南同登之间中越国际联运货物列车和跨境集装箱直通列车的牵引任务。2020年底，焦柳铁路电气化完成，柳州机务段将大量DF8B型柴油机车转配南宁机务段，因此DF4D-7000机车重新回到柳州机务段，用于牵引湘桂铁路，来合铁路，屯秋铁路的货物列车。

### 衍生车型

#### 东风4DF型
1999年，大连机车车辆厂为达成铁路公司研制了东风4DF型柴油机车。东风4DF型机车是在东风4D型提速客运机车基础上开发研制的干线客货运通用柴油机车，不仅增加了向旅客列车供电的功能，并采用了DLC型微机控制系统，既能牵引列车又可以取代客运列车中的发电车向列车空调、电加热器和照明等供电。机车动力装置采用16V240ZJD型柴油机，牵引传动系统采用JF210型主副共轴同步发电机和ZD109B型牵引电动机，列车供电制式为380伏特三相交流电。机车标称功率为3,300马力（2,425千瓦），向列车供电时机车标称功率则调整为2,870马力（2,110千瓦），最大运用速度为120公里/小时。1999年至2004年间，大连机车车辆厂共生产了25台东风4DF型机车，分别交付达成铁路公司和石长铁路公司使用。

#### 东风4DD型
1998年，为满足地方厂矿企业对大功率调车机车的需求，大连机车车辆厂开始研制以东风4D型柴油机车为基础的重型调车机车。1999年6月，首台东风4DD型调车机车在大连机车车辆厂落成。东风4DD型调车机车主要用於重载调车编组以及小运转作业，在HXN3B型及HXN5B型柴油机车这两款4400马力交流传动调车机车面世以前，东风4DD型柴油机车曾经是中国国内功率最大的调车机车。根据调车机车的运用特点和需要，该型机车采用外走廊式底架承载的车体结构。动力装置采用16V240ZJD型柴油机，高温冷却水系统、辅助传动装置、燃油系统及控制系统与东风4D型提速客运机车基本相同。牵引传动系统采用TQFR-3000E型同步发电机和ZD109B型牵引电动机，控制部分采用DLC型微机控制系统。柴油机装车功率为4,000马力（2,940千瓦），机车标称功率为3,300马力（2,425千瓦），最大运用速度为80公里/小时。

#### 东风4DJ型
1990年代，铁道部决定在第九个五年计划期间着手开发以交流传动技术为主要特征的中国第四代内燃机车。为了尽快缩短中国与国际先进水平的差距，铁道部决定在交流传动内燃机车的发展上，选择与国外厂商合作并直接引进最新技术。1999年，大连机车车辆厂与德国西门子公司签订了共同研制的交流传动柴油机车的合作协议。2000年，大连机车车辆厂先后试制了两台东风4DAC型柴油机车（DF4DAC 8001～8002），铁道部并于同年底将该型机车型号定名为东风4DJ型柴油机车（DF4DJ 0001～0002）。东风4DJ型柴油机车是以东风4D型提速客运机车为基础的交流传动试验性车型，柴油机、转向架和机械装置由大连机车车辆厂提供，主发电机采用按照西门子公司技术要求、委托由永济电机厂制造的JF216型同步发电机，牵引传动系统则应用了西门子公司提供的IGBT牵引变流器、1TB2630型交流异步牵引电动机和SIBAS 32微机控制系统。动力装置采用16V240ZJD型柴油机，柴油机装车功率为4,000马力（2,940千瓦），机车标称功率为3,300马力（2,425千瓦），最大运用速度为145公里/小时。

#### 东风8D型／东风11D型
1999年，为满足中国铁路“货运重载、客运提速”的需要，大连机车车辆厂开始研制单机功率更大的柴油机车。2000年，大连机车车辆厂先后试制了第一台5200马力干线货运柴油机车和第一台5200马力干线客运柴油机车，并向铁道部申请将该两种机车分别命名为东风8D型柴油机车和东风11D型柴油机车，而铁道部则对该两种机车分别暂定命名为东风8B型3001号机车和东风11型3001号机车。这两款机车都是以东风4D型柴油机车为基础，在同一设计平台上开发研制的5200马力柴油机车。机车动力装置采用大连机车车辆厂与美国西南研究院联合开发、采用电子控制燃油喷射系统的12V280ZJ型柴油机，装车功率为5,200马力（3,820千瓦）。牵引发电机采用JF212型无刷励磁同步发电机。货运机车和客运机车分别采用ZD109D型和ZD106A型牵引电动机。机车总体布置、冷却水系统、空气滤清系统、辅助传动系统、转向架等部分的设计均与东风4D型机车相似。这两台机车于2002年完成了15万公里运用考核后，由于中国铁路技术政策发生重大转变，该两种机车未能投入批量生产。

#### 出口车型
东风4D型柴油机车作为中国铁路其中一种技术最为成熟的车型，因此也成为多种出口机车的技术基础，包括：

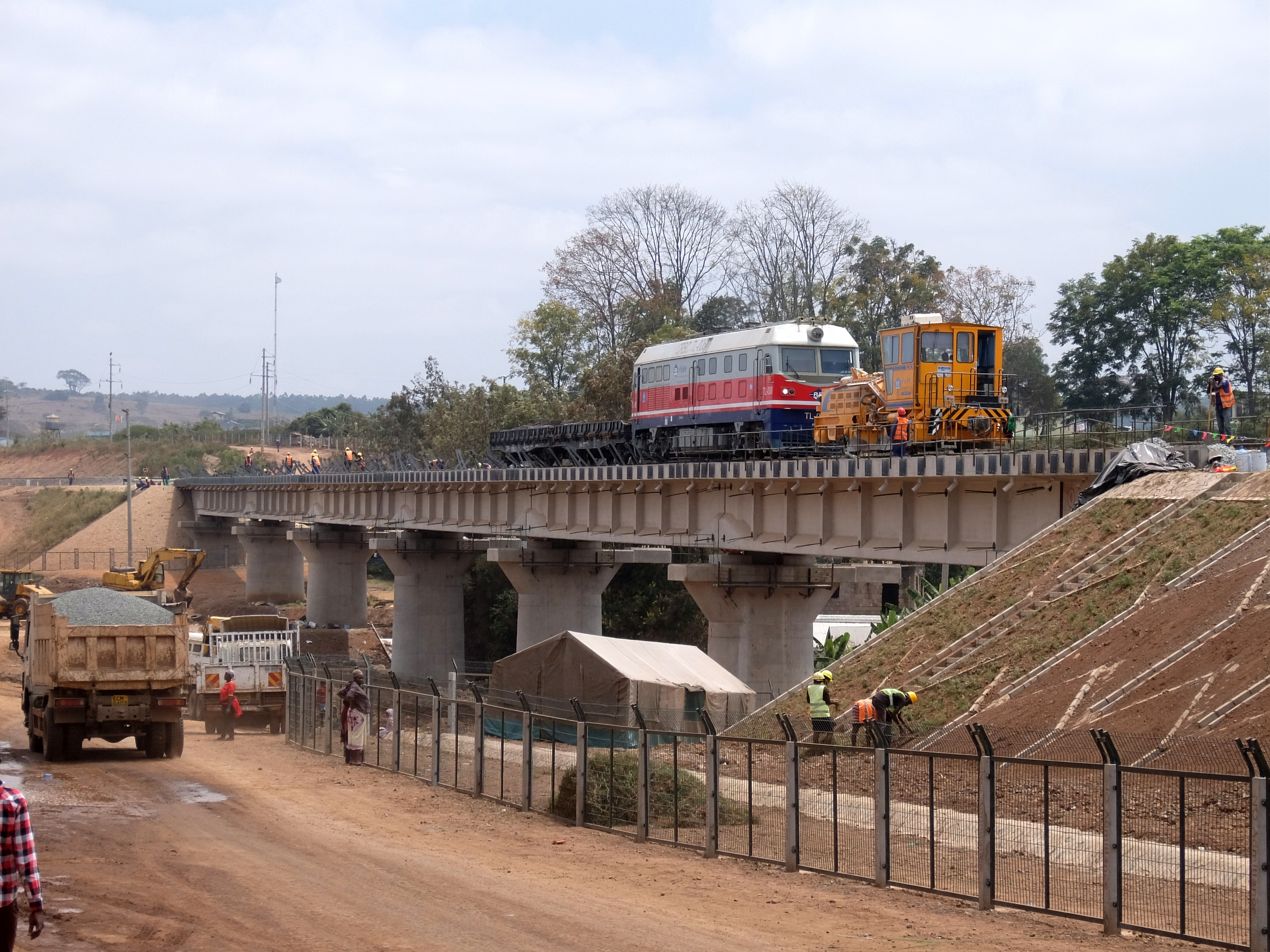
中国路桥工程公司的DF4DH型柴油机车参与肯尼亚内罗毕—马拉巴铁路的建设工程

- CKD2：大连机车车辆厂于1996年11月签订了向营运德黑蘭地鐵的伊朗德黑兰城郊铁路公司（TUSRC）提供两台CKD2型柴油机车（DF4D-9001、9002）的合同，1997年3月完成生产，同年6月装船付运，成为大连机车车辆厂首次向国际市场出口的干线机车产品。CKD2型机车是在东风4D型客运机车基础上开发的干线柴油机车，两者结构大致相同。动力装置采用16V240ZJD型柴油机，最大运用速度为132公里/小时[25]。
- CKD9：2001年5月，大连机车车辆厂向巴基斯坦提供69台柴油机车授标协议书签字仪式在巴基斯坦首都伊斯兰堡举行，其中包括44台2,500马力的CKD8B型柴油机车和25台3,600马力CKD9型柴油机车，时任中国国务院总理朱镕基和巴基斯坦總統穆沙拉夫出席了签字仪式。根据合同，大连机车车辆厂向巴基斯坦提供整车15台，其中CKD9型机车8台，CKD8D型机车7台，其余均以半散件和全散件方式交货，由中方转让部分技术并派出技术人员，帮助巴方在当地组装。CKD9型机车是适用于1,676毫米轨距的干线货运柴油机车，动力装置采用16V240ZJD1型柴油机，牵引传动装置采用TQFR-3000EP型同步发电机和ZD109BP型牵引电动机，并采用了交流辅助传动技术和柴油机变频起动系统。柴油机装车功率为3,300马力（2,650千瓦），机车标称功率为3,130马力（2,300千瓦），最大运用速度为100公里/小时。 全部44台CKD9型机车在2003年至2004年间交付巴基斯坦铁路[26]。
- CKD4A：2001年9月，大连机车车辆厂与朝鲜青松资源公司签订了出口两台CKD4A型柴油机车的协议书。2002年7月，两台机车竣工出厂交付朝鲜民主主义人民共和国铁路。CKD4A型机车是在东风4D型机车基础上开发的干线柴油机车，符合朝鲜民主主义人民共和国铁路限界标准，并采用轻量化车体钢结构以符合22±2%吨的轴重限制。动力装置采用16V240ZJD型柴油机，牵引传动装置采用TQFR-3000E型同步发电机和ZD109B型牵引电动机，最大运用速度为100公里/小时[27]。
- CKD4B：蒙古伊罗河铁矿有限公司（Boldtumur Eruu Gol LLC）于2009年向大连机车车辆公司订购了30台CKD4B型柴油机车，后来又将采购数量增加到49台。CKD4B型机车是以东风4D型机车为基础开发设计，适用于1524毫米轨距的宽轨铁路，车体外形设计参考了HXD3型电力机车，并且根据蒙古国的使用条件对防寒系统、车体密闭性、空气滤清装置等方面都作出了相应改进。动力装置采用16V240ZJD2型柴油机，柴油机装车功率为3,700马力（2,650千瓦）。牵引传动装置采用TQFR-3000E型同步发电机和ZD109B-1型牵引电动机，控制装置采用ADLC型微机控制系统和IFCU型多功能控制器，最大运用速度为100公里/小时。首台机车于2010年10月底出厂[28]。2019年，中国土木工程集团有限公司向中车大连机车车辆公司订购2台CKD4B型柴油机车，交付尼日利亚铁路公司并投入阿卡铁路（阿布贾—卡杜纳铁路）运用[29]。
- CKD4B-MR3000：2011年1月底，中国北车股份有限公司与蒙古国交通运输建筑和城市建设部签订了内燃机车、货车和集装箱正面吊销售合同，总价值1.95亿元人民币[30]。根据合同，大连机车车辆公司向蒙古国家铁路提供了5台CKD4B-MR3000型柴油机车。该型机车是在原CKD4B型机车基础上，对机车驾驶室内部进行了优化，加装了卫生间、空调、冰箱等设备，提高了司机操作的舒适性，车身上并绘有蒙古国家特色的祥云图案。这批机车于2011年11月交付蒙古国家铁路[31][32]。
- CDN10：2009年8月，北车大连机车车辆公司与伊朗厄尔布尔士·尼若器材和铁路车辆公司（Alborz Niroo Equipment & Railway Fleet Company）、帕尔斯车辆公司（Pars Wagon）签订了50台CDN10型干线货运柴油机车的销售合同，但该合同后来由于伊朗方面的原因被终止。2015年6月，中车大连公司与伊朗ANC公司重新签订了4台CDN10型柴油机车的销售合同。2017年3月，4台CDN10型柴油机车交付伊朗[33]。机车动力装置采用16V240ZJD2型柴油机，柴油机装车功率为3,700马力（2,650千瓦）。牵引传动系统采用JF208F型同步发电机和109BX2型牵引电动机，并采用微机控制装置和克诺尔制动机，机车最大运用速度为100公里/小时[34][35]。
- DF4DH：2012年起，中国铁建所属中国土木工程集团有限公司和中国交通建设集团所属的中国路桥工程有限责任公司多次订购DF4DH型柴油机车，用于该集团在中东及非洲等地的海外铁路建设项目。机车以东风4D型货运机车为基础，动力装置采用16V240ZJD2型柴油机，装车功率为4,000马力（2,940千瓦），最高运行速度为100公里/小时。为适应中东和非洲地区热带高风沙高温气候，对机车设计进行了局部改造：采用了带有除尘风机的加强防风沙型空气滤清器；当室外温度超过40℃时，车载微机可根据温度变化自动调节主发电机的输出功率；司机室和电气室采取了双层顶盖的隔热措施，司机室内配备了制冷量7000瓦的空调系统。2012年，中国土木工程集团向大连机车车辆公司订购两台DF4DH型柴油机车，供沙特阿拉伯南北铁路工程使用[36]。2014年，中国土木工程集团再次向大连机车车辆公司订购三台DF4DH型柴油机车，供连接埃塞俄比亚和吉布提的亚吉铁路、以及尼日利亚拉伊铁路建设工程使用[37][38]。2015年初，中国交通建设集团所属的中国路桥工程有限责任公司向中车大连机车车辆公司订购了13台DF4DH型柴油机车，用于肯尼亚蒙内铁路（蒙巴萨—内罗毕）、内马铁路（内罗毕—马拉巴铁路）的施工建设[39]。2021年2月，大连机车车辆公司再度向中国土木工程集团交付七台DF4DH型柴油机车，用于阿联酋阿提哈德铁路（英语：Etihad Rail）二期工程[40]。

## 技术特点

### 总体布置

#### 车体结构
东风4D型柴油机车是干线客货运用的六轴柴油机车，机车标称功率为3,300马力（2,425千瓦），货运型及径向转向架型机车的构造速度为100公里/小时，提速客运型机车的构造速度为145公里/小时，准高速客运型机车的构造速度为170公里/小时。运转整备重量为138吨；部分货运型机车采用25吨轴重，运转整备重量为150吨。
东风4D型机车采用双司机室、内走廊式、全钢焊接结构的框架式侧墙承载车体，车体由左右侧壁、底架、车顶、内部隔墙、两端司机室等部分焊接在一起，车体主要骨架采用16Mn低合金钢材。从1998年生产的东风4D型0046号机车开始，车体侧墙蒙皮钢板使用了预应力焊接技术，以控制薄钢板的焊接变形和改善侧墙蒙皮的平面度。早期生产的东风4D型0001～0150号提速客运机车采用与东风4C型机车相同的车体外形，从东风4D型0151号机车起采用新的车顶圆弧外形，以降低高速运行时的风阻和噪音。车体长度为20,660毫米，车钩中心线间距为21,100毫米，车体宽度为为3,309毫米，提速客运型及货运型机车的车体高度为4,500毫米，准高速客运型及径向转向架型机车的车体高度为4,532毫米。车体两端设有同等功能的司机室，可双向操纵机车。车体底架两端装有13号下作用车钩和牵引缓冲装置。每节机车的车体底架下部两台转向架之间吊挂着一个燃油箱，提速客运型及货运型的燃油箱容量为9,000升，准高速客运型为6,500升，径向转向架型为8,000升。燃油箱两侧设有铅酸蓄电池组，燃油箱前后端各装有一个总风缸。

#### 设备布置

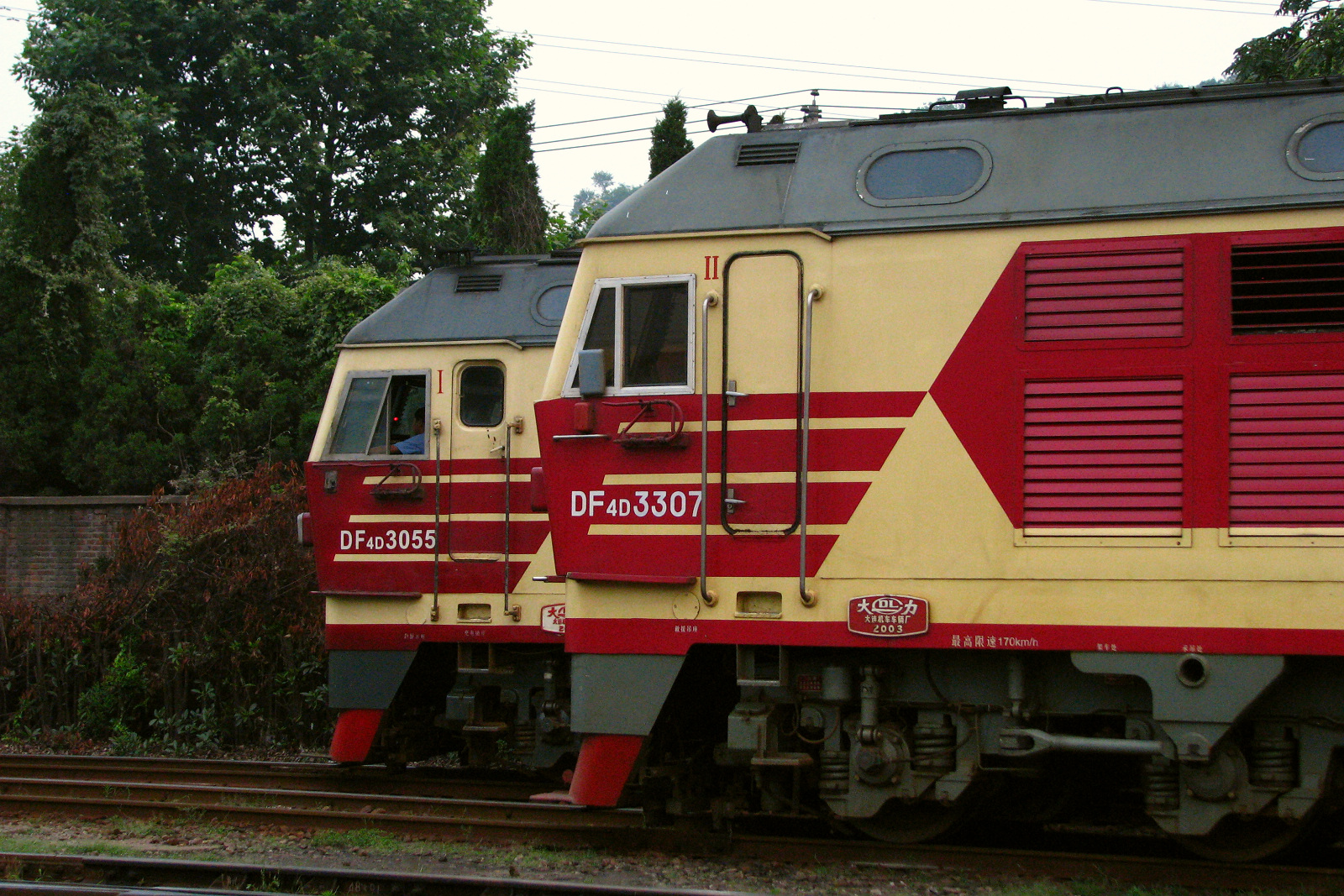
两台分别采用标准化（3307）和非标准化司机室（3055）的东风4D型准高速客运机车

机车从前到后分别为第一司机室、电气室、传动室、动力室、冷却室、辅助室、第二司机室七个部分，除司机室外其余各室顶部均设计成活动顶盖，以便拆装车内部件。司机室内机车运行方向的左侧设有包含一系列仪表和按钮的司机操纵台、空气制动机的自动制动阀和单独制动阀等，右侧设有副司机座席、控制开关及电炉等，司机室还设有空调和电冰箱，司机室后壁设有手制动装置手轮。2003年以后生产的东风4D型机车（从4094号货运型机车、3213号准高速客运机车开始）改为采用标准化司机室，司机操纵台的各项设备布置均按照铁道部的标准化规定，而外观上较显著的区别包括下拉式活动侧窗、无金属外框标志灯、前窗玻璃雨刷下置、无玻璃窗的司机室门等。电气室内设有电气控制柜及制动电阻柜。传动室内设有主硅整流柜、励磁整流柜等电气设备，以及由启动变速箱驱动的起动发电机、励磁机、测速发电机、前转向架牵引电动机通风机等辅助设备。位于机车中部的动力室内安装了一套柴油发电机组，并设有空气滤清器、燃油滤清器、燃油输送泵、机油滤清器、机油热交换器、膨胀水箱等辅助设备。动力室顶棚两侧设有车体通风机，将柴油机运转时产生的燃气和热风抽出。为了方便对动力装置的检修，机车除了在司机室设有侧门外，在动力室的两侧也设有一对侧门。 
冷却室内设有冷却水系统和散热装置，冷却室顶部装有V型结构的铜管肋片式散热器，及以两个直径为1,600毫米的轴流式冷却风扇，冷却风扇由静液压马达传动。机车设有两套独立的循环冷却水系统，分别为冷却柴油机的高温冷却水系统（12个散热器单节），以及冷却增压空气、机油、静液压传动油的低温冷却水系统（32个散热器单节）。东风4D型机车早期曾采用传统的焊接结构扁管肋片式散热器，容易出现扁管断裂导致冷却水泄漏的问题，因此大连机车车辆厂后来设计了机械胀接式散热器，于2000年先后在多台准高速客运机车上试用（沈阳机务段的东风4D型3002号机车、天津机务段的3022～3029号机车），并于2001年通过铁道部技术评审后推广使用。东风4D型机车并采用了与东风6型机车相同的加压封闭循环高温冷却系统、密闭压力水箱和机油热交换器。散热器下方设有静液压变速箱、后转向架牵引电动机通风机、空气压缩机等，柴油机自由端通过传动轴与静液压变速箱相连，并通过尼龙绳传动轴带动后转向架牵引电动机通风机。冷却室左右两侧侧壁各设有六个通风百叶窗口。辅助室内设有预热锅炉、空气干燥器、空调电源设备和控制箱等。空气制动装置采用JZ-7型空气制动机（准高速客运型机车使用JZ-7型电空制动机）。制动机采用两台NPT5型空气压缩机与之配合，制动机可以单独制动机车或同时制动机车和列车。停车制动采用手制动装置。

### 柴油机

#### 16V240ZJD
东风4D型机车装用一台由大连机车车辆工厂制造的16V240ZJD型柴油机，该型柴油机是在16V240ZJB型和16V240ZJC型柴油机的基础上，通过与英国里卡多公司的技术合作对柴油机结构作出改良，于1986年开发完成的大功率柴油机，为240/275系列柴油机产品之一。16V240ZJD型柴油机是一款16气缸、四冲程、V型结构、直接喷射（部分采用电子喷射技术）、废气涡轮增压、增压空气中间冷却的中速柴油机。气缸内径为240毫米，活塞行程为275毫米，气缸V形夹角为50°，额定转速为每分钟1000转，最低空载转速为每分钟430转，平均有效压力为1.774兆帕，UIC标定功率为4,400马力（3,240千瓦），装车功率为4,000马力（2,940千瓦），额定满功率运转时的燃油消耗量为152克/有效马力·小时（207克/有效千瓦·小时），设计使用寿命为25000小时。
东风4D型机车所采用的16V240ZJD型柴油机，除了根据东风6型机车在运用考核期间的发现的问题作出改良，还应用了部分为16V240ZJE型柴油机设计的零部件，使其可靠性得到进一步的提高。柴油机采用铸焊组合结构的六面体式机体，由整体铸钢悬挂式主轴承座和钢板件组焊而成，并采用内外纵分隔的箱形结构和半隧道式的拱形曲轴箱。气缸由全加工厚壁气缸套和冷却水套组成。曲轴采用带有16块平衡铁的稀土合金球墨铸铁曲轴。活塞最初采用组合式钢顶铝裙活塞，但机车行驶20万公里左右便发生活塞裙部大批碎裂的问题，后来于是改用钢顶铁裙活塞，并对钢顶铝裙活塞重新设计。柴油机采用定压增压系统，在V形夹角上方布置有排气总管和进气道，左右两侧气缸排出的废气通过排气支管和总管，分别进入两台涡轮增压器推动涡轮后排出，而新鲜空气由安装在车体上的空气滤清器吸入，经增压器增压后流经中冷器进行冷却，然后通过进气稳压箱和进气支管进入各个气缸。增压器可选用VTC254-13型（江津增压器厂引进瑞士ABB技术）或ZN290型（天津机车车辆机械厂，基于VTC254-13型增压器）。

#### 16V240ZJE
在1999年生产的东风4D型3001号、3002号准高速客运机车上试验性安装了16V240ZJE型柴油机。16V240ZJE型柴油机是在16V240ZJD型柴油机的基础上，由大连机车车辆厂与英国里卡多公司继续进行技术合作而开发的大功率柴油机，通过提高高压油管压力和燃烧爆发压力等手段，将标定功率进一步提高到5,400马力（3,680千瓦）。与16V240ZJD型柴油机相比，16V240ZJE型柴油机的强化程度提高了38.6%，最大气缸压力提高了19%，平均有效压力可达2.22兆帕。16V240ZJE型柴油机从1989年开始研制，期间经历了漫长的单缸机试验、多缸机试验、原型机性能试验及耐久性试验，反复查找不足并作出改进，至1998年试制出首两台16V240ZJE型柴油机，并于1999年安装在首两台东风4D型准高速客运机车上。柴油机装车功率为4,500马力（3,310千瓦），机车标称功率为3,850马力（2,830千瓦），配用ABB VTC254-23型增压器。由于柴油机提升功率后发热量增大，高温及低温冷却水系统的散热器单节数量亦相应增加至14组和34组。

#### 16V240ZJF
从2001年起生产的部分东风4D型准高速客运机车及货运型机车采用了铸造机体的16V240ZJF型柴油机，代替了采用焊铸机体的16V240ZJD型柴油机。在东风4D型机车投入运用的首两年，已经发现有10%的16V240ZJD型柴油机出现机体裂纹，因此大连机车车辆厂于1999年试制出首台采用铸造机体的16V240ZJF型柴油机，并于同年12月进行了UIC 100小时性能试验。该型柴油机参考了由大连机车车辆厂和英国里卡多公司合作为16V240ZJE型柴油机设计的铸造机体方案，机体是由球墨铸铁整体铸造而成，机油及冷却水管道均铸造于机体内部，由气缸套和机体之间的冷却水腔代替原来的水套，合金铸铁气缸套与16V240ZJE型柴油机相同，并采用了下置式单节凸轮轴和轻型薄壳式油底壳，其他主要零部件都可以和16V240ZJD型柴油机通用互换。2001年11月，大连机车车辆厂制造了五台16V240ZJF型柴油机，并将其安装在东风4D型3147～3151号准高速客运机车上，配属北京铁路局天津机务段运用。16V240ZJF型柴油机于2002年起投入小批量生产。

### 传动系统
东风4D型机车采用交—直流电传动装置，柴油机曲轴通过弹性联轴节驱动一台交流同步发电机发出三相交流电，经由硅二极管组成的三相桥式整流装置整流为直流电后，再将电能输送给两台转向架上的六台并联连接的直流牵引电动机，通过传动齿轮驱动轮对。

#### 牵引发电机
牵引发电机采用永济电机厂制造的TQFR-3000E型三相交流同步发电机，额定容量为2911千伏安，额定电压为425／770伏特，额定电流为3955／2183安倍，额定转速为每分钟1000转，定子及转子绝缘等级均为H级，冷却方式为径向自通风式，主发电机净重为5100公斤。与东风4C型机车采用的TQFR-3000B型同步牵引发电机相比，TQFR-3000E型牵引发电机具有较大的恒功调压比，可以有效降低牵引电动机的磁场削弱深度。牵引发电机由一台GQL-45型三相感应子交流发电机励磁，励磁机由柴油机通过启动变速箱驱动，其发出的交流电经励磁整流器转换为直流电后，给发电机的转子励磁绕组励磁。

#### 硅整流装置
牵引发电机发出的三相交流电由硅整流装置转换成直流电，由风冷式硅二极管元件组成三相桥式全波整流电路。由于采用了新型大容量整流元件，所需元件数量比东风4B型及东风4C型机车大幅减少。提速客运型、货运型及径向转向架型机车使用GTF-5100/1250型硅整流装置，整流装置有六个串联的整流桥臂，每一桥臂有两个并联的ZP2500-28型整流二极管，每台机车共有12个整流二极管元件。硅整流装置的最大直流输出电压为1250伏，额定直流输出电流为5070安培。准高速客运型机车使用GTF-5070/1250型硅整流装置，硅整流装置有六个串联的整流桥臂，每一桥臂有三个并联的ZP2500-28型整流二极管，每台机车共有18个整流二极管元件。

#### 牵引电动机
提速客运型、货运型及径向转向架型机车采用ZD109B型四极直流串励牵引电动机。该型电动机实质上是滚动抱轴承版本的ZD109A型牵引电动机（用于东风4E型柴油机车），两者的电气参数和制造工艺基本相同，同样吸收了在引进ND5型柴油机车时通用电气向永济电机厂转让的牵引电动机制造技术，例如压型焊接机座、定子整体压型线圈等，从而提高了额定电流和额定转矩，大幅改善了机车持续牵引特性和恒功率范围。ZD109B型牵引电动机的额定功率为530千瓦，额定电压为670伏，额定电流为845安培，额定转速为每分钟770转，最高转速为每分钟2,385转，定子及电枢绝缘等级均为H级，冷却方式为强迫通风。为了扩大机车的的恒功率调速范围，还可以对牵引电动机进行一级磁场削弱；提速客运型机车的磁场削弱率初期为71%，自2000年以后在机车大修时统一改为66%，使机车最大恒功速度由132公里/小时提高到145公里/小时。货运型及径向转向架型机车的磁场削弱率为60%。
准高速客运型机车采用ZD106型四极直流串励牵引电动机，与东风9型及东风11型准高速柴油机车相同。额定功率为530千瓦，额定电压为680伏，额定电流为835安培，额定转速为每分钟955转，最高转速为每分钟2,385转，定子及电枢绝缘等级均为H级，冷却方式为强迫通风。可对牵引电动机进行一级磁场削弱，磁场削弱率初期为58%，后来统一改为56%。

#### 电阻制动装置
机车设有两台二级电阻制动装置。在电阻制动工况时牵引电动机变为他励直流发电机工作，其激磁绕组全部串联由牵引发电机经硅整流柜供电，并由励磁调节器通过控制励磁机的励磁，从而间接控制牵引发电机输出给牵引电动机的励磁电流；牵引电动机发出的电流输入到车上两个电阻制动柜，将电能通过电阻器转化为热能消耗掉。为了提高机车在低速行驶时的制动力，电阻制动分为两级扩展特性控制。最大制动电流限制为650安培，提速客运型、货运型及径向转向架型机车的最大电阻制动功率为3,700马力（2,730千瓦），准高速客运型机车为3,750马力（2,760千瓦）。此外，为了使机车在静止状态测定各档位的输出功率和性能，机车还可以利用制动电阻作为自负荷试验的负载。 

### 控制系统
东风4D型机车的控制系统采用由大连机车车辆厂研制的LTQ-II型励磁调节器，同时还保留了由以往东风4B型及东风4C型机车沿用下来、由联合调节器油马达驱动功调电阻的励磁调节装置，两者进行牵引工况时的恒功率控制，弥补了联合调节器功调电阻励磁系统反应时间长、动态性能差、在柴油机转速每分钟430～700转以内不能进行恒功调节之缺陷，使柴油机在每分钟430～1000转范围内保持恒功率调节，并可自动控制机车起动电流增长率和恒制动功率。当功调电阻励磁调节装置发生故障时，微机控制的励磁调节器仍然可以独立运作。此外，励磁调节器还负责电阻制动工况的恒流控制。
牵引发电机的励磁电流是由励磁机发出的交流电经励磁整流柜整流后供给，而励磁机的励磁电流则是由柴油机经启动变速箱驱动的测速发电机供电。测速发电机的励磁电流由110伏特辅助电源提供，并经过功率调节电阻和励磁调节器控制。功率调节电阻的滑动触点由联合调节器上的功率伺服油压马达带动，它根据柴油机工作状况（欠载或过载）自动地调节可变电阻器的阻值，从而改变测速发电机的励磁电流，并经测速发电机和励磁机二级放大后，间接地改变了牵引发电机的输出功率。
微机控制的LTQ-II型励磁调节器是以英特尔MSC-51单片机为核心，由逆变插件、斩波插件、电源插件、扩展插件、控制插件、调整插件组成。在牵引工况时，该系统接收从传感器发送的各种反馈信号，包括柴油机转速、发电机输出电压、发电机输出电流和机车速度信号，由中央处理器将发电机电压、电流、功率的信号电压，与对应于某个柴油机转速下的预设基准电压进行比较，经过比例积分运算后输出一组数字信号，再经由数字—模拟转换芯片将之转换成模拟信号电压，由PWM脉宽调制器来控制测速发电机之励磁电流。在电阻制动工况时，亦可由励磁调节器控制牵引电动机的励磁电流和制动电流，其电路原理和牵引状态下相似，只是反馈信号、给定信号和控制对象不同。

### 转向架

#### 半悬挂转向架
机车轴式为Co-Co，走行部为两台可互换的三轴转向架。提速客运型和货运型机车采用牵引电动机滚动抱轴的半悬挂转向架，轴距为2×1,800毫米。除了牵引电动机悬挂方式有所不同外，其结构基本上沿用了东风4系列机车三轴转向架的无导框、无心盘的传统设计。转向架采用钢板组焊成封闭式箱形结构的“目”字形构架，由箱形截面的两根侧梁、两根横梁、前后端梁组焊而成，并分别焊有旁承座、拉杆座、外侧弹簧座、牵引拐臂座、电机吊杆座、水平杠杆座、横向止挡、制动座、制动缸座及砂箱座等。
轮对轴箱内装有圆柱滚子轴承，轴箱定位装置采用拉杆式弹性定位结构，依靠装有橡胶关节元件的轴箱拉杆来实现轴箱的横向和纵向定位。转向架采用四点支承的旁承装置，车体全部重量通过八个旁承由两台转向架支承。此外，转向架侧梁与车体底架间还设有弹性侧挡装置，使转向架进出曲线时能够相对与车体进行回转运动。弹簧悬挂装置分为一系悬挂和二系悬挂两部分。一系悬挂为轴箱与构架之间的轴箱螺旋弹簧和橡胶垫，并在1、3、4、6轴装有并列的垂向液压减震器；二系悬挂为转向架构架与车体之间的旁承橡胶堆，另外还设有抑制机车摇摆的横向液压减震器（提速客运型机车并设有抗蛇行液压减震器），所有液压减震器均采用荷兰KONI的产品。提速客运型机车的一系悬挂静挠度为131毫米，二系悬挂静挠度为15毫米，总静挠度为146毫米。货运型机车的一系悬挂静挠度为123毫米，二系悬挂静挠度为16毫米，总静挠度为139毫米。牵引力和制动力通过低位平行四杆牵引杆机构传递，牵引点高度距离轨面725毫米。
牵引电动机驱动方式继承了东风10F型机车的滚动轴承抱轴半悬挂结构，取代了过往东风4系列机车一直使用的滑动轴承抱轴悬挂，解决了滑动轴承抱轴悬挂结构在高速运行时碾瓦故障和稳定性差的问题。牵引电动机的一侧通过滚动轴承刚性地支承在车轴上，另一侧通过弹性元件（橡胶垫）和吊杆悬挂在转向架构架。牵引电动机采用顺置方式，即电动机都放在车轴的同一侧，有利于减少轴重转移。提速客运型的齿轮传动比为2.83（68：24），最高运行速度为145公里/小时。货运型的齿轮传动比为4.5（63：14），最高运行速度为100公里/小时。基础制动方式为带闸瓦间隙自动调节器的单侧单闸瓦踏面制动，每个车轮各有一套制动装置，当机车施行制动时，制动缸从空气制动机获得压缩空气，并通过杠杆机构使闸瓦抱轮产生制动作用。停车制动为手制动装置。

#### 全悬挂转向架

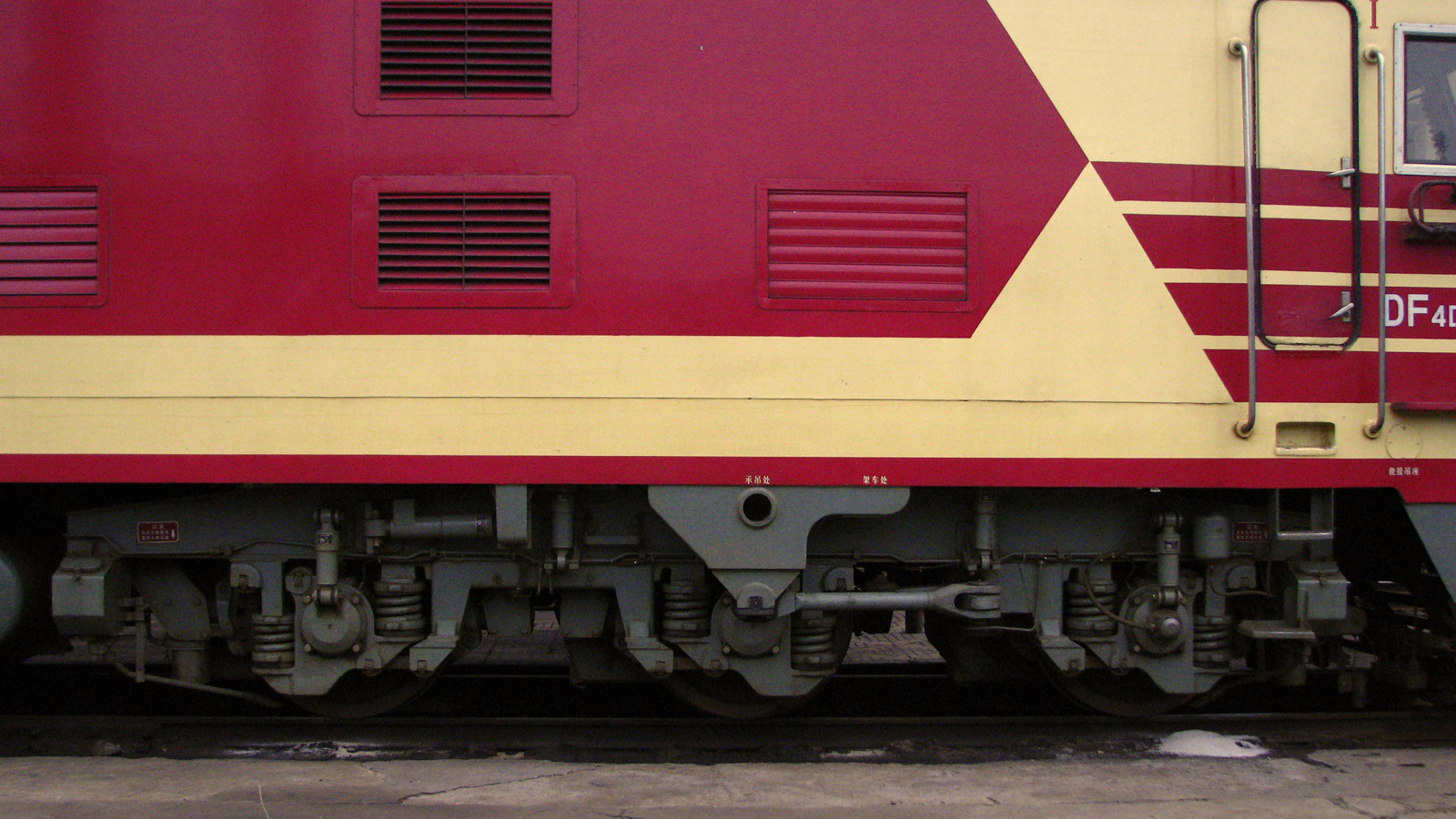
东风4D型准高速客运机车的全悬挂转向架

准高速客运型机车采用牵引电动机架悬的全悬挂转向架，轴箱拉杆定位、一系独立悬挂、低位牵引杆等均沿用了提速客运型机车的结构。与提速客运型机车转向架相比，准高速客运型机车的轴距加大至2×2,000毫米，以提高转向架在高速运行时的稳定性。由于转向架构架长度延长，燃油箱长度和容量相应减少。有别于提速客运型机车“一系软、二系硬”的悬挂装置，准高速客运型机车采用“一系硬、二系软”的方式。车体与转向架构架之间的二系悬挂装置，改为两组（每侧四个一组）高柔度螺旋弹簧和橡胶垫，并保留了提速型机车的垂直、横向、抗蛇行液压减震器。准高速客运型机车的一系悬挂静挠度为55毫米，二系悬挂静挠度为115毫米，总静挠度为170毫米。牵引力和制动力仍然通过低位平行四杆牵引杆机构传递，牵引点高度降低至距离轨面672毫米。
为了满足机车高速运行时动力学性能要求，准高速客运型机车采用了与东风11型机车相同的双侧六连杆万向节空心轴驱动装置。牵引电动机刚性地安装在转向架构架上，主动齿轮（小齿轮）压装在牵引电动机电枢轴端；固定空心轴（外空心轴）用螺栓安装在牵引电动机机座上，从动齿轮（大齿轮）通过滚动轴承在固定空心轴上转动，大齿轮心通过六连杆万向节与转动空心轴（内空心轴）连接，转动空心轴的另一端通过六连杆万向节与车轮相连。牵引电动机电枢轴输出的扭矩经过小齿轮、大齿轮、六连杆万向节、转动空心轴、三爪盘、六连杆万向节传递到其中一个车轮，并通过车轴驱动另一侧车轮。全悬挂驱动装置将牵引电动机全部重量悬挂在转向架构架上，从而大幅减少了每轴簧下質量和轮轨作用力。准高速客运型的齿轮传动比为2.62（76：29），最高运行速度为170公里/小时。
基础制动方式为带闸瓦间隙自动调节器的单元制动装置，并采用由铁道部科学研究院研制的粉末冶金闸瓦。早期生产的准高速客运型机车采用带轮箍的组合式车轮和单侧双闸瓦踏面制动，但由于马钢集团生产的轮箍存在质量问题，为防止高速行车时施行制动而引起轮箍弛缓的事故，铁道部于2000年要求改用从乌克兰进口的整体辗钢车轮。然而，东风4D型机车改用整体辗钢车轮后常常发现踏面剥离现象，原因是制动时闸瓦与车轮摩擦使踏面局部瞬间加热到金属相变点温度以上，冷却时产生的马氏体组织随轮轨接触应力作用下剥落。因此，铁道部要求将东风4D型准高速客运机车的制动装置改为双侧双闸瓦踏面制动，以降低闸瓦压力和摩擦发热量。每台转向架上的制动单元数量由6个增加到10个，制动倍率由4.47降低至2.7，第3、4轴外侧的制动单元并设有弹簧停车制动器。2001年12月，采用双侧双闸瓦的东风4D型3150号机车在北京环形铁道进行制动性能试验。2002年起，新造的东风4D型准高速客运机车全部使用双侧双闸瓦制动装置。

#### 径向转向架
径向转向架型机车采用三轴自导向式径向转向架，轴距为1,800+2,000毫米，最小通过曲线半径为120米。转向架采用铸焊式结构的“目”字形构架，由两根侧梁、两根横梁、前后端梁组焊而成。轴箱定位装置采用单拉杆式弹性定位结构和单圈轴箱弹簧，使轮对能够沿曲线半径方向作径向转动，在第1、3、4、6轴的轴箱弹簧中间还增加了横向定位器。轮对与构架之间设有由轴箱拉杆、前后转动梁、耦合杆、支座及抗蛇行减振器等组成的转动机构，以固定于构架横梁上的立柱作为转动梁的支点，并通过一根耦合杆使转向架前后转动梁同步转动。转向架与车体之间的牵引装置结构亦有所变化，改为使用连接转向架端梁和车钩缓冲器座的低位牵引杆装置。
转向架采用四点支承的旁承装置，车体全部重量通过八个旁承由两台转向架支承。一系悬挂为轴箱与构架之间的轴箱螺旋弹簧和橡胶垫，并在1、3、4、6轴装有并列的垂向液压减震器；二系悬挂为转向架构架与车体之间的旁承橡胶堆，另外还设有抑制机车摇摆的横向液压减震器，以及提高直线稳定性的抗蛇行液压减震器。一系悬挂静挠度为110毫米，二系悬挂静挠度为15毫米，总静挠度为125毫米。牵引电动机驱动方式与东风4D型货运机车相同，采用滚动轴承抱轴半悬挂结构，齿轮传动比为4.5（63：14），最高运行速度为100公里/小时。基础制动方式为带闸瓦间隙自动调节器和弹簧停车制动装置的单元制动装置，采用双侧双闸瓦制动和普通铸铁闸瓦（中间轴仍采用单侧制动）。

### 技术数据
|                        | 提速客运型                                     | 货运型 | 准高速客运型                                                  | 准高速客运型                                                  | 径向转向架型            |
| ---------------------- | ---------------------------------------------- | --- | ------------------------------------------------------------- | ------------------------------------------------------------- | ----------------------- |
| 数量（台）             | 571                                            | 403 | 340                                                           | 340                                                           | 21                      |
| 机车编号               | 0001～0240、0243～0347、0353～0529、0532～0580 | 0241、0242、0348、1893、4001～4033、4036～4056、4063～4073、4078～4079、4082～4090、4093～4166、4170~4418 | 3001～3002                                                    | 3003～3340                                                    | 7001～7021              |
| 生产年份               | 1996年—2003年                                  | 1998年—2023年                                                                                             | 1999年                                                        | 2000年—2013年                                                 | 2000年—2003年           |
| 轴式                   | Co-Co                                          | Co-Co | Co-Co                                                         | Co-Co                                                         | Co-Co                   |
| 柴油机                 | 16V240ZJD                                      | 16V240ZJD／16V240ZJF                                                                                      | 16V240ZJE                                                     | 16V240ZJD／16V240ZJF                                          | 16V240ZJD               |
| UIC标定功率            | 4,400马力（3,240千瓦）                         | 4,400马力（3,240千瓦）                                                                                    | 5,400马力（3,680千瓦）                                        | 4,400马力（3,240千瓦）                                        | 4,400马力（3,240千瓦）  |
| 装车功率               | 4,000马力（2,940千瓦）                         | 4,000马力（2,940千瓦）                                                                                    | 4,500马力（3,310千瓦）                                        | 4,000马力（2,940千瓦）                                        | 4,000马力（2,940千瓦）  |
| 标称功率（千瓦）       | 3,300马力（2,425千瓦）                         | 3,300马力（2,425千瓦）                                                                                    | 3,850马力（2,830千瓦）                                        | 3,300马力（2,425千瓦）                                        | 3,300马力（2,425千瓦）  |
| 构造速度（公里/小时）  | 145                                            | 100 | 170                                                           | 170                                                           | 100                     |
| 持续速度（公里/小时）  | 39.8                                           | 24.5 | 59.6                                                          | 51.8                                                          | 24.5                    |
| 起动牵引力（千牛）     | 302.6                                          | 480 | 232.6                                                         | 232.6                                                         | 480.48                  |
| 持续牵引力（千牛）     | 214.78                                         | 341 | 160.8                                                         | 160.9                                                         | 341.15                  |
| 牵引齿轮传动比         | 68：24                                         | 63：14 | 76：29                                                        | 76：29                                                        | 63：14                  |
| 传动方式               | 交—直流电传动                                  | 交—直流电传动                                                                                             | 交—直流电传动                                                 | 交—直流电传动                                                 | 交—直流电传动           |
| 主发电机               | TQFR-3000E                                     | TQFR-3000E                                                                                                | TQFR-3000E                                                    | TQFR-3000E                                                    | TQFR-3000E              |
| 硅整流柜               | GTF-5100/1250                                  | GTF-5100/1250-A                                                                                           | GTF-5070/1250                                                 | GTF-5100/1250-A                                               | GTF-5100/1250-A         |
| 牵引电动机             | ZD109B                                         | ZD109B1                                                                                                   | ZD106                                                         | ZD106                                                         | ZD109B1                 |
| 驱动方式               | 滚动轴承抱轴半悬挂                             | 滚动轴承抱轴半悬挂                                                                                        | 双侧六连杆万向节空心轴全悬挂                                  | 双侧六连杆万向节空心轴全悬挂                                  | 滚动轴承抱轴半悬挂      |
| 整备重量（吨）         | 138+3%                                         | 138+3%／150+3%                                                                                            | 138+3%                                                        | 138+3%                                                        | 138+3%                  |
| 轴重（吨）             | 23+3%                                          | 23+3%／25+3%                                                                                              | 23+3%                                                         | 23+3%                                                         | 23+3%                   |
| 通过最小曲线半径（米） | 145                                            | 145 | 145                                                           | 145                                                           | 120                     |
| 转向架轴距（毫米）     | 2 × 1,800                                      | 2 × 1,800                                                                                                 | 2 × 2,000                                                     | 2 × 2,000                                                     | 1,800 + 2,000           |
| 基础制动方式           | 单侧单闸瓦杠杆制动                             | 单侧单闸瓦杠杆制动                                                                                        | 单侧双闸瓦单元制动装置（早期） 双侧双闸瓦单元制动装置（后期） | 单侧双闸瓦单元制动装置（早期） 双侧双闸瓦单元制动装置（后期） | 双侧双闸瓦单元制动装置  |
| 车体长度（毫米）       | 21,100                                         | 21,100 | 21,100                                                        | 21,100                                                        | 21,100                  |
| 车体宽度（毫米）       | 3,309                                          | 3,309 | 3,309                                                         | 3,309                                                         | 3,309                   |
| 车体高度（毫米）       | 4,755                                          | 4,755 | 4,755                                                         | 4,755                                                         | 4,755                   |
| 新轮轮径（毫米）       | 1,050                                          | 1,050 | 1,050                                                         | 1,050                                                         | 1,050                   |
| 燃油储备量（升）       | 9,000                                          | 9,000 | 6,500                                                         | 6,500                                                         | 8,000                   |
| 机油储备量（公斤）     | 1,200                                          | 1,200 | 1,200                                                         | 1,200                                                         | 1,200                   |
| 水装载量（公斤）       | 1,200                                          | 1,200 | 1,200                                                         | 1,200                                                         | 1,200                   |
| 砂装载量（公斤）       | 800                                            | 800 | 800                                                           | 800                                                           | 800                     |
| 车钩型式               | 13号下开式（TB1595—85）                        | 13号下开式（TB1595—85）                                                                                   | 13号下开式（TB1595—85）                                       | 13号下开式（TB1595—85）                                       | 13号下开式（TB1595—85） |

## 重大事故

### 1990年代
- 1999年7月9日晚上，广州铁路集团长沙铁路总公司长沙机务段的东风4D型0293号机车，牵引武昌开往湛江的461次旅客列车经由京广铁路运行。当列车通过茶山坳站的X2信号机后，前方X1-5信号机显示两个绿灯，表示列车将进入新三线（即湘桂联络线），侧线通过道岔限速45公里。但乘务员没有认真瞭望和确认信号，也没有及时采取制动减速措施，使列车以111公里/小时的速度侧向通过限速45公里/小时的道岔，导致列车在京广线茶山坳至耒河间K1744+050处，机后1～10位颠覆，11～12位脱轨，造成9人死亡，重伤15人，轻伤25人，客车报废5辆，大破4辆，中破2辆，小破1辆，中断京广线下行正线行车32小时08分，直接经济损失617万元人民币，构成旅客列车重大行车事故[47]。
- 1999年10月19日晚上8时03分，郑州铁路局郑州机务段的东风4D型0265号机车（现配属于南宁铁路局柳州机务段），牵引连云港开往宝鸡的591次旅客列车经由陇海铁路运行。当列车运行至济南铁路局徐州铁路分局管内文庄站内一个有人看守平交道口处，与一辆抢入道口、牵引大量砖块的拖拉机以近百公里的时速相撞，造成机车及机后一位行李车破损，两名机车乘务员当场遇难，事故中断陇海铁路上下行正线分别为35分和3小时47分。

### 2000年代
- 2001年4月20日清晨，哈尔滨铁路局三棵树机务段的东风4D型3089号机车，牵引北京站开往齐齐哈尔站的T47次旅客列车经由滨洲铁路运行。由于安达站进行信号联闭设备工程，但机车乘务员出乘时漏抄运行揭示命令，将“4月20日4时00分至7时00分安达—卧里屯间改按单线（上行线）电话闭塞法行车”这一主要内容漏抄，并且在安达站进站信号机显示一个黄灯时不减速，出站信号机显示红灯时不停车，使列车于6时14分以118公里/小时速度侧向通过30公里/小时的限速渡线道岔，造成机车及机后5辆客车颠覆，9辆客车脱轨；旅客死亡2人，轻伤25人；直接经济损失806.3万元人民币，构成旅客列车脱轨重大事故，东风4D型3089号机车经修复后限速运用。
- 2001年12月7日傍晚，南昌铁路局南昌机务段的东风4D型3129号机车，在金华西折返段内与另外四台机车连挂并进行柴油机转速和自负荷试验时，发生意外走车事故，导致首两台机车（东风4D型3129、0411号机车）冲出尽头线土挡并脱轨，掉落到金华市区北苑公铁立交桥西侧的一条水沟里，幸无人员伤亡[48][49]。
- 2002年4月26日凌晨0时30分，沈阳煤业集团有限责任公司运输部的东方红3型0067号机车，牵引由26辆重车组成的矿106次列车经煤矿专用线运行。凌晨0时45分，列车原定到达沈阳铁路分局管内沈大铁路张台子车站路矿车辆交接线8道停车，但由于司机和副司机在车上打瞌睡，列车进站时未有减速和停车。车站值班人员发现后立即改变调车进路，将8道出站道岔转向牵出线方向，同时用无线电话呼叫即将进站的K643次列车司机。矿106次列车进入牵出线后冲出车挡器，机车和机后1至4位车辆脱轨颠覆，其中第3位车辆侵入沈大铁路下行线。凌晨0时45分，由大连开往丹东的K643次旅客列车（沈阳铁路局沈阳机务段的东风4D型0309号机车牵引）接近张台子车站，司机发现列车前方线路有车辆阻挡，立即使用紧急制动但停车不及，与矿106次列车脱轨侵线车辆相撞，造成K643次旅客列车机车和机后1～7位客车脱轨，矿106次列车第12位车辆脱轨。事故造成机车大破1台，客车报废3辆、中破4辆，货车报废3辆、大破1辆，中断沈大铁路下行线行车7小时42分钟[50]。
- 2002年11月2日，南昌铁路局南昌机务段的东风4B型2240号机车，原执行汕头开往武昌的1018次旅客列车牵引任务，但在段内检查时发现该机车无法起动，经机车调度员同意改用东风4D型0411号机车。当机车进行转速试验时发生意外走车事故，导致东风4D型0411号机车与停在车库内的东风4D型3061号机车正面相撞，而3061号机车被撞后向前溜行50多米，与正在进行调车的东风4D型3138号机车侧面相撞。事故造成东风4D型0411号及3061号机车大破，3138号机车小破，三台机车后由南昌机务段自行修复。
- 2003年10月8日下午3时25分，哈尔滨铁路局三棵树机务段的东风4D型3092号机车，牵引长春开往齐齐哈尔的K129次快速旅客列车经由滨州铁路运行。当列车行驶至前后代至烟筒屯间K129+240处，与一辆在进行线路提速改造工程过程中侵入线路限界的卡特彼勒330挖掘机相撞。事故造成机车、机后三位餐车小破，机车乘务员1人轻伤，中断滨州铁路下行线行车2小时50分钟[51]。
- 2006年9月24日下午，柳州铁路局柳州机务段的东风4D型3107号机车牵引南宁开往北京西的T6次列车，经由湘桂铁路运行。是日下午4时40分左右，当列车运行至桂林市全州县才湾镇境内湘桂铁路鲁板桥道口（有人看守）时，与一辆突然熄火并卡在钢轨上动弹不得的农用车相撞，致使机车头右侧严重受损并导致两名农用车司乘人员受伤，列车停运1小时20分[52]。该机车在被修复后继续服役于柳州机务段至今。
- 2006年12月25日，上海铁路局南京东机务段的东风4D型0447号机车，牵引上海开往黄山的N519次列车经由皖赣铁路运行。清晨6时20分左右，当列车运行至安徽省宣城市向阳镇境内、孙家埠至江家滩站间K69+36处的胡村铁路道口时，与一辆满载黄沙的大货车相撞，造成机车副司机抢救无效身亡[53]。
- 2007年12月10日14时30分，大雾天气，京沪铁路黄土坡站到黄村站区间，某工区工长仝某，带领姚某，李某和张某进行桥下接触网设备测量和清雪作业，14时40分，张某在测量接触网参数时，被东风4D型内燃机车牵引的北京站到图们站的K215次列车撞飞，当场死亡[54]。
- 2009年5月10日早上5时07分，沈阳铁路局长春机务段的东风4B型2270号机车，在长春机务段内进行整备作业，推送东风4D型0249号机车由老整备场4道去新整备场17到加油。当两台机车行驶至36号加锁手扳道岔时，由于道岔内因夹有石块而造成尖轨未密贴，东风4D型0249号机车前端转向架三个轮对脱轨。
- 2009年9月30日，中铁大桥局在津秦客运专线邻近津山铁路吊放钢筋笼施工中吊机倾斜导致钢筋笼侵入上行线，与北京铁路局天津机务段的东风4D型0243号机车牵引的阜新站到上海站的1230次列车发生刮碰，事故造成0243号机车头部受损,机车乘务员在其前方100米左右采取了紧急停车措施但仍与其相撞，构成铁路一般C类事故[55]。
- 2009年11月24日，上海铁路局南京东机务段的东风4D型0467号机车，牵引南京开往南昌的K505次旅客列车经由宁铜铁路运行。凌晨零时36分，当列车运行至宁铜线八里湾至峨桥间K5+100处时，机车乘务员发现前方约100M处的有人监护道口有一重型农用卡车正自左向右抢越该道口，立即鸣笛并采取紧急停车措施，但停车不及与卡车尾部相撞，造成机车司机室右侧破损。机车后由南京东机务段修复。

### 2010年代
- 2010年5月25日，南昌铁路局南昌机务段的东风4D型3138号机车（上海铁路局杭州机务段司机在金华西站继乘），牵引成都开往上海南的K352次旅客列车经由沪昆铁路运行。中午12时16分，当列车运行至杭州市余杭区境内、沪昆线临平至长安镇间K173+025M处时，由于燃油精滤器质量不良，燃油泄漏到增压器、废气总管等高温部位，导致机车动力室发生火灾；司机发现起火后随即停车，使用灭火器进行扑救，并请求救援，临平消防中队赶到现场协助灭火。事件构成铁路交通一般B类事故，中断沪昆铁路上行线行车2小时42分[56][57]。
- 2011年10月10日上午9时30分，北京铁路局北京机务段的东风4D型0027号机车，牵引韩城至北京西的1164次旅客列车经由京原铁路运行。由于石景山南站50号道岔尖轨磨耗掉块，当1164次列车运行至石景山南站50号道岔处时，机车轮缘爬上尖轨致使机车脱轨。事故未造成人员伤亡，影响京原线正线行车1小时43分，构成铁路交通一般A类事故，三家店工务段负全部责任。事故后该机车停用并封存于北京机务段北京运用车间内。[58][59][60]。
- 2012年5月30日上午8时54分，上海铁路局杭州机务段的东风4D型4195号机车停留在杭州机务段乔司库区期间，上海铁路局上海通信段杭州通信车间的一名通信工人在机车上检修无线调度通信设备天线，工人经机车电气室天窗爬上车顶时未确认机车是否停留于无电区间，因侵入接触网安全界限而被高压电弧击伤，送院抢救后不治。
- 2012年8月3日0时23分，由北京铁路局天津机务段东风4D型3009号机车牵引，长春客运段客运二队广州五组担当的T121次列车运行至津山铁路的龙家营站和山海关站之间K309+227m时，遭遇泥石流袭击，巨大的山洪将铁路护坡石冲毁后冲向线路将东风4D型3009号机车的油箱砸破造成漏油和机车脱轨，万幸事故没有人员伤亡，5时20分铁路恢复通车[55]。
- 2013年10月23日晚上8时10分，青藏铁路公司西宁机务段的东风4D型3193号机车，牵引西宁西至格尔木的7581次旅客列车经由青藏铁路运行。由于一辆原停放在格尔木东站3道、正在等待编组的空调发电车发生溜逸，当7581次列车运行至察尔汗站至格尔木东站间近K806+890M处与溜逸车辆相撞，事故造成1人死亡，52人受伤，构成铁路交通一般A类事故，中断下行线行车6小时50分钟。
- 2013年10月24日凌晨，哈尔滨铁路局三棵树机务段的东风4D型3181号机车，牵引哈尔滨开往双鸭山的4137次旅客列车经由绥佳铁路运行。凌晨2时35分，当列车运行至佳木斯市境内香兰至汤原间K311+598处的道口，与一辆抢越道口的运煤卡车相撞。事故造成火车司机1死2伤，8名旅客在紧急制动过程中受轻伤[61]。
- 2014年4月13日凌晨3时17分，哈尔滨铁路局三棵树机务段的东风4D型0481号机车，牵引黑河至哈尔滨的K7034次快速旅客列车经由绥北铁路运行，当列车行驶至海伦站至东边井站间K215+597处发生脱线事故[62]。事故是由于绥化工务段海伦车间线路班长吴某自身工作不顺，将海伦至东边井间一段长约12米的钢轨拆除，K7034次列车停车不及，导致本务机车与机后1位车辆脱轨，机后第2辆至第9辆车辆颠覆，事故造成15名旅客受伤，中断绥北线上下行行车约16小时。牵引K7034次列车的本务机车东风4D型0481号机车轻微受损，由三棵树机务段自行修复后恢复运行。
- 2015年4月6日凌晨，沈阳铁路局通辽机务段的东风4D型0305号机车（通辽机务段赤峰运用车间司机值乘），牵引北京开往乌兰浩特的K1189次旅客列车经由京通铁路运行。凌晨2时，当列车运行至赤峰市境内东南营子至水地间的道口，一辆装载玉米的大货车违章撞断已关闭的道口护栏强行强越线路，K1189次列车停车不及与其相撞。事故造成卡车司机受伤，机车司机室严重损毁，该机车在事故后报废。
- 2017年11月27日晚上10时56分，中国铁路南宁局集团柳州机务段的东风4D型3107号机车，牵引从西安开往南宁的K315次旅客列车经由湘桂铁路运行，当列车运行至湘桂线矮岭至波寨间K437+663处（桂林市永福县境内），撞上一辆从322国道一座公路跨铁路立交桥上坠入铁道的货运汽车，事故导致机车和机后一位和两位车辆受损，中断铁路行车近七个小时，所幸此次事故并未造成人员伤亡，构成铁路交通一般事故[63][64]。
- 2018年10月26日上午，沧州沧港铁路有限公司的东风4D型4067号机车，经由沧港铁路单机运行至铁路与黄骅市海骅大街交会的平交道口时，与一辆抢越道口的自卸车相撞。事故造成机车中破，自卸车报废。

### 2020年代
- 2020年4月12日下午2时29分，中国铁路沈阳局集团锦州机务段的东风4D型3037号机车，牵引由赤峰南开往山海关的K7384次旅客列车经由锦承铁路运行。当列车以50公里/小时的速度行驶至锦承上行线大营子线路所3号道岔处，机车及机后1～2位车辆脱轨并侵入锦承下行线，无人员伤亡，中断锦承下行线行车12小时28分钟、上行线行车14小时01分钟，构成铁路交通较大事故。事故直接原因是胀轨。事故地段于2019年12月24日在低温（-16.1℃）环境下进行无缝线路锁定，4月12日事故发生时当地气温为20.2℃、轨温37℃，锁定轨温和实际轨温差达53.1℃，设备管理单位未按规定针对气温回升情况及时实施应力放散，轨道发生胀轨，造成3号道岔尖轨与基本轨离缝，导致K7384次旅客列车运行至此发生脱轨[65]。

## 机车命名

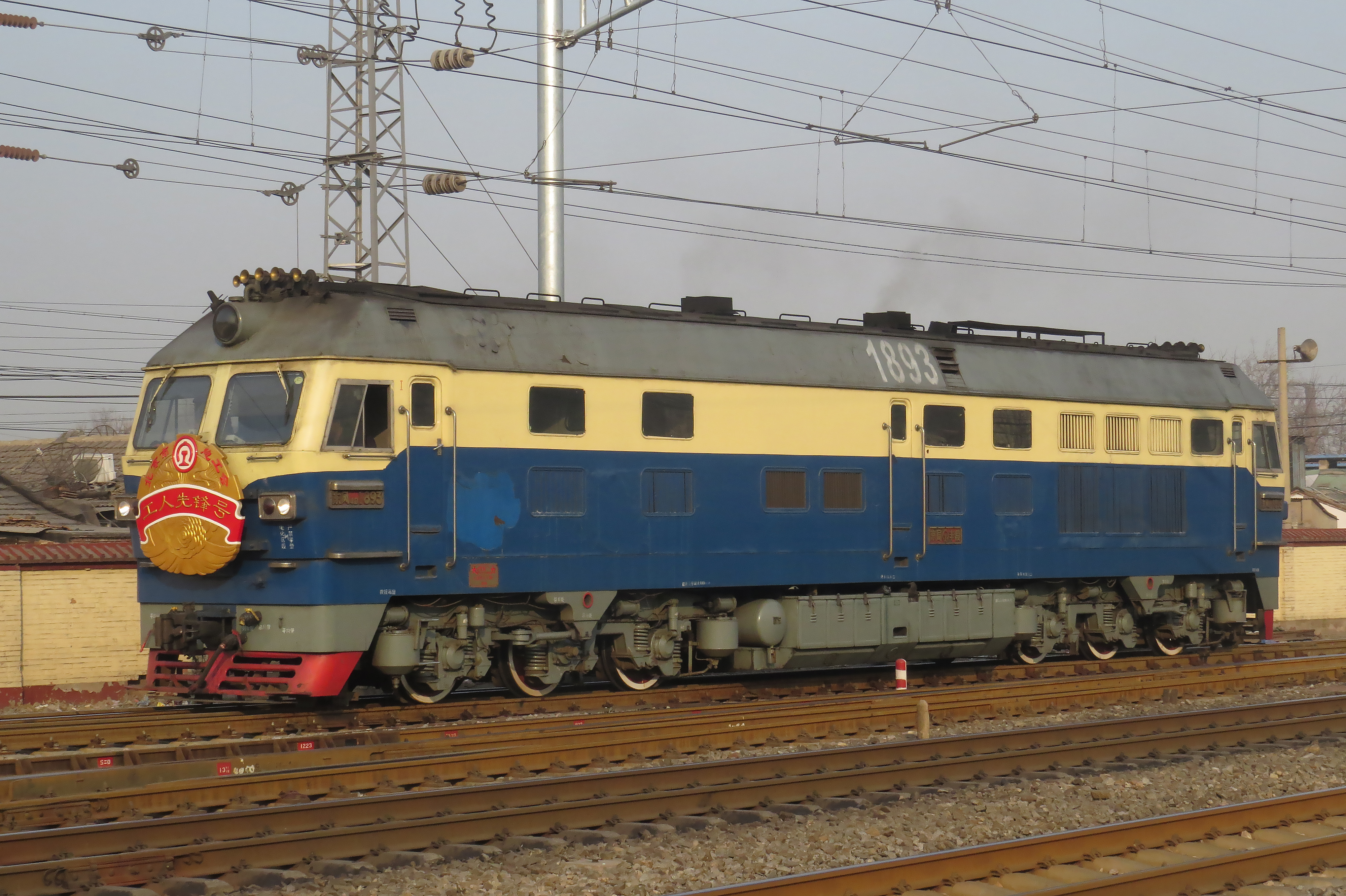
丰台机务段的东风4D型1893号“工人先锋号”机车在丰台南信号，该车在成为丰台机务段第六代工人先锋号机车前，曾经是第四代毛泽东号机车

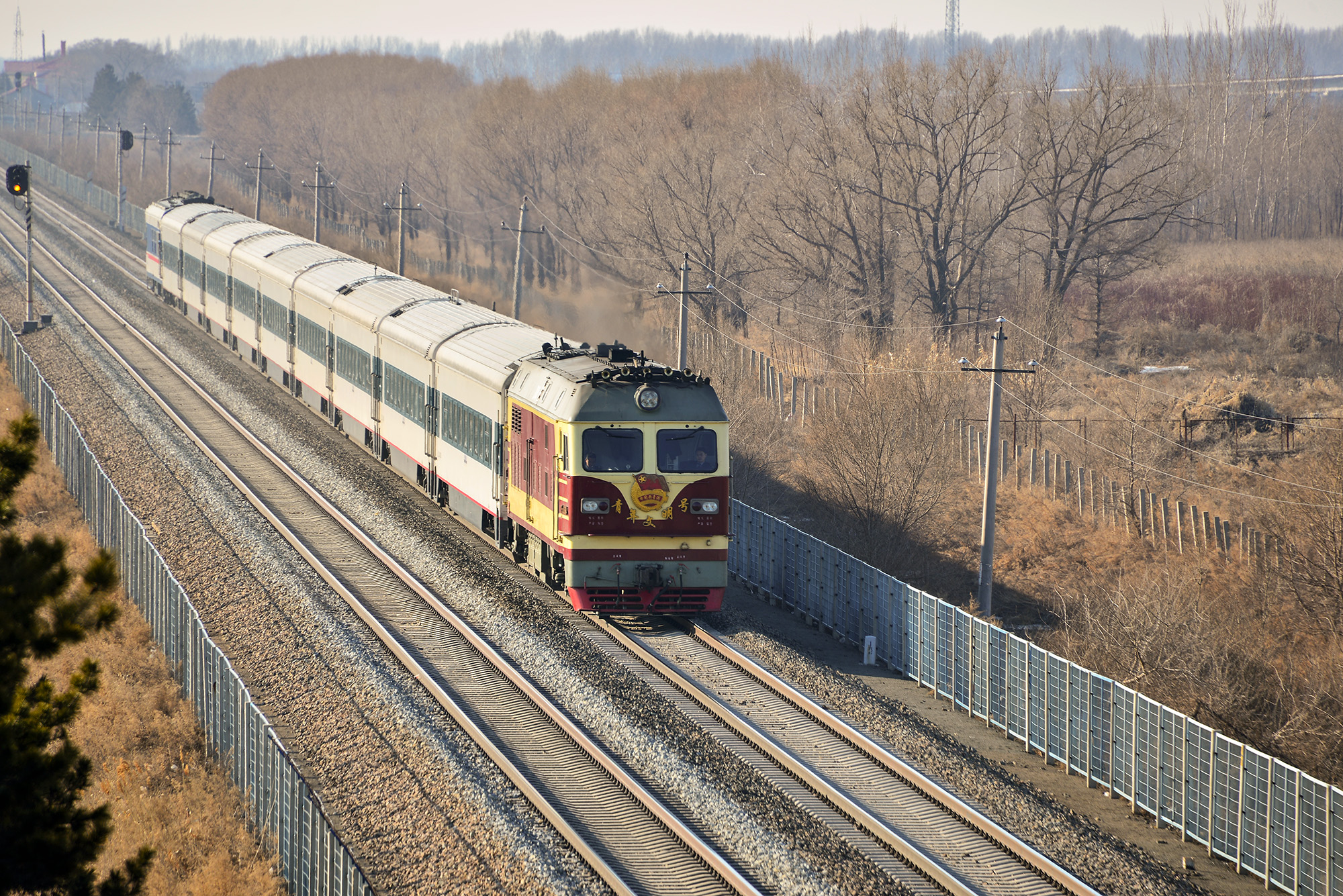
三棵树机务段的东风4D型3094号“青年文明号”机车牵引K7202次列车行驶在滨洲铁路上

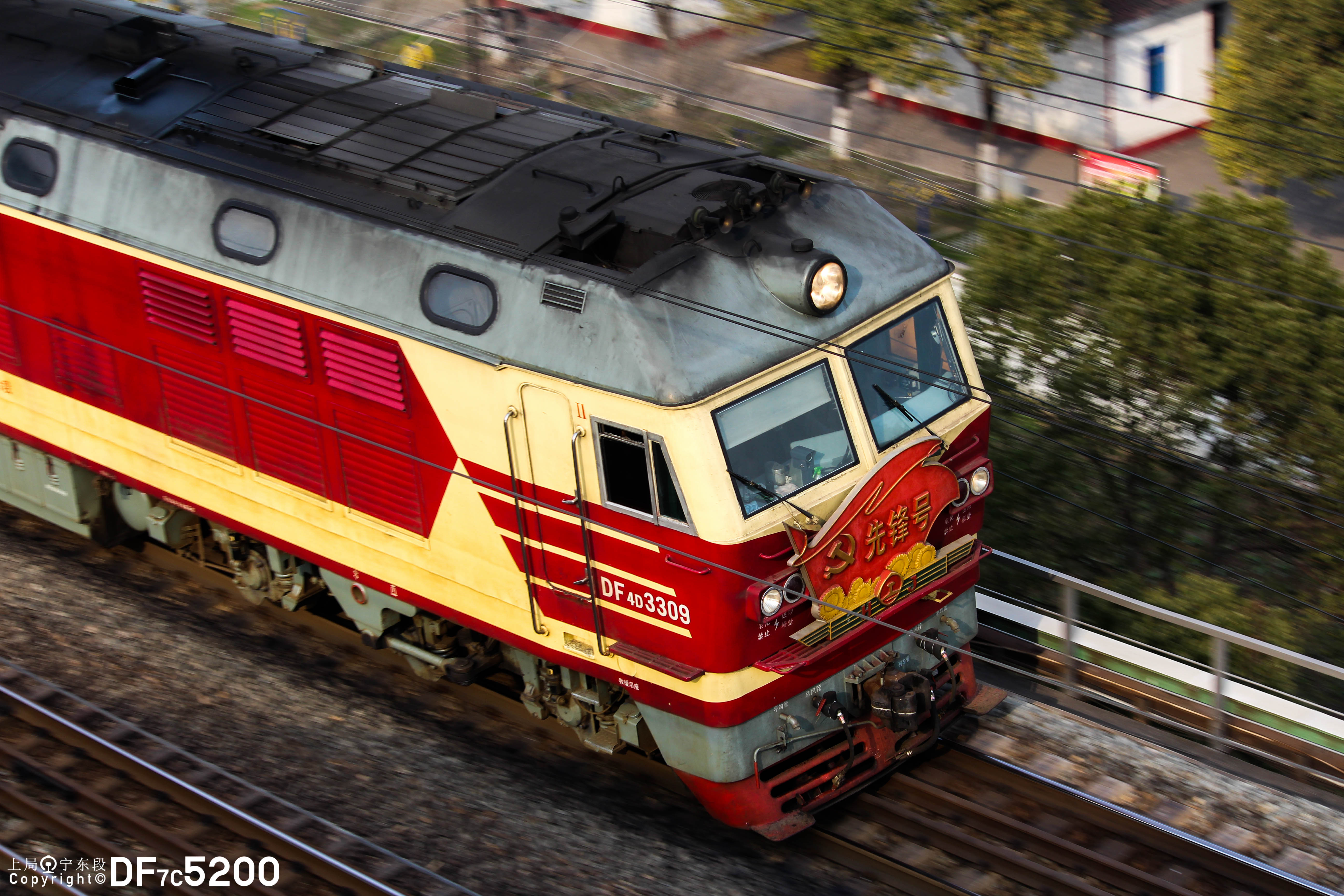
合肥机务段的东风4D型3309号“先锋号”机车牵引客车行驶在淮南淮河铁路大桥上

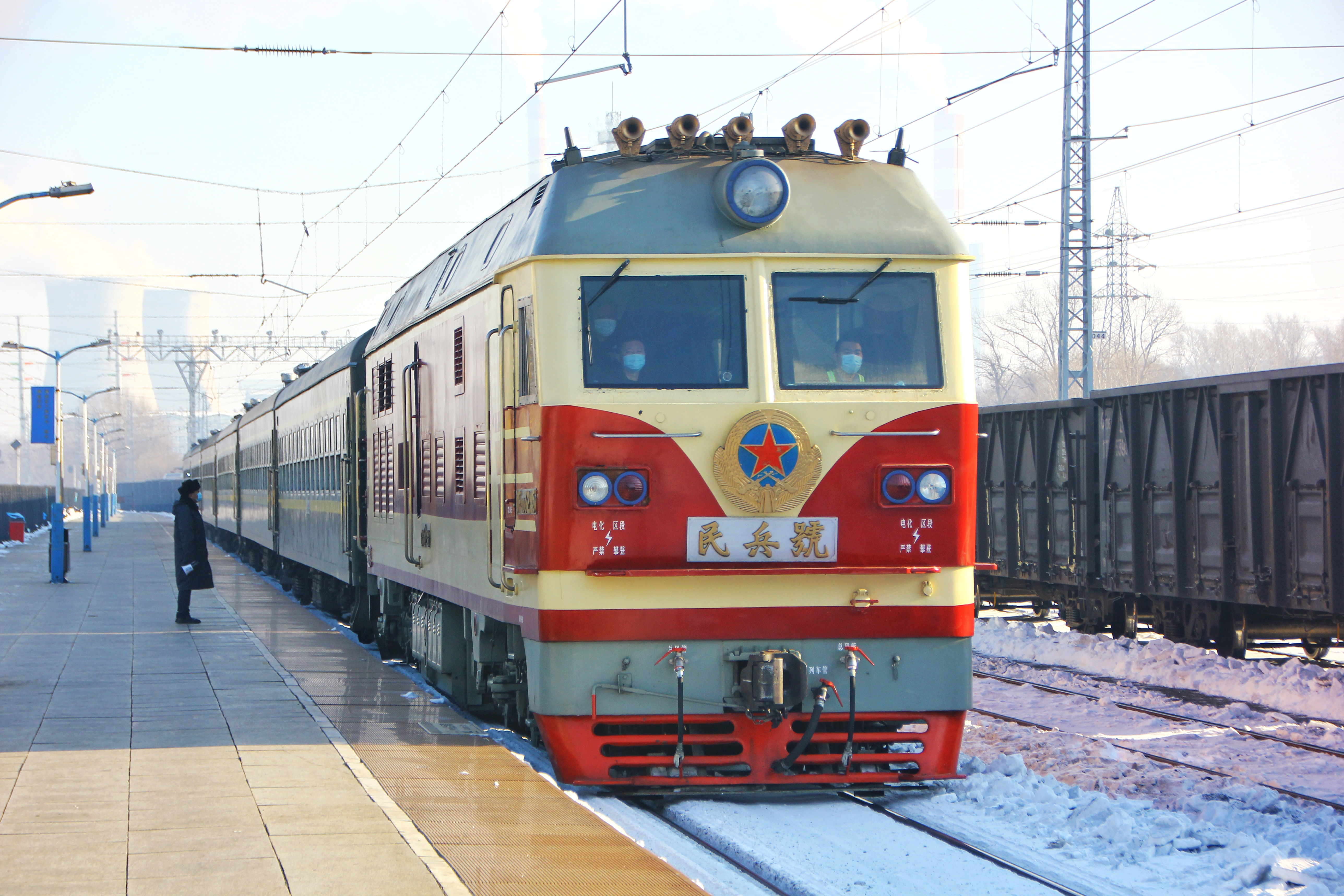
三棵树机务段的东风4D型3245号“民兵号”正在驶入香坊站

| 机车编号  | 机车命名                      | 所属铁路局或运用单位                           | 所属机务段   | 状态（截至2020年10月）         |
| --------- | ----------------------------- | ---------------------------------------------- | ------------ | ------------------------------ |
| DF4D-0035 | 共青团员号                    | 沈阳铁路局→沈阳局集团公司                      | 梅河口机务段 | 运用中                         |
| DF4D-0046 | 先锋号                        | 沈阳铁路局→沈阳局集团公司                      | 沈阳机务段   | 已摘牌，运用中                 |
| DF4D-0066 | 共青团员号                    | 北京铁路局→北京局集团公司                      | 石家庄机务段 | 已摘牌并转配梅河口机务段       |
| DF4D-0094 | 民兵号                        | 沈阳铁路局→沈阳局集团公司                      | 沈阳机务段   | 已摘牌并转配锦州机务段         |
| DF4D-0095 | 共产党员号                    | 沈阳铁路局→沈阳局集团公司                      | 梅河口机务段 | 运用中                         |
| DF4D-0102 | 青年号                        | 沈阳铁路局→沈阳局集团公司                      | 沈阳机务段   | 已摘牌并转配通辽机务段         |
| DF4D-0122 | 青年文明号                    | 上海铁路局→上海局集团公司                      | 徐州机务段   | 已摘牌并转配库尔勒机务段       |
| DF4D-0211 | 主人翁号                      | 广州铁路集团→广州局集团公司                    | 长沙机务段   | 状况不明                       |
| DF4D-0215 | 先锋号                        | 沈阳铁路局→沈阳局集团公司                      | 沈阳机务段   | 已摘牌并转配锦州机务段         |
| DF4D-0355 | 共青团员号                    | 北京铁路局→北京局集团公司                      | 北京机务段   | 已摘牌并转配牡丹江机务段       |
| DF4D-0348 | 延安号                        | 西延铁路有限责任公司→西安铁路局→西安局集团公司 | 延安机务段   | 运用中                         |
| DF4D-0402 | 党员先锋号                    | 南宁铁路局→南宁局集团公司                      | 柳州机务段   | 已摘牌，运用中                 |
| DF4D-0456 | 青年文明号                    | 上海铁路局→上海局集团公司                      | 南京东机务段 | 已摘牌并转配柳州机务段，运用中 |
| DF4D-0550 | 先锋号                        | 太原铁路局→太原局集团公司                      | 太原机务段   | 已摘牌并转配集宁机务段，运用中 |
| DF4D-1893 | 毛泽东号（第四代）→工人先锋号 | 北京铁路局→北京局集团公司                      | 丰台机务段   | 运用中                         |
| DF4D-3094 | 青年文明号                    | 哈尔滨铁路局→哈尔滨局集团公司                  | 三棵树机务段 | 运用中                         |
| DF4D-3128 | 共青团员号                    | 南昌铁路局→南昌局集团公司                      | 南昌机务段   | 已摘牌并转配鹰潭机务段，运用中 |
| DF4D-3148 | 青年文明号                    | 北京铁路局→北京局集团公司                      | 天津机务段   | 已摘牌，运用中                 |
| DF4D-3245 | 民兵号                        | 哈尔滨铁路局→哈尔滨局集团公司                  | 三棵树机务段 | 运用中                         |
| DF4D-3262 | 先锋号                        | 南昌铁路局→南昌局集团公司                      | 南昌机务段   | 已摘牌，运用中                 |
| DF4D-3305 | 青年文明号                    | 哈尔滨铁路局→哈尔滨局集团公司                  | 三棵树机务段 | 已退役，封存于穆棱             |
| DF4D-3309 | 先锋号                        | 上海铁路局→上海局集团公司                      | 合肥机务段   | 已摘牌，运用中                 |
| DF4D-3335 | 初心号                        | 内蒙古集通铁路（集团）有限责任公司             | 大板机务段   | 运用中                         |
| DF4D-4157 | 共青团号                      | 北京铁路局→北京局集团公司                      | 怀柔北机务段 | 已摘牌，运用中                 |
| DF4D-4178 | 青年文明号                    | 内蒙古集通铁路（集团）有限责任公司             | 大板机务段   | 运用中                         |
| DF4D-4401 | 青年文明号                    | 浙江金温铁道开发有限公司                       | 温州西机务段 | 运用中                         |

## 车辆保存
- 东风4D型0136号机车，由大连机车车辆工厂于1997年制造，曾配属于北京铁路局石家庄电力机务段，于2016年退役后被封存于石家庄电力机务段保定运用车间，至2019年移交给石家庄铁道大学龙山校区，保存于校内的铁道文化园作静态展示。
- 东风4D型0175号机车，由大连机车车辆工厂于1998年制造，曾配属广州铁路集团长沙机务段，2015年起由龙川机务段支配运用，至2020年退役为止共走行约290万公里，退役后曾被封存于龙川机务段。2021年1月，东风4D型0175号机车被移交给位于广东省佛山市三龙湾南海片区的高铁公园保存并作静态展示。
- 东风4D型0209号机车，由大连机车车辆工厂于1998年制造，曾配属广州铁路集团长沙机务段，运用后期曾经出租给中铁二十二局集团使用，参与湛江东海岛铁路和茂湛铁路延伸段黄湛线的施工，至2017年底该机车将编号换成0166号后退役，并封存于广州机务段韶关运用车间。2019年10月，东风4D型0166号机车进入位于韶关运用车间内的韶关机务实训基地保存，作为教学和展示用车。
- 东风4D型0325号机车，由大连机车车辆工厂于1998年制造，曾先后配属南昌铁路局向塘机务段、鹰潭机务段、福州机务段。2020年11月，保存于宜兴揽云谷度假酒店并作静态展示。
- 东风4D型0358号机车，由大连机车车辆工厂于1999年制造，曾先后配属上海铁路局南京机务段和合肥机务段，至2017年初退役后被封存于合肥机务段淮南西运用车间。2019年1月，东风4D型0358号机车被移交给杭州机务段乔司运用车间保存并作静态展示。为纪念金华机务段于2005年并入杭州机务段，段方将该机车的编号变更为2005号。
- 东风4D型0555号机车，由大连机车车辆工厂于2000年制造，曾先后配属石长铁路有限责任公司益阳机务段、广州铁路集团株洲机务段和长沙机务段，自2017年起由龙川机务段支配运用，于2018年退役后被封存于龙川机务段。2020年11月，东风4D型0555号机车在龙川机务段完成喷漆和外观翻新，现存放于位于广州市荔湾区的广州铁路博物馆（原广州南站）保存并作静态展示。

## 参看
- 东风6型柴油机车
- 东风4C型柴油机车
- 东风4DD型柴油机车
- 东风4DF型柴油机车
- 东风4DJ型柴油机车
- 东风11型柴油机车